# Ieoh Ming Pei
Vous lisez un « bon article » labellisé en 2016.
Pour les articles homonymes, voir Ming et Pei.
Ieoh Ming Pei (chinois simplifié : 贝聿铭 ; chinois traditionnel : 貝聿銘 ; pinyin : Bèi Yùmíng), communément appelé I. M. Pei, est un architecte américain d'origine chinoise né le 26 avril 1917 à Canton et mort le 16 mai 2019 à New York.
En 1948, Pei est recruté par le promoteur immobilier William Zeckendorf ; il établit sept ans plus tard son cabinet d'études indépendant, I. M. Pei & Associates, futur Pei Cobb Freed & Partners. Pei prend officiellement sa retraite en 1990. Il devient ensuite consultant en architecture principalement pour le cabinet d'architecture de ses fils Pei Partnership Architects.
C'est un architecte prolifique qui participe à la construction de la chapelle commémorative Luce de Taichung, du National Center for Atmospheric Research à Boulder dans le Colorado, à la conception de l'hôtel de ville de Dallas, du bâtiment est de la National Gallery of Art, de la John F. Kennedy Presidential Library and Museum dans le Massachusetts et du 200 Clarendon Street à Boston. Il conçoit le Morton H. Meyerson Symphony Center de Dallas, le musée Miho (près de Kyoto), le musée de Suzhou et le musée d'Art islamique de Doha. En Chine, il conçoit un hôtel dans le parc Xiangshan de Pékin et la tour de la Bank of China à Hong Kong. En France, son audacieuse pyramide du Louvre fait l'objet — lors de sa construction — d'une controverse.
Pei reçoit de nombreux prix et récompenses dans le domaine de l'architecture, y compris la médaille d'or de l'AIA en 1979, le Praemium Imperiale en 1989 et une récompense du Cooper–Hewitt, Smithsonian Design Museum en 2003. En 1983, il remporte le prix Pritzker, parfois appelé le « prix Nobel de l'architecture ».

## Biographie

### Enfance
Les traces de l'ascendance de Pei remontent à l'époque de la dynastie Ming, quand sa famille quitte la province d'Anhui pour Suzhou, ville de la province voisine du Jiangsu. La famille Pei fait fortune dans la vente d'herbes médicinales, et se fait également connaître pour sa philanthropie,.

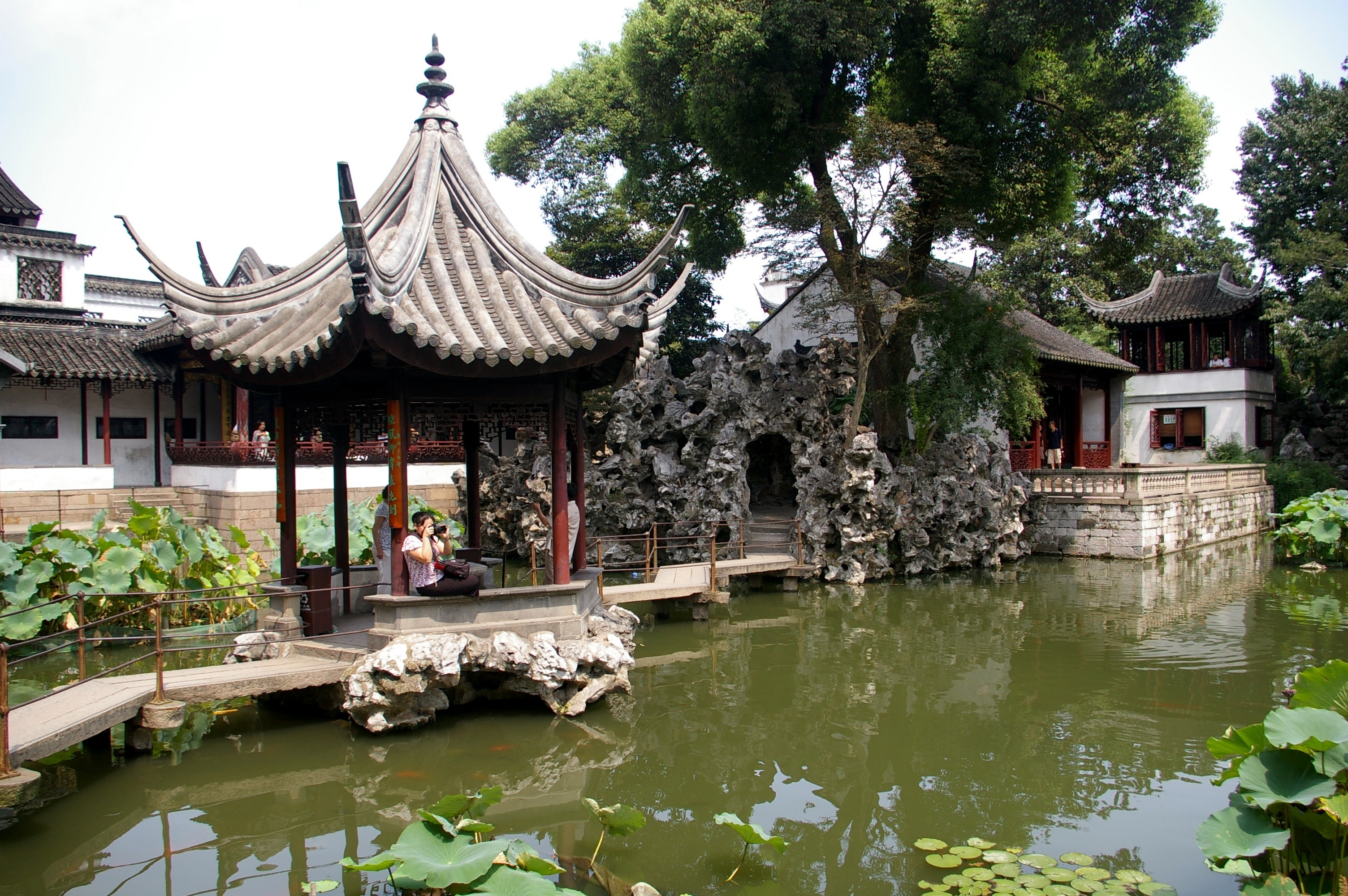
Le jardin de la Forêt du Lion à Suzhou, où Pei passait ses étés en famille.

Ieoh Ming Pei, fils de Tsuyee Pei et de Lien Kwun, naît le 26 avril 1917 à Canton, mais ses parents déménagent à Hong Kong un an plus tard car son père y dirige la Bank of China. La famille compte cinq enfants. Dans son enfance, Pei est très proche de sa mère, une fervente bouddhiste reconnue pour ses talents de flûtiste. Les enfants se joignent régulièrement aux retraites de méditation de leur mère,. La relation de Pei avec son père est moins intime : leur relation reste respectueuse mais distante,.
Du fait de son illustre ascendance, la famille appartient aux strates les plus élevées de la société. Pei souligne toutefois que son père ne reçoit aucune éducation artistique sérieuse. Plus attiré par la musique et d'autres formes culturelles que par le monde bancaire où travaille son père, il découvre l'art et se cultive par lui-même.
En 1927, alors âgé de dix ans, Pei déménage avec sa famille à Shanghai où son père vient d'être promu. Pei va dans une école dirigée par des missionnaires protestants. L'éducation y est rigoureuse et les étudiants ne sont autorisés à consacrer qu'une demi-journée par mois à leurs loisirs. Pei aime jouer au billard et regarder des films hollywoodiens, en particulier ceux de Buster Keaton et de Charlie Chaplin. Il apprend également les bases de l'anglais en lisant la Bible et des romans de Charles Dickens.
L'ouverture internationale de Shanghai lui vaut le surnom de « Paris de l'Orient » et sa diversité architecturale, du Bund au Park Hotel, exerce une profonde influence sur Pei. Il garde également en mémoire les nombreux jardins de Suzhou où il passe ses étés en famille. Il y visite régulièrement un temple ancestral à proximité. Le jardin de la Forêt du Lion, construit au XIVe siècle par un moine bouddhiste, a sur lui une influence particulière. Ses formations inhabituelles de roche, ses ponts en pierre et ses chutes d'eau restent gravés dans sa mémoire et il reconnaît plus tard son attirance pour le mélange de structures naturelles et humaines de ce jardin,.

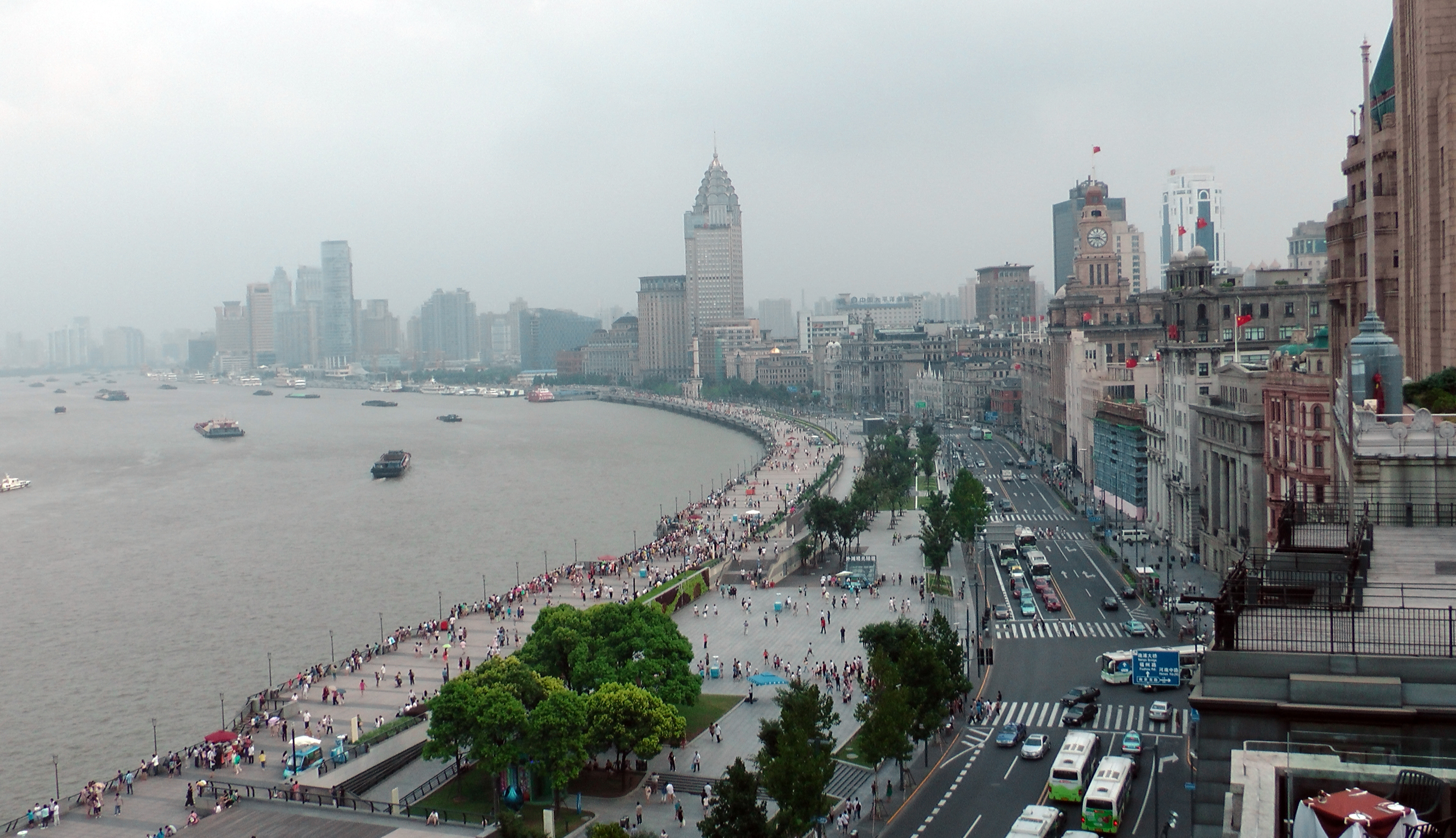
Le Bund à Shanghai avec l'empreinte coloniale sur son architecture.

Peu de temps après l'arrivée de la famille à Shanghai, la mère de Pei développe un cancer. Elle se voit prescrire de l'opium comme antalgique, et confie à Pei la tâche de préparer sa pipe. Elle meurt peu après son 13e anniversaire et il est profondément bouleversé par cette perte. Les enfants de la famille sont envoyés vivre avec leur famille éloignée, tandis que leur père s'enferme dans son travail et s'éloigne d'eux ; il épouse en secondes noces une femme prénommée Aileen, qui s'installera ensuite à New York.

### Études et formation
À la fin de ses études secondaires à Shanghai, Pei décide d'étudier dans une université à l'étranger. Âgé de seulement dix-sept ans, il est accepté dans plusieurs écoles dans le monde, mais il choisit les États-Unis et accepte la proposition de l'université de Pennsylvanie. Ce choix s'explique à la fois par son intérêt pour le programme d'enseignement en architecture et son attirance pour le cinéma hollywoodien. Pei est fasciné par les représentations de la vie universitaire dans les films de Bing Crosby, à l'image de College Humor (1933). Il y perçoit une vie universitaire qui semble être surtout faite de plaisirs et de divertissements, ce qu'il sait ne pas être le cas en Chine.
Pour se rendre à l'université de Pennsylvanie à Philadelphie depuis Shanghai en Chine, Pei entame un voyage de plus près de 12 000 km. Il embarque[Quand ?] à bord du paquebot SS President Coolidge jusqu'à San Francisco, puis voyage en train jusqu'à Philadelphie. Une fois arrivé, il déchante rapidement. L'enseignement est basé sur le style Beaux-Arts, qui s'inspire des œuvres de la Grèce antique et de la Rome antique. Pei, lui, s'intéresse bien davantage à l'architecture moderne, qui se veut plus fonctionnelle. De plus, il est intimidé par le niveau élevé des autres étudiants en dessin d'architecture. Il décide d'abandonner l'architecture et s'engage alors dans des études d'ingénieur au Massachusetts Institute of Technology (MIT) près de Boston. Lorsqu'il arrive à l'institut, cependant, le doyen de l'école d'architecture découvre son œil et son intérêt pour le design et le convainc de revenir à son art d'origine.

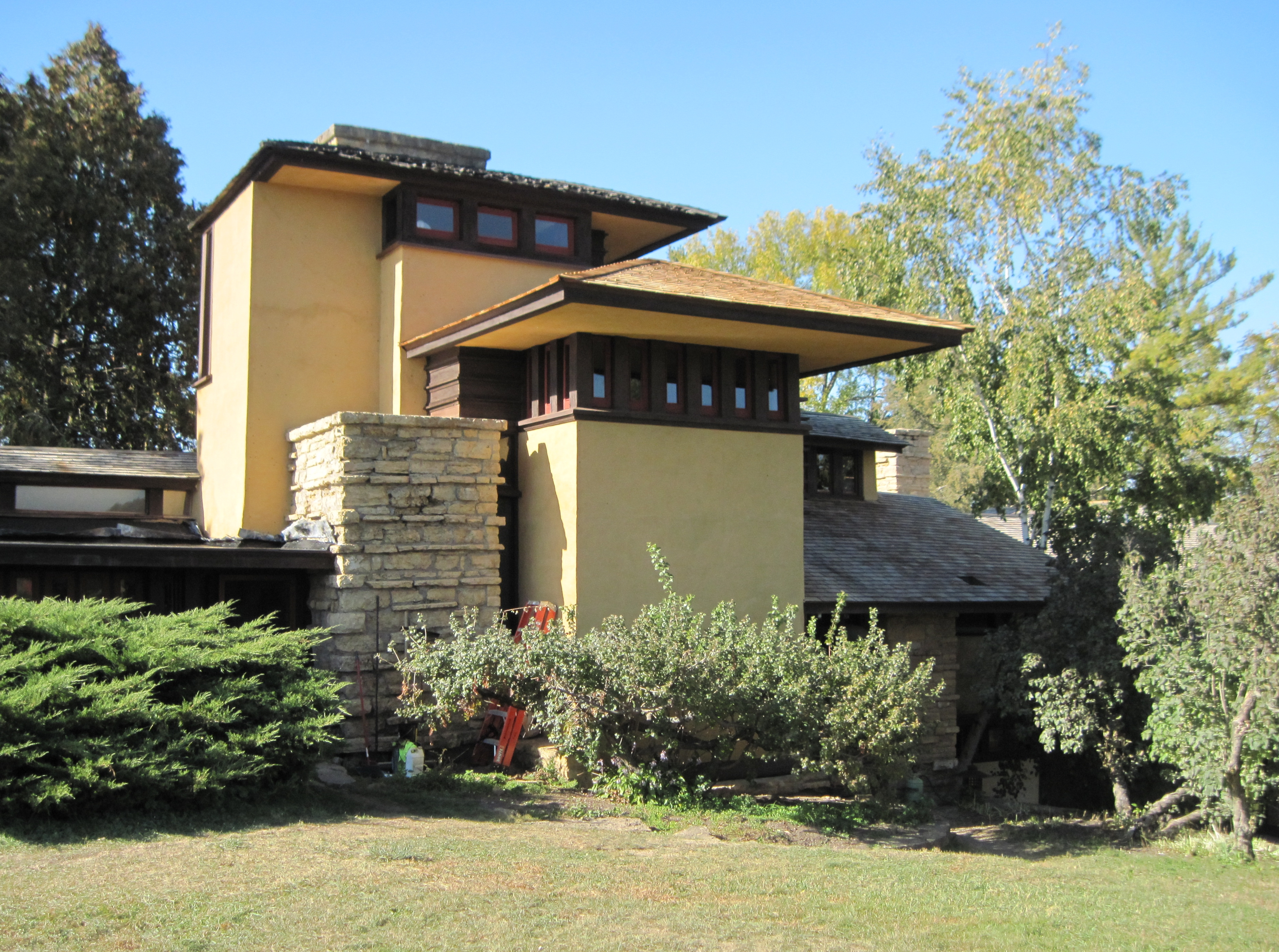
La villa Taliesin de Frank Lloyd Wright.

Mais la faculté d'architecture du MIT est également très orientée vers le style Beaux-Arts et Pei manque d'inspiration dans son travail. Dans la bibliothèque, il trouve trois livres sur l'architecte franco-suisse Le Corbusier. Pei est inspiré par le design innovant du nouveau style international, qui se caractérise par une forme simplifiée et l'utilisation de matériaux comme le verre et l'acier. Le Corbusier visite le MIT en novembre 1935, ce qui marque intensément Pei qui estime que les deux jours où l'architecte est présent « sont probablement les jours les plus importants dans [son] apprentissage de l'architecture ». Le jeune étudiant est également influencé par le travail de l'architecte américain Frank Lloyd Wright. En 1938, il se rend à Spring Green dans le Wisconsin, pour visiter la villa Taliesin, mais est déçu de ne pas rencontrer Wright,.
Bien qu'il déteste l'accent mis sur le style Beaux-Arts, Pei excelle dans ses études au MIT. Il y apprend la science et la technique des constructions, ainsi que tout ce qui est essentiel à l'architecture. Il reçoit son diplôme en architecture en 1940 et envisage alors de retourner en Chine immédiatement après. Néanmoins la guerre sino-japonaise le force à changer ses plans. Son père lui demande de rester aux États-Unis et Pei est embauché pour deux ans dans une entreprise d'ingénierie de Boston, Stone & Webster.
Lors d'une visite à New York à la fin des années 1930, Pei avait rencontré Eileen Loo, étudiante au Wellesley College. Ils se marient au printemps 1942. Loo suit les cours d'architecture du paysage à l'université Harvard et Pei est ainsi présenté à des étudiants de la Harvard Graduate School of Design (GSD). Il est enthousiasmé par l'ambiance animée qui y règne et rejoint donc le GSD en décembre 1942,.
Moins d'un mois plus tard, Pei suspend son travail à Harvard pour rejoindre volontairement le National Defense Research Committee (NDRC) qui coordonne la recherche scientifique sur la technologie des armes américaines employées pendant la Seconde Guerre mondiale. Les connaissances de Pei en architecture sont considérées comme un atout considérable et un membre du NDRC affirme même que : « s'il sait construire, il sait donc détruire »,. La lutte contre le Troisième Reich touchant à son terme, le comité se concentre sur la guerre du Pacifique contre les Japonais. Les Américains réalisent que les bombes utilisées contre les bâtiments européens en pierre sont inefficaces contre les villes japonaises, principalement construites à partir de bois et de papier ; Pei est donc chargé de travailler sur des bombes incendiaires. Il passe finalement deux années et demie avec la NDRC mais révèle peu de détails sur cette expérience.

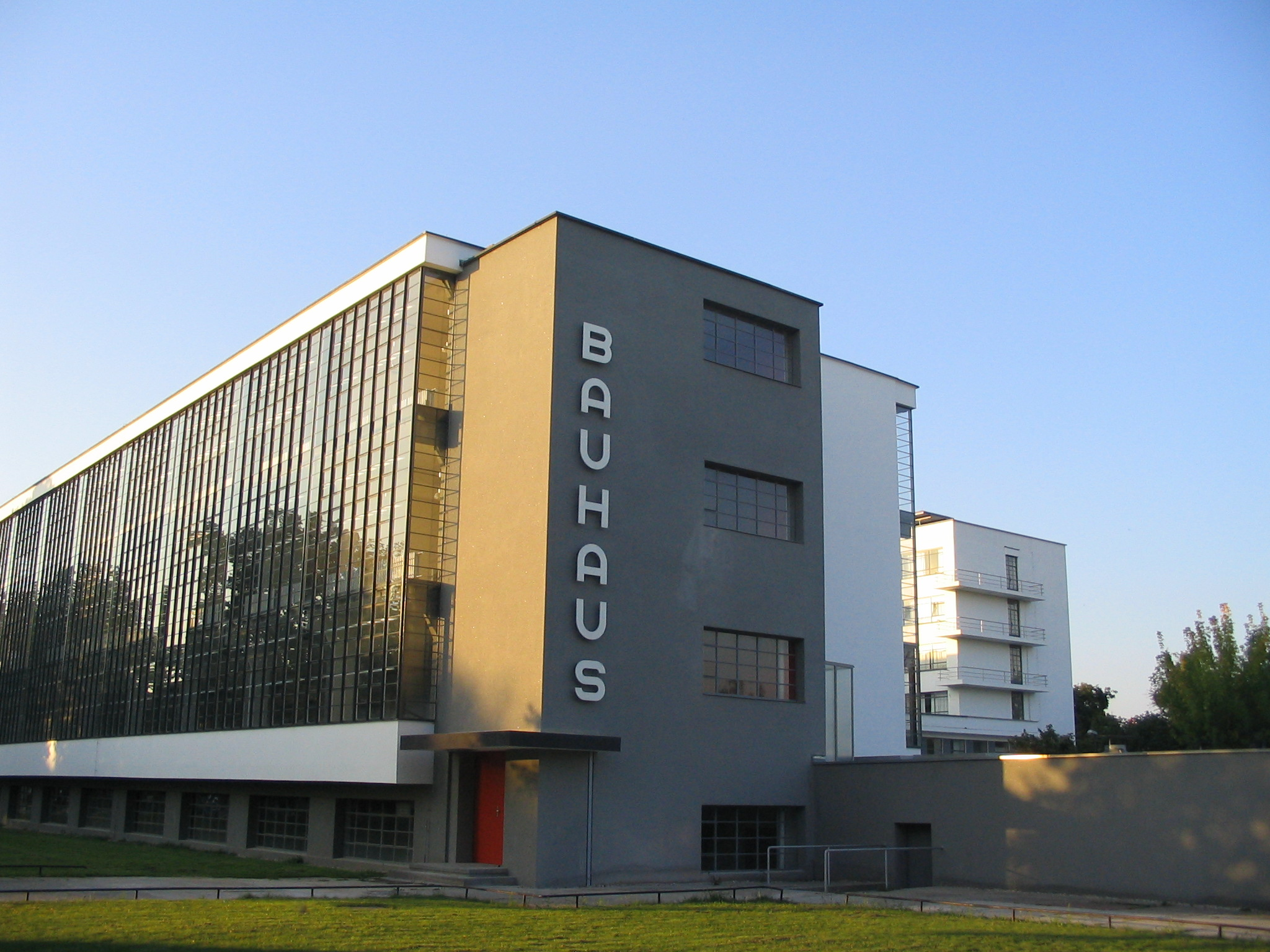
Bâtiment du Bauhaus à Dessau.

En 1945, Eileen donne naissance à un fils, T'ing Chung, et elle quitte ses études afin de se consacrer à son éducation. Pei retourne à Harvard à l'automne 1945 et reçoit un poste de professeur adjoint de design. La GSD devient progressivement la plaque tournante de la résistance à l'orthodoxie du style Beaux-Arts. Au centre de cet ensemble se trouvent des membres du Bauhaus, un mouvement architectural européen qui fait avancer la cause de la conception moderniste. Le régime nazi ayant condamné l'école du Bauhaus, ses dirigeants avaient donc quitté l'Allemagne. Deux d'entre eux, Walter Gropius et Marcel Breuer, avaient rejoint la GSD. Leur vision iconoclaste de l'architecture moderne intéresse Pei et il travaille en étroite collaboration avec les deux hommes,,. De ce fait, il est généralement considéré avec César Pelli, Kevin Roche et Paul Rudolph comme faisant partie de la seconde génération d'architectes modernes américains, successeurs et anciens élèves des maîtres européens.
L'un des projets de conception de Pei à la GSD consiste en un plan pour un musée d'art à Shanghai. Il souhaite évoquer une ambiance authentiquement chinoise dans l'architecture sans pour autant utiliser de matériaux ni de styles traditionnels. La conception se base sur des structures modernistes droites, organisées autour d'un jardin dans une cour centrale, avec d'autres milieux naturels similaires disposés à proximité. Ce projet est très bien reçu et Gropius déclare qu'il s'agit de « la meilleure chose faite dans [sa] classe de maître ». Pei reçoit son diplôme de maîtrise en 1946 et enseigne ensuite à Harvard pendant deux ans.

Principales influences d'I. M. Pei
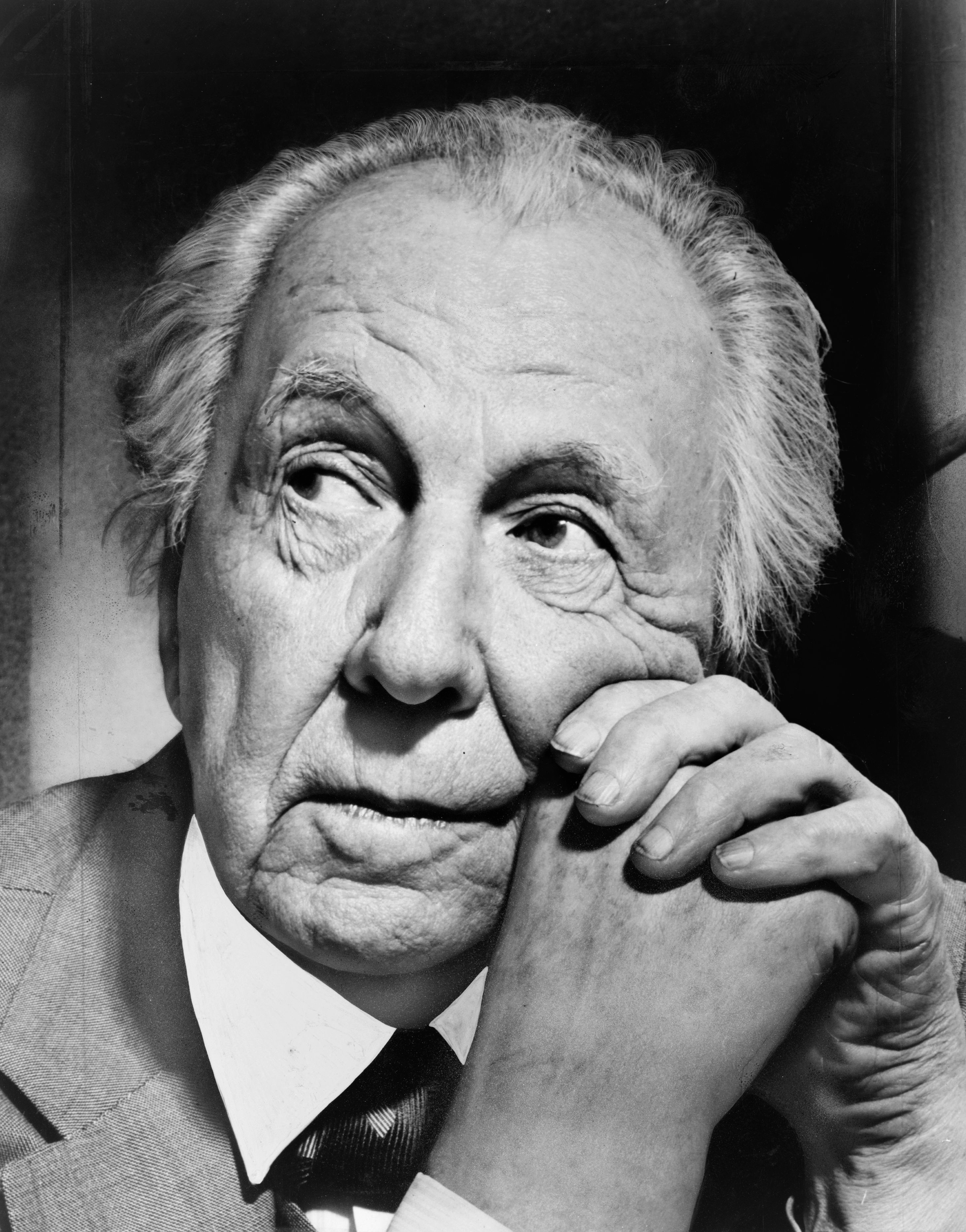
Frank Lloyd Wright (style Prairie, architecture organique).
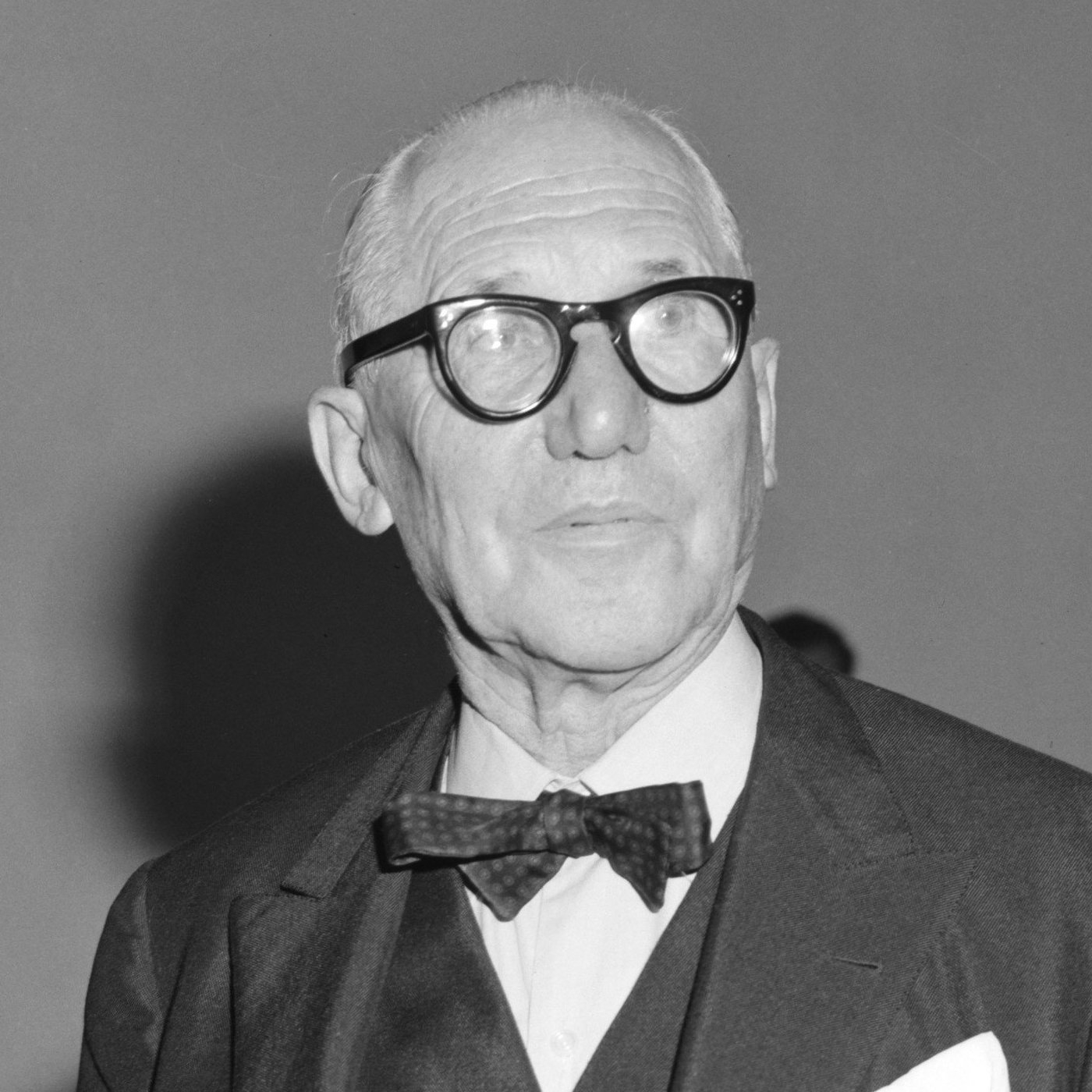
Le Corbusier[Note 2] (architecture moderne, brutalisme).
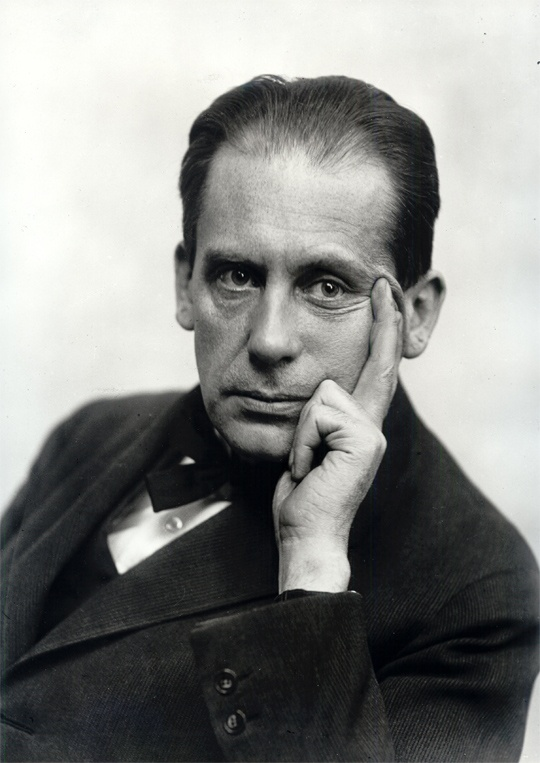
Walter Gropius (Bauhaus, architecture moderne).
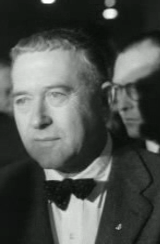
Marcel Breuer (Bauhaus, modernisme, brutalisme).

### Carrière

#### Premières étapes vers le succès

##### Webb and Knapp
Au printemps 1948, Pei est recruté par le promoteur américain William Zeckendorf et intègre son cabinet d'architecture Webb and Knapp, basé à New York. Les personnalités de Pei et de Zeckendorf sont opposées. Son nouvel employeur est connu pour son verbe haut et son comportement bourru alors que lui est plutôt discret. Néanmoins, ils deviennent bons amis et Pei trouve l'expérience personnellement enrichissante. Zeckendorf dispose d'un bon réseau dans le monde politique et Pei est heureux d'en apprendre davantage sur les relations sociales du monde new-yorkais.

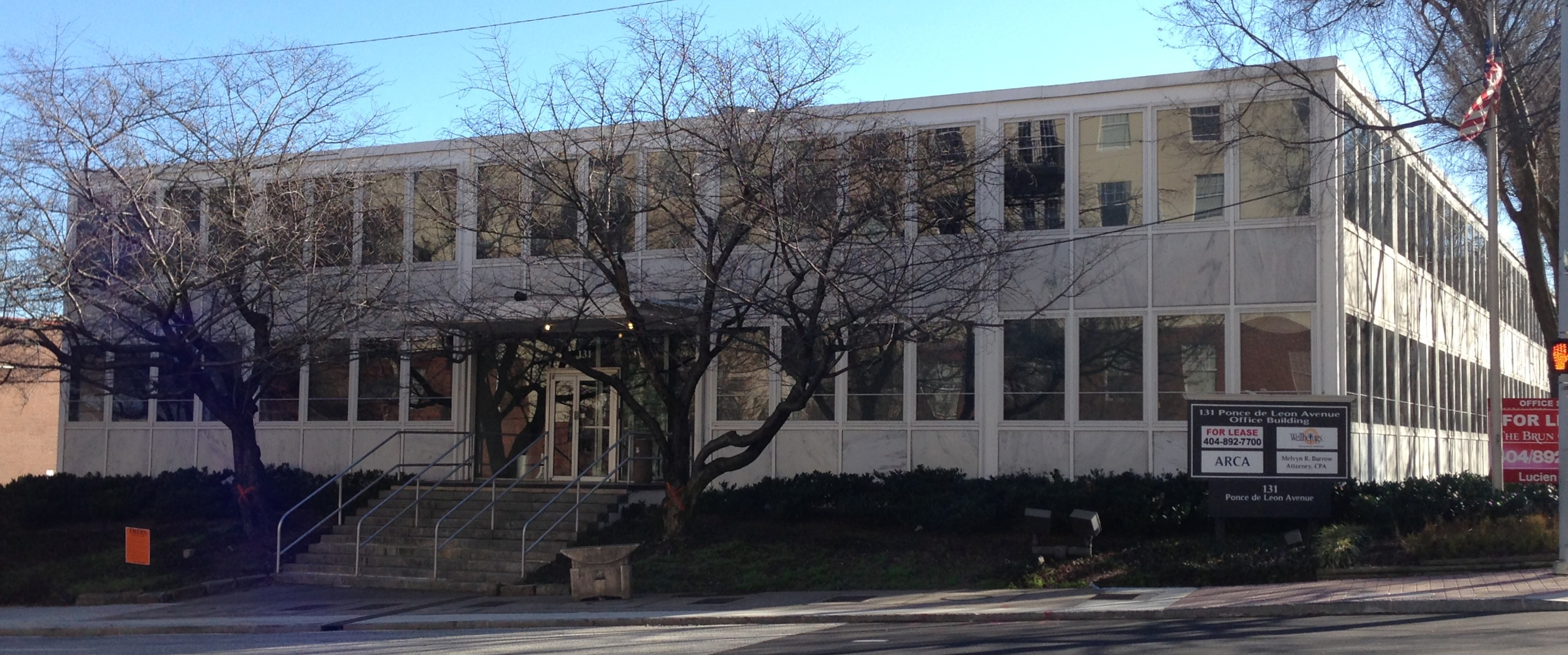
Le premier projet de Pei qui voit le jour, le Gulf Oil Building ici en 2013.

Son premier projet pour Webb and Knapp est un immeuble d'appartements, financé grâce à la loi sur le logement de 1949. La conception de Pei est basée sur une tour circulaire avec des anneaux concentriques. Les zones les plus proches du pilier sont destinées aux parties communes et à la circulation des personnes, tandis que les appartements sont situés vers l'extérieur. Zeckendorf aime cette conception inhabituelle et la présente même à Le Corbusier lors d'une de leurs rencontres. Le coût se révèle finalement trop élevé et le bâtiment ne dépasse pas le stade du projet.
Pei voit un de ses projets prendre forme en 1949 quand il conçoit le Gulf Oil Building, un bâtiment d'entreprise de deux étages pour la société Gulf Oil à Atlanta. L'utilisation de marbre pour le mur-rideau extérieur vaut à Pei les éloges de la revue Architectural Forum. Cette conception fait écho à l'œuvre de Ludwig Mies van der Rohe au début de sa carrière, comme le montre également sa maison secondaire de Katonah en 1952. Bientôt Pei est tellement assailli de projets qu'il demande à Zeckendorf des assistants, qu'il choisit parmi ses associés au GSD, comme Henry N. Cobb et Ulrich Franzen. Ils sont mis à contribution sur une grande variété de propositions, dont celui du centre commercial Roosevelt Field Mall. L'équipe redessine également l'immeuble de bureaux du cabinet Webb and Knapp ; bien que ce projet dure un an et dépasse le budget initial, Zeckendorf est ravi des résultats.

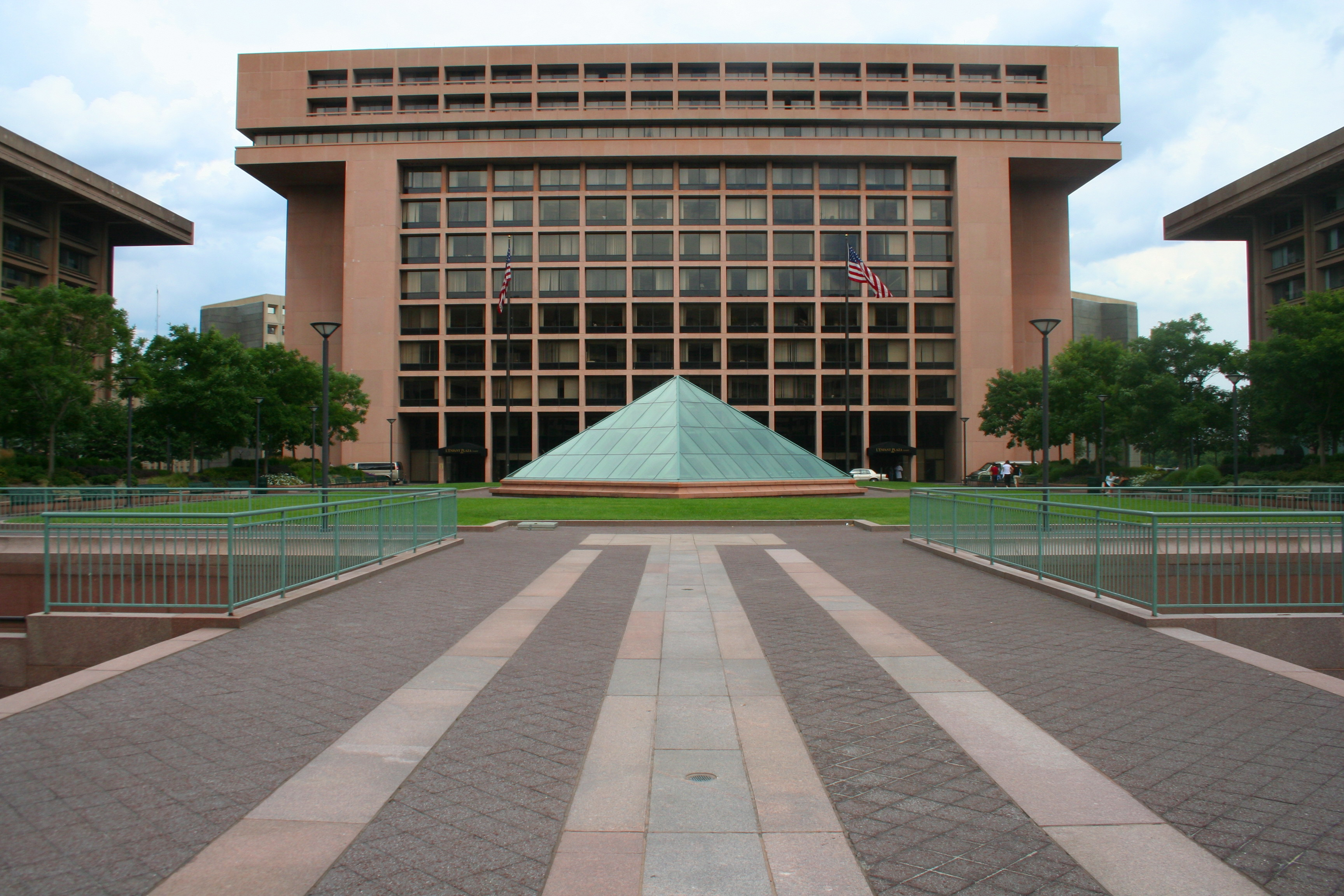
La promenade devant L'Enfant Plaza Hotel de L'Enfant Plaza, à Washington en 2007.

En 1952, Pei et son équipe commencent à travailler sur une série de projets à Denver dans le Colorado. Le premier est celui du Mile High Center, dont le bâtiment de base occupe moins de 25 % de l'ensemble du site, laissant ainsi de la place pour un hall d'exposition et des fontaines. Un pâté de maisons plus loin, son équipe redessine également le square du palais de justice de Denver, qui associe des espaces de bureaux, des zones commerciales et des hôtels. Ces projets aident Pei à conceptualiser l'architecture dans le cadre d'une géographie urbaine plus large, assimilant la ville à « un organisme vivant ». Il apprend là des leçons qui se révéleront essentielles pour ses projets ultérieurs. En 1982, il retournera à Denver pour la conception de la rue piétonne et commerciale 16th Street Mall.
Pei et son équipe conçoivent également une vaste zone urbaine dans la ville de Washington, L'Enfant Plaza, ainsi nommée d'après l'architecte franco-américain Pierre Charles L'Enfant. L'associé de Pei Araldo Cossutta est l'architecte principal des bâtiments nord et sud de la place. Vlastimil Koubek est l'architecte du bâtiment est, L'Enfant Plaza Hotel, et du bâtiment central qui abrite le siège du United States Postal Service. L'équipe affiche initialement une vision très ambitieuse qui est saluée à la fois par le Washington Post et le Washington Star, mais des problèmes de financement obligent à une réduction significative du projet.
En 1954, celui qui tout le monde appelle par ses initiales I. M. (prononcées I am : « Je suis ») est naturalisé américain. En 1955, le groupe de Pei fait un pas vers l'indépendance institutionnelle vis-à-vis de Webb and Knapp en créant la société I. M. Pei & Associates. Le cabinet y gagne la liberté de travailler avec d'autres entreprises, même s'il continue à travailler principalement avec Zeckendorf. La nouvelle entreprise se distingue par l'utilisation de maquettes architecturales détaillées. Travaillant sur la zone résidentielle de Kips Bay sur le côté est de Manhattan, Pei crée les Kips Bay Towers, deux hautes tours d'appartements avec des fenêtres en retrait fournissant à la fois de l'ombre et une meilleure préservation de la vie privée des occupants. Pei s'implique dans le processus de construction à Kips Bay, inspectant même les sacs de béton pour s'assurer de la cohérence des couleurs.

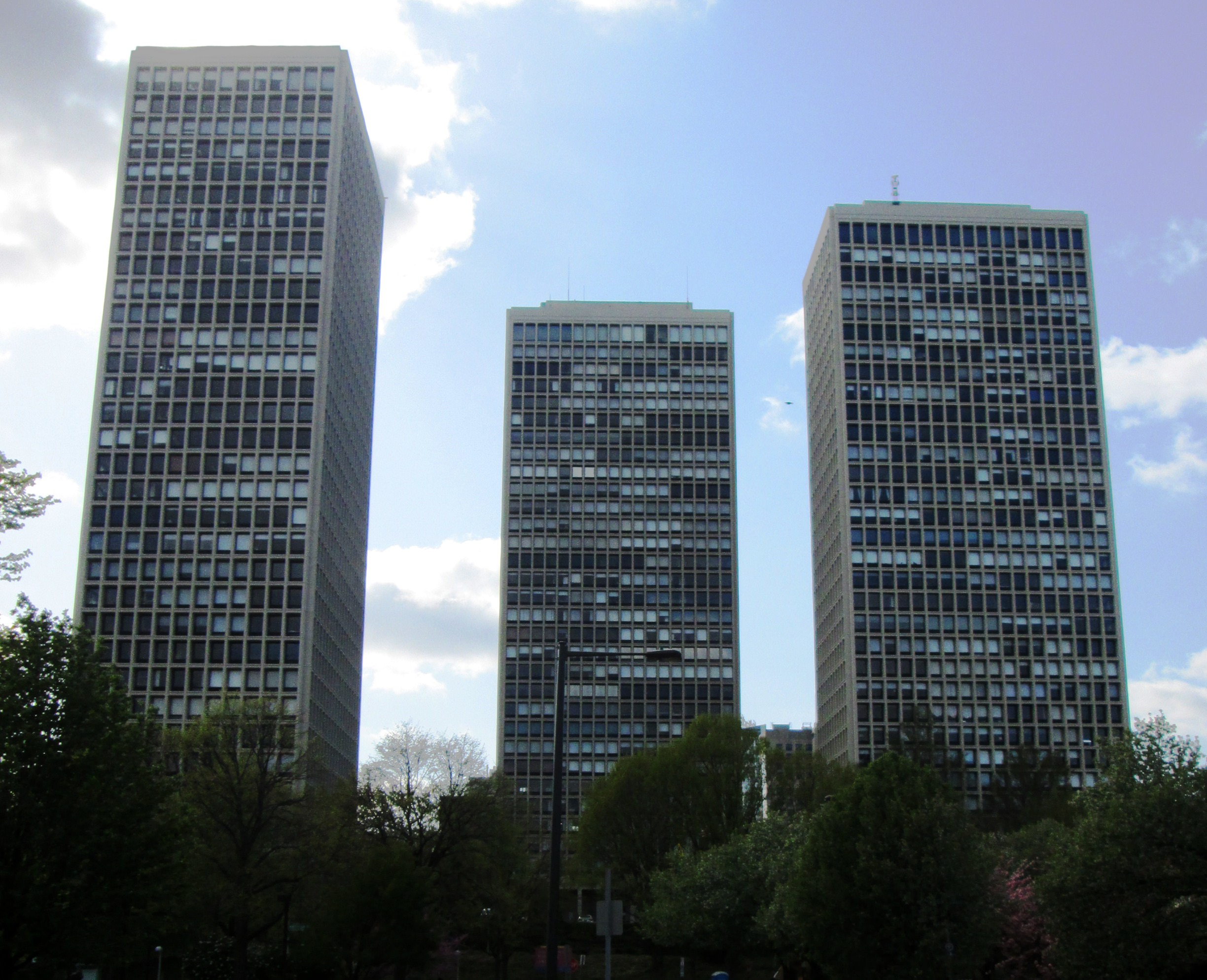
Les Society Hill Towers de Philadelphie.

Le cabinet poursuit son orientation urbaine avec un projet à Society Hill dans le centre de Philadelphie. Pei conçoit les Society Hill Towers, trois immeubles d'habitation de conception cubiste dans un quartier datant du XVIIIe siècle. Comme pour les projets précédents, des espaces verts abondants sont au cœur de la vision de Pei, qui ajoute également des maisons de ville traditionnelles pour faciliter la transition du classique au design moderne.
De 1958 à 1963, Pei et Raymond Affleck développent un bloc-clé du centre-ville de Montréal : il s'agit d'un gratte-ciel cruciforme connu sous le nom de Place Ville Marie et qui devient le plus haut gratte-ciel du Canada en 1962. L'Encyclopédie canadienne souligne ainsi la modernité du projet : « sa grande place et ses immeubles de bureaux plus bas, conçus par l'architecte américain de réputation internationale I. M. Pei, facilitent l'établissement de nouvelles tendances architecturales au Canada dans les années 1960 […] la surface unie de la tour, en aluminium et en verre, ainsi que sa forme géométrique stricte, sans ornementation, sont la manifestation de l'adhésion de la Place Ville-Marie au courant moderne dominant du XXe siècle de l'époque ».
Bien que ces projets soient satisfaisants, Pei souhaite conquérir son indépendance pour développer des projets sous son nom. En 1959, il est approché par le MIT dans le Massachusetts pour concevoir un bâtiment pour le programme de sciences de la Terre. Ce Green Building suit la conception de Kips Bay et de Society Hill. La passerelle piétonne au rez-de-chaussée est cependant sujette à des rafales de vent qui posent problème à Pei et qu'il cherche donc à corriger. En même temps, il conçoit la chapelle commémorative Luce à l'université Tunghai de Taichung, à Taïwan. La structure élancée, commandée par la même organisation qui dirigeait son école à Shanghai, tranche sévèrement avec les formes cubistes de ses projets urbains.

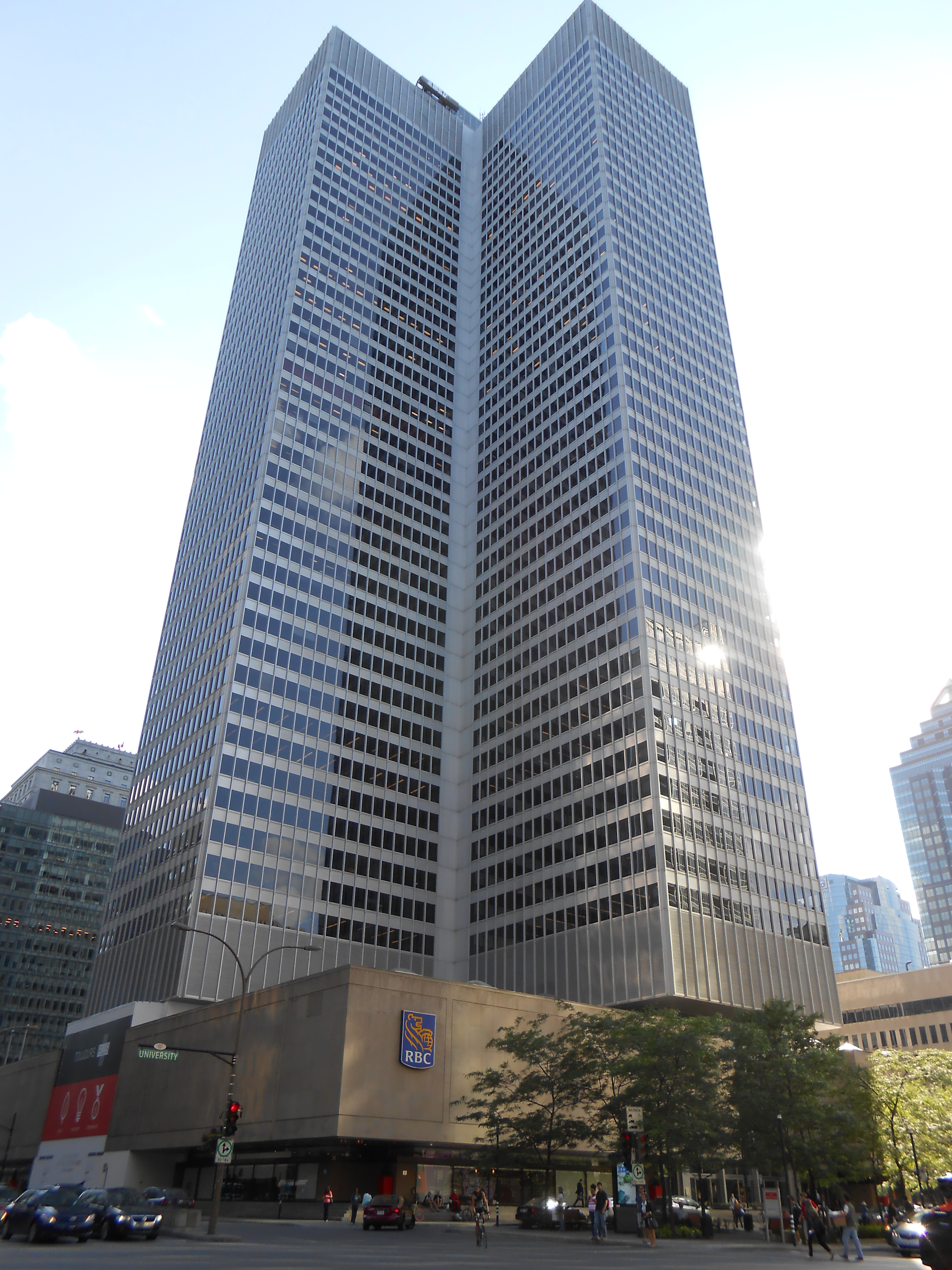
L'immeuble Place Ville Marie est notamment occupé par une succursale régionale de la Banque royale du Canada.

La coordination de tous ces projets représente pour Pei un défi sur le plan artistique. Étant responsable de l'obtention de nouveaux contrats de construction et de la supervision des plans pour ceux-ci, il se sent, en conséquence, déconnecté du réel travail de création. L'insatisfaction de Pei atteint son apogée au moment où les problèmes financiers commencent à toucher durement la société de Zeckendorf. Pei et ses associés rompent officiellement avec Webb and Knapp en 1960, ce qui sauvegarde sa créativité, mais le peine du fait de l'amitié qui le lie étroitement à Zeckendorf.

##### Mesa Laboratory
Pei est en mesure de revenir concrètement à la conception quand il est approché en 1961 par Walter Orr Roberts pour concevoir le nouveau Mesa Laboratory pour le National Center for Atmospheric Research (NCAR) près de Boulder dans le Colorado. Le projet diffère des travaux antérieurs urbains de Pei car il se trouve dans une zone ouverte dans les contreforts des montagnes Rocheuses. Il se rend dans la région avec sa femme et visite divers bâtiments ainsi que les zones naturelles avoisinantes. Il est impressionné par l'ensemble de bâtiments de l'United States Air Force Academy à Colorado Springs, mais le juge trop « détaché de la nature ».
Les étapes de conceptualisation du Mesa Laboratory sont importantes pour Pei, présentant à la fois un besoin et une occasion de rompre avec la tradition du Bauhaus. Il évoquera ultérieurement les longs moments passés dans la région pour le projet : « je me suis souvenu des endroits que j'avais vus avec ma mère lorsque j'étais enfant, [comme] les retraites bouddhistes dans la montagne. Là, dans les montagnes du Colorado, je cherchais à écouter à nouveau le silence, tout comme ma mère me l'avait appris. [Cela] est devenu pour moi une sorte d'expérience religieuse ». Pei s'inspire également des habitations des Anasazis dans la falaise de Mesa Verde. Il souhaite que les bâtiments soient en harmonie avec leur environnement naturel. À cette fin, il utilise un processus de traitement de la pierre afin de colorer les bâtiments pour les faire correspondre harmonieusement avec les montagnes voisines. Il travaille également sur la vue surplombant la ville et sur une route menant au laboratoire afin qu'elle soit longue, sinueuse et indirecte.

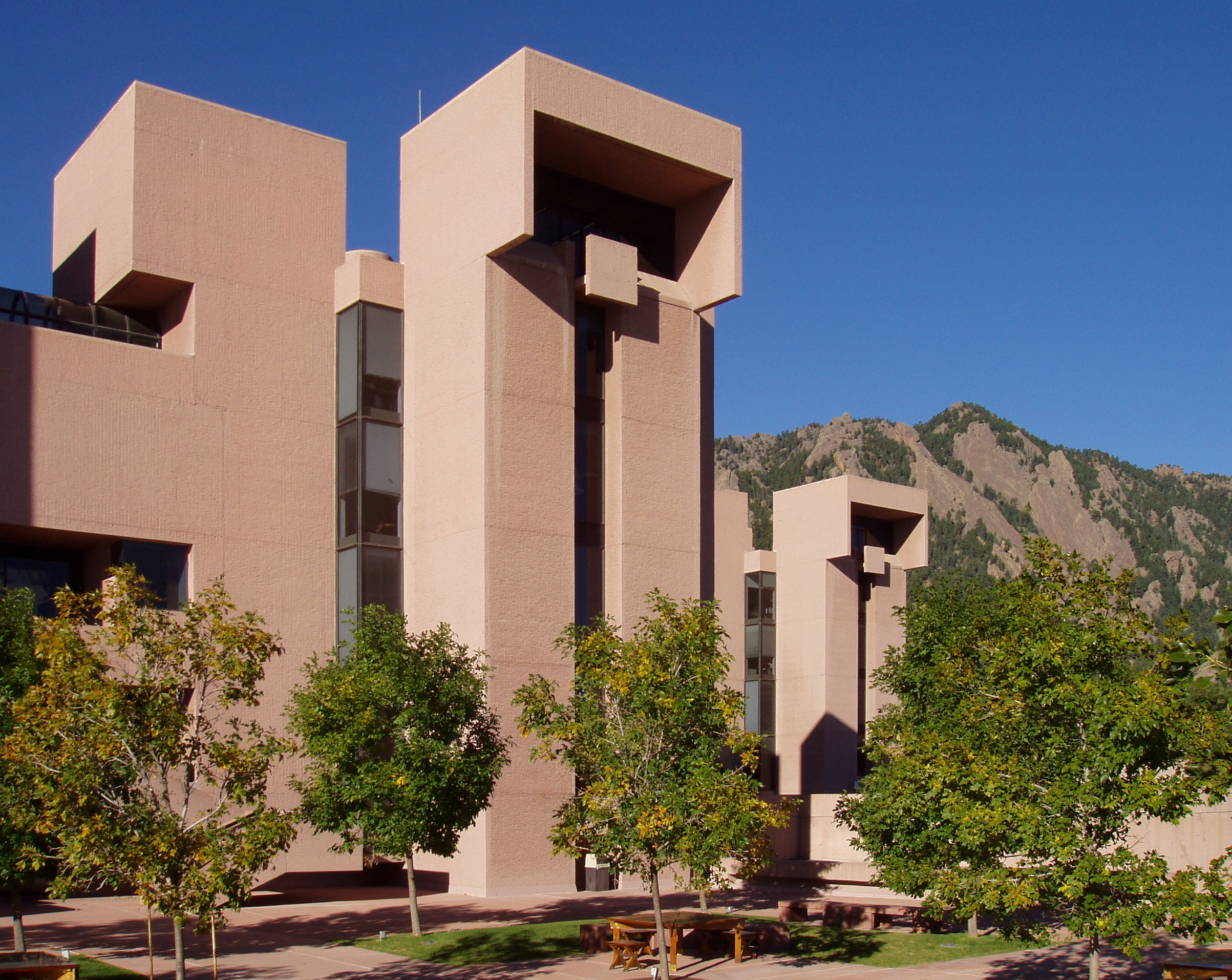
Le Mesa Laboratory du National Center for Atmospheric Research (NCAR) près de Boulder.

Roberts n'aime pas les premiers plans de Pei, et déclare ne voir là « rien de plus qu'un tas de tours ». Cette critique heurte Pei, bien que du point de vue de Roberts, il ne s'agit pas là d'une remarque d'ordre artistique. Sa seconde tentative cependant, concorde parfaitement avec la vision de Roberts : une série de bâtiments espacés en cluster, reliés par des structures inférieures et complétée par deux niveaux souterrains. Le complexe utilise de nombreux éléments de design cubiste et les allées sont agencées pour augmenter la probabilité de rencontres occasionnelles entre collègues,.
Une fois le laboratoire construit, plusieurs problèmes liés à la construction apparaissent. Des fuites dans le toit posent des problèmes aux chercheurs et le mouvement du sol argileux provoque des fissures dans les bâtiments qui sont coûteuses à réparer. Malgré tout, l'architecte tout comme le commanditaire des travaux sont satisfaits du résultat final. Pour Pei, le complexe NCAR représente un « tournant décisif » dans sa carrière ; Roberts et lui restent amis jusqu'à la mort du scientifique en 1990.
Le succès de ce projet attire plus encore l'attention sur la qualité du travail de conception de Pei. Il est engagé pour travailler sur une quantité de projets dont la S. I. Newhouse School of Public Communications de l'université de Syracuse, le terminal Sundrome de l'aéroport international John-F.-Kennedy de New York et des dortoirs au New College of Florida.

#### Les grands projets américains

##### Bibliothèque présidentielle Kennedy
Après l'assassinat du président des États-Unis John Fitzgerald Kennedy en novembre 1963, sa famille et ses amis réfléchissent à la meilleure façon de construire une bibliothèque présidentielle qui constituerait un mémorial approprié. Un comité est formé pour conseiller la veuve Jacqueline Kennedy, responsable de la décision finale. Le groupe délibère pendant des mois et examine les travaux de nombreux architectes renommés. Finalement, Jacqueline Kennedy choisit Pei pour concevoir la bibliothèque, sur la base de deux considérations : d'une part, elle apprécie la variété des idées qu'il a pu avoir pour des projets antérieurs et elle apprécie aussi sa capacité à considérer chaque commande comme unique. Cependant, elle fait son choix également en fonction de son lien personnel avec Pei. Elle évoque plus tard « une décision instinctive », et dit de Pei qu'il a « tout l'avenir devant lui, comme l'avait [John] ; ils sont nés la même année. Je me suis dit que ce serait formidable de se lancer dans cette grande aventure avec lui »,.

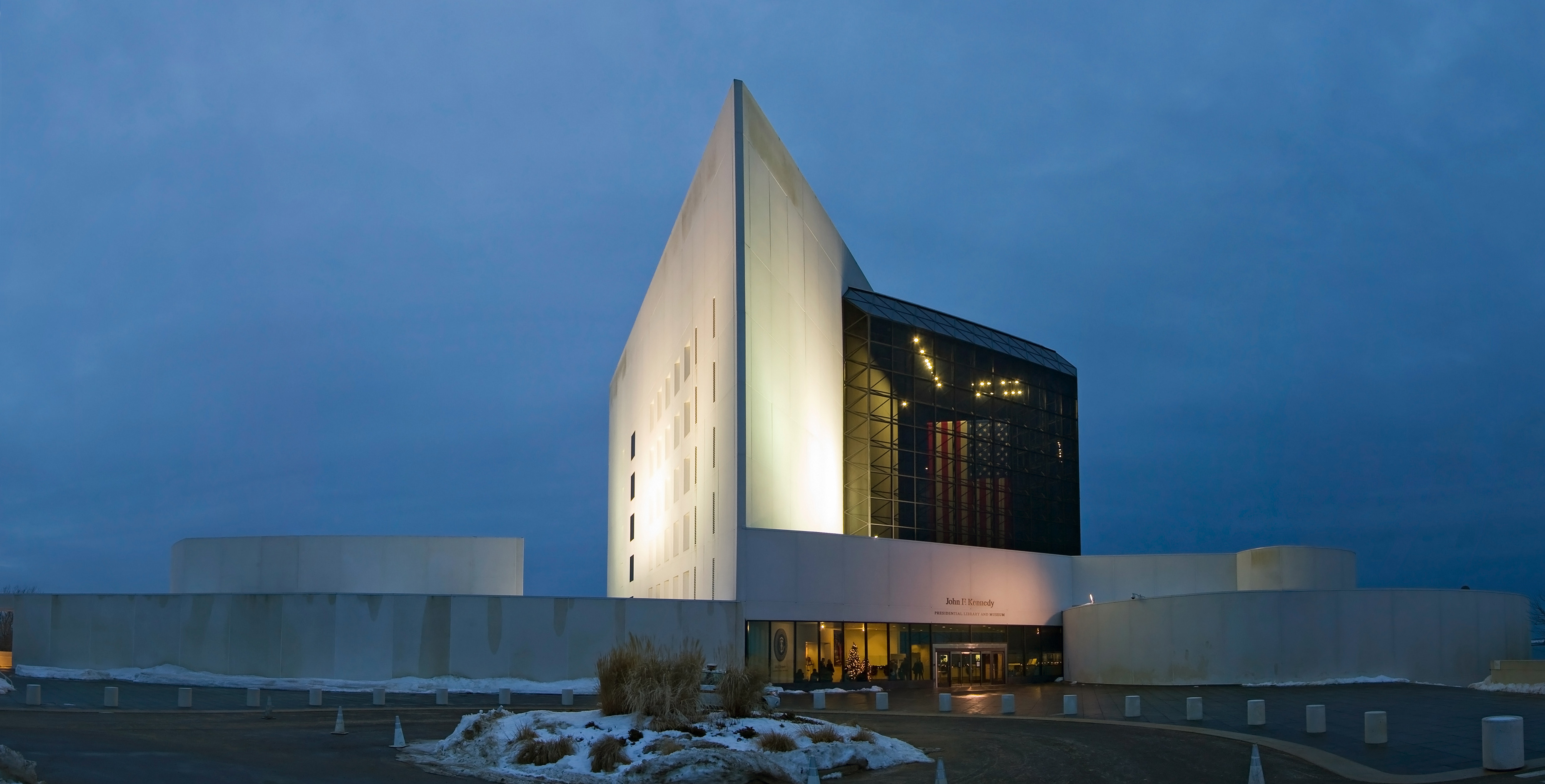
La John F. Kennedy Presidential Library and Museum de Boston.

Le projet est miné dès le départ par des problèmes. Le premier est son étendue puisque le président Kennedy avait commencé à réfléchir au projet d'une bibliothèque présidentielle peu après sa prise de fonction, et il voulait déjà y inclure les archives de son administration, un musée d'objets personnels et un institut de sciences politiques. Après son assassinat, la liste s'allonge pour inclure un hommage commémoratif approprié au président défunt. La variété de ces inclusions complique le processus de conception et provoque d'importants retards.
La conception initiale proposée par Pei comprend une grande pyramide de verre qui baigne l'intérieur de la lumière du Soleil, dans le but de représenter l'optimisme et l'espoir que l'administration Kennedy a symbolisés pour beaucoup d'Américains. Jacqueline Kennedy aime cette idée, mais le projet se heurte à une résistance populaire à Cambridge, le premier site proposé pour la construction de la bibliothèque. De nombreux membres de la population locale craignent qu'elle devienne une attraction touristique, ce qui provoquerait une augmentation excessive du trafic routier. D'autres craignent que cette conception ne soit en contradiction avec l'architecture d'Harvard Square, situé à proximité. Au milieu des années 1970, Pei propose donc un nouveau concept mais les opposants à la bibliothèque résistent à toutes ses tentatives. Ces événements peinent Pei, dont trois de ses fils sont allés à l'université locale de Harvard. Bien qu'il évoque rarement sa frustration, elle devient évidente pour sa femme qui déclare : « je savais à quel point il était fatigué, rien que par la façon dont il poussait la porte d'entrée à la fin de la journée. Ses pas étaient lourds. Il supportait très mal l'idée que tant de gens ne veuillent pas de ce bâtiment ».
Le projet est finalement déplacé à Columbia Point, près de l'université du Massachusetts à Boston. Le site est loin d'être idéal car il se situe sur une ancienne décharge et près d'une sortie d'évacuation des égouts. L'équipe d'architectes de Pei ajoute de la terre sur le terrain pour couvrir le tuyau et développe un système de ventilation élaboré pour limiter les odeurs. Un nouveau design est présenté, combinant un grand atrium vitré carré avec une tour triangulaire et une passerelle circulaire.

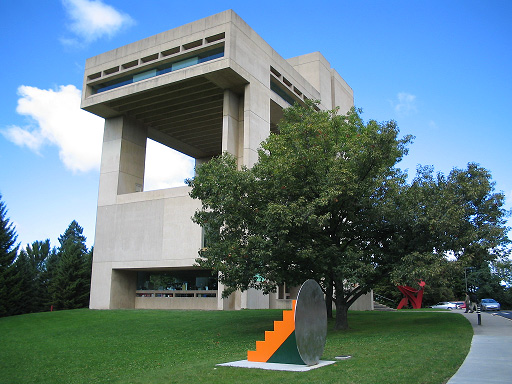
Le Herbert F. Johnson Museum of Art d'Ithaca inauguré en 1973.

La John F. Kennedy Presidential Library and Museum est inaugurée le 20 octobre 1979. Les critiques apprécient globalement le bâtiment réalisé, mais l'architecte en est insatisfait. Des années de conflit et de compromis ont changé la nature même du projet, et Pei estime que le résultat final manque de la passion conceptuelle d'origine. « Je voulais transmettre quelque chose de très fort pour honorer la mémoire du président Kennedy » déclare-t-il en 2000, « cela aurait pu et aurait dû être un grand projet ». Cependant, ce travail renforce sa réputation d'architecte de premier plan.

##### «Plan Pei» à Oklahoma City
Le « Plan Pei » est un projet de réaménagement urbain conçu pour le centre-ville d'Oklahoma City dans l'Oklahoma, dans les années 1960 et 1970. C'est le nom informel de deux commandes passées à Pei : le Central Business District General Neighborhood Renewal Plan dont la conception se termine en 1964 et le Central Business District Project I-A Development Plan dont la conception se termine en 1966. Le plan d'ensemble est officiellement adopté en 1965 et mis en œuvre en plusieurs étapes tout au long des années 1960 et 1970.
Ce plan prévoit la démolition de centaines de structures anciennes du centre-ville pour favoriser le stationnement, la création d'immeubles de bureaux et de commerces de détail, en plus de projets d'envergure comme le Myriad Convention Center (désormais appelé Cox Convention Center) et les Myriad Botanical Gardens. C'est là le cadre général pour le développement du centre-ville d'Oklahoma City, dès sa création et jusqu'aux années 1970. Le plan génère des résultats mitigés : le développement de surfaces commerciales et l'infrastructure de stationnement sont couronnés de succès, mais le développement résidentiel espéré ainsi que l'installation de petits commerces de détail ne sont pas à la hauteur des attentes. L'opinion publique est surtout marquée par la destruction de plusieurs bâtiments historiques. En conséquence, la municipalité d'Oklahoma City s'écarte de toute nouvelle planification urbaine à grande échelle du centre-ville durant les années 1980 et au début des années 1990, jusqu'au vote du Metropolitan Area Projects Plan (MAPS) en 1993.

##### Hôtel de ville de Dallas

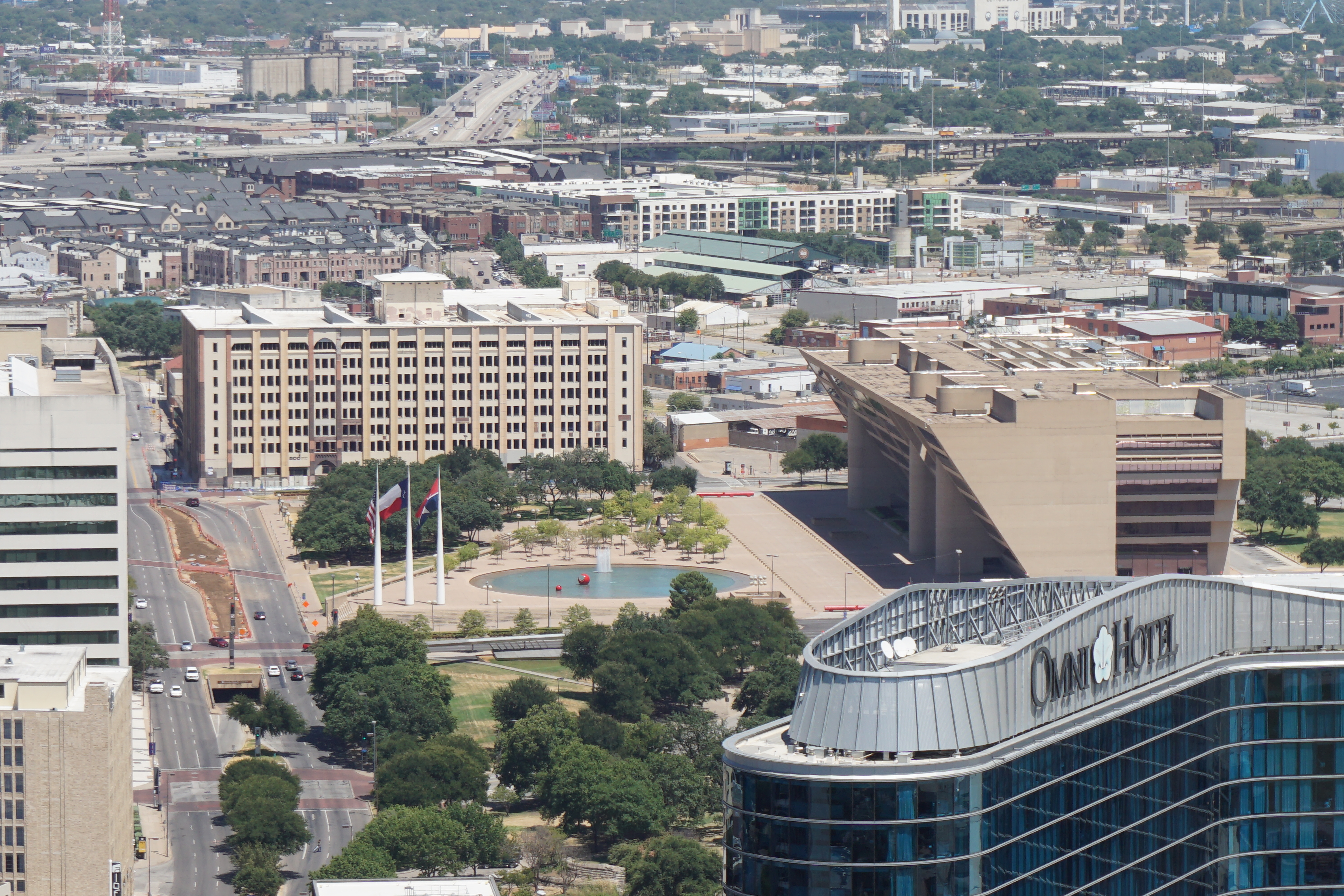
L'hôtel de ville de Dallas à partir de 1978, ici en 2015. La place est visible devant le bâtiment.

L'assassinat de John F. Kennedy conduit indirectement à une autre commande pour la société de Pei. En 1964, le maire suppléant J. Erik Jonsson s'efforce de trouver des solutions pour changer l'image de la ville car Dallas est surtout connue comme la ville où le président des États-Unis a été assassiné : Jonsson lance donc un programme de renouveau urbain. L'un des objectifs est la création d'un nouvel hôtel de ville qui puisse être un « symbole du peuple ». Jonsson, qui est l'un des cofondateurs de l'entreprise Texas Instruments, prend connaissance des travaux de Pei via son associé, le géophysicien Cecil Howard Green, lequel avait déjà recruté l'architecte pour le Green Building du MIT.
La méthode de Pei pour ce nouvel hôtel de ville reflète celle qu'il a mise en œuvre pour d'autres projets : il arpente les environs et s'efforce d'intégrer le bâtiment à son environnement proche. Il passe des jours à animer des réunions avec les résidents de la ville et se dit impressionné par leur fierté et leur sentiment d'appartenance à leur communauté. Il constate également que les gratte-ciel du quartier des affaires dominent l'horizon et cherche donc à créer un bâtiment qui puisse faire face à ceux-ci tout en représentant l'importance de l'administration publique. Il parle alors de la création d'un « dialogue public-privé avec les gratte-ciel commerciaux ».
En collaboration avec son associé Theodore Musho, Pei développe une conception centrée sur un bâtiment avec un sommet beaucoup plus large que sa base, la façade s'inclinant à un angle de 34 degrés. Une place s'étend devant le bâtiment et une série de colonnes soutient le toit. Il est influencé sur ce projet par le bâtiment imaginé par Le Corbusier pour la Haute Cour du Pendjab et de l'Haryana à Chandigarh en Inde. Le projet coûte beaucoup plus que prévu et sa réalisation prend onze années. Des fonds sont obtenus en partie par l'ajout d'un parking souterrain. L'intérieur de l'hôtel de ville est grand et spacieux et les fenêtres sur le toit remplissent de lumière l'espace principal.
La ville de Dallas est heureuse du résultat et l'approbation du public est unanime quand le bâtiment ouvre officiellement au public en 1978. L'architecte considère le projet comme un succès, même s'il s'inquiète au sujet de la disposition des différents éléments. Il dit : « [le bâtiment] est peut-être plus robuste que je ne l'aurais voulu : il évoque plus la force que la finesse ». Il estime que son relatif manque d'expérience ne lui permet pas d'affiner sa vision, mais la ville apprécie assez pour solliciter à nouveau Pei : au fil des ans, il va concevoir cinq autres bâtiments autour de Dallas.

##### 200 Clarendon Street (John Hancock Tower)

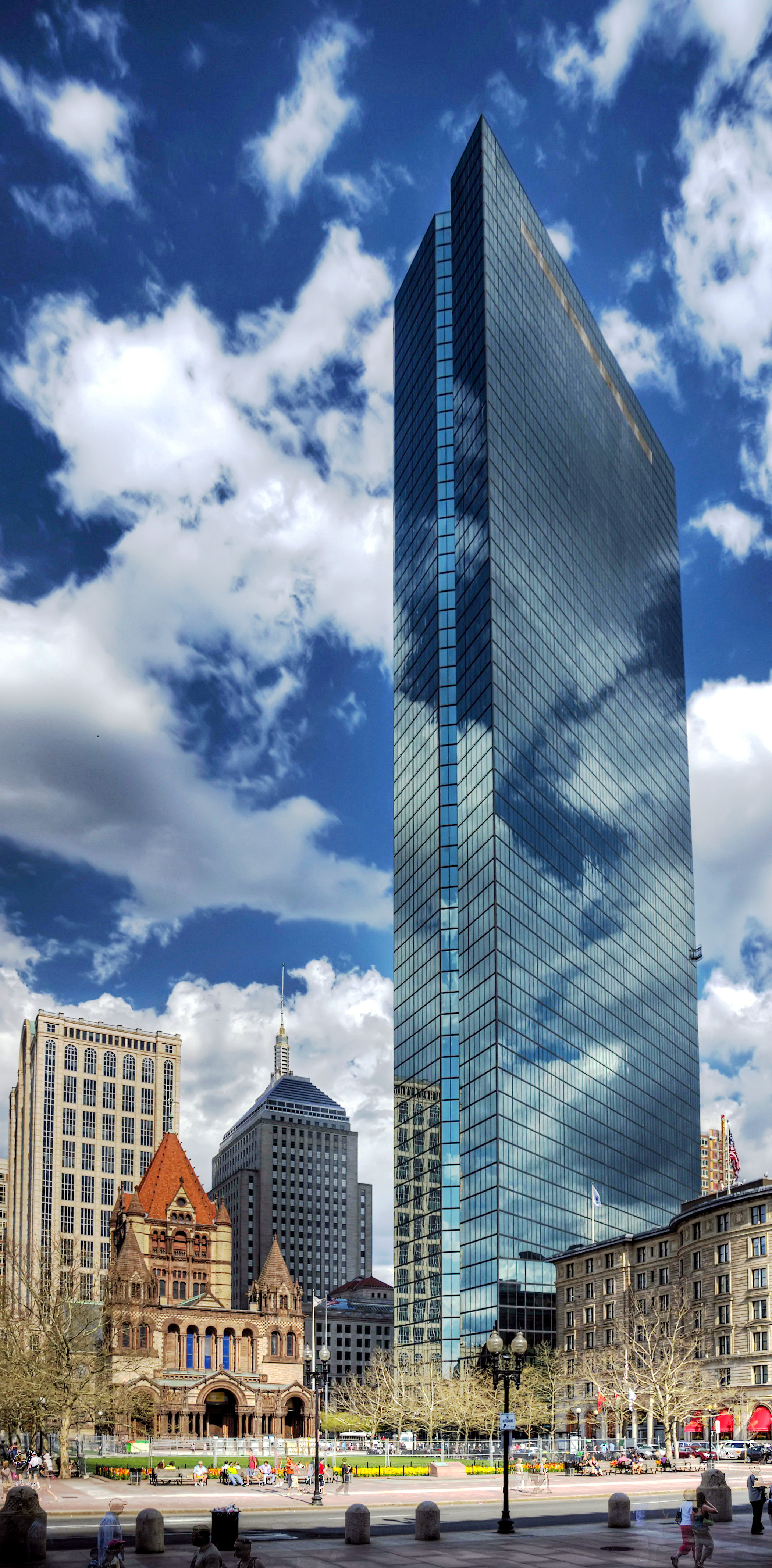
Le 200 Clarendon Street près de la Trinity Church à Boston.

Tandis que Pei et Musho sont absorbés par la coordination de leur projet à Dallas, leur associé Henry N. Cobb prend les rênes d'une importante commande à Boston : Robert Slater, le président de l'entreprise d'assurance John Hancock Financial, choisit I. M. Pei & Partners pour concevoir un bâtiment capable d'éclipser la Prudential Tower, érigée par l'entreprise concurrente Prudential Financial.
Une première proposition est rejetée faute d'espaces de bureaux suffisants. Cobb élabore donc un nouveau projet autour d'un haut parallélépipède positionné en angle avec la Trinity Church, et dont les faces les plus étroites sont marquées sur toute la hauteur par un retrait caractéristique. Afin de minimiser son impact visuel, le bâtiment est couvert de grands panneaux de verre réfléchissants : pour Cobb, cela doit permettre à la construction d'être en même temps « l'arrière-plan et le faire-valoir » pour les autres structures plus anciennes qui l'entourent. Lorsque le 200 Clarendon Street est terminée en 1976, c'est le plus haut gratte-ciel de toute la Nouvelle-Angleterre.
Mais ce vaste chantier s'accompagne de graves problèmes. Pendant la construction, en 1973, de nombreux panneaux de verre sont brisés dans une forte tempête. Certains se détachent et tombent au sol sans faire de blessés, mais cela suscite des inquiétudes parmi les résidents de Boston. L'ensemble de la façade de verre de la tour est donc remplacé par de plus petits panneaux. Cela provoque logiquement un important surcoût au projet. Une importante bataille judiciaire s'ensuit : John Hancock Financial poursuit les fabricants de verre, Libbey-Owens-Ford, ainsi qu'I. M. Pei & Partner pour leurs plans défectueux. Libbey-Owens-Ford contre-attaque et accuse John Hancock Financial de diffamation, reprochant au passage au cabinet de Pei d'avoir mal employé leurs matériaux. I. M. Pei & Partners poursuit Libbey-Owens-Ford en retour. Finalement, les trois entreprises règlent leur différend sous forme d'accords financiers confidentiels en 1981.
Ce projet devient un lourd fardeau pour la société de Pei ; lui-même refuse d'en parler pendant de nombreuses années. Le rythme des nouvelles commandes ralentit et certains architectes du cabinet commencent à chercher des opportunités à l'étranger. Cobb travaille en Australie tandis que Pei obtient des contrats à Singapour, en Iran et au Koweït. Malgré tout, Pei en tire le bilan que cette passe difficile les a finalement endurcis et a permis de consolider leur partenariat.

##### Bâtiment est de la National Gallery of Art
Au milieu des années 1960, les administrateurs de la National Gallery of Art de Washington décident que la création d'un nouveau bâtiment s'impose. Paul Mellon, un important mécène de l'institution et membre de son comité des travaux, se met au travail avec son assistant J. Carter Brown (qui deviendra directeur de la Gallery en 1969) pour trouver un architecte. La nouvelle structure doit être située à l'est du bâtiment d'origine et occuper deux fonctions : offrir un grand espace pour la présentation de diverses collections à succès, mais aussi fournir des bureaux ainsi que des espaces d'archivage pour les chercheurs. Les deux hommes comparent la portée de la nouvelle installation à la bibliothèque d'Alexandrie. Après avoir observé le travail de Pei au Des Moines Art Center dans l'Iowa et vu le Herbert F. Johnson Museum of Art de l'université Cornell à Ithaca, ils lui confient la réalisation du projet.
Pei accepte avec entrain et se met à travailler avec deux jeunes architectes qu'il a récemment recrutés pour le cabinet, William Pedersen et Yann Weymouth. Leur premier obstacle réside dans la forme inhabituelle du site de construction, un terrain trapézoïde à l'intersection de la Constitution Avenue et de la Pennsylvania Avenue, à proximité du mémorial Ulysses S. Grant et du Capitole. En 1968, l'inspiration vient à Pei quand il griffonne un rapide schéma de deux triangles sur un bout de papier. Le plus grand bâtiment doit recevoir la galerie publique tandis que le plus petit abritera les bureaux et les archives. Cette forme triangulaire devient pour l'architecte une marque singulière. Alors que la date des débuts des travaux approche, Pedersen suggère à son patron une approche légèrement différente qui pourrait simplifier la construction, mais Pei lui répond en souriant : « Pas de compromis ! »

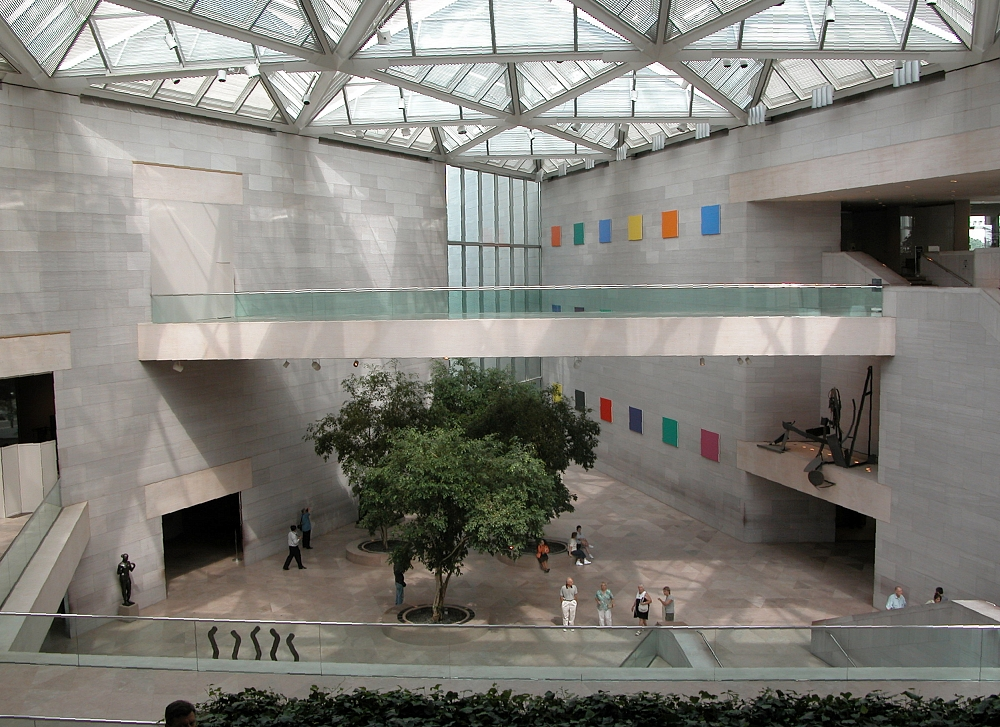
Le hall couvert du bâtiment est de la National Gallery of Art à Washington.

La popularité croissante des musées d'art présente des défis nouveaux pour l'architecture. Mellon comme Pei prévoient qu'un public plus nombreux visitera le nouveau bâtiment et ils établissent leurs plans en conséquence. Pei conçoit ainsi un grand hall d'accueil surmonté d'énormes puits de lumière. Des galeries individuelles sont situées en périphérie, permettant aux visiteurs de revenir vers ce hall spacieux après avoir visité chaque zone. Une grande sculpture mobile de l'artiste américain Alexander Calder est ensuite ajoutée dans le hall. Pei espère que le hall sera aussi attirant pour le public que l'est déjà la salle centrale du musée Solomon R. Guggenheim de New York. Un musée moderne, explique-t-il plus tard, « doit accorder une plus grande attention à sa responsabilité éducative, en particulier envers les jeunes ».
Les matériaux utilisés pour l'extérieur du bâtiment sont choisis avec une précision minutieuse. Pour correspondre à l'apparence et à la texture des murs en marbre du bâtiment original de la National Gallery of Art, les constructeurs font rouvrir une carrière de Knoxville dans le Tennessee, d'où le premier lot de pierre avait été extrait. L'équipe parvient même à retrouver Malcolm Rice, un responsable de la carrière qui avait supervisé le projet original de la galerie en 1941, et l'embauche. Le marbre est découpé en panneaux de trois pouces d'épaisseur (7,62 centimètres) et disposé sur la fondation en béton, avec les blocs les plus sombres à la base et les blocs les plus clairs sur le dessus.
L'inauguration du bâtiment a lieu le 30 mai 1978, deux jours avant son ouverture au public, en présence de célébrités, de personnalités politiques, de mécènes et d'artistes. Le public et les critiques d'architecture sont globalement enthousiastes à la visite du nouveau musée. Ada Louise Huxtable écrit par exemple dans le quotidien New York Times que le bâtiment de Pei est « une affirmation monumentale de la relation créative qui unit l'art contemporain et l'architecture ». Certains observateurs mettent cependant en avant la conception inhabituelle du bâtiment et le recours à des formes triangulaires dans tout l'ouvrage. D'autres regrettent le grand hall principal, à l'exemple du critique d'architecture Richard Hennessy qui, dans le magazine Artforum, décrit une « ambiance choquante de palais du rire ». L'un des critiques d'architecture les plus anciens et les plus virulents change cependant d'avis après sa visite : Allan Greenberg avait éreinté le projet à ses débuts, mais il écrit plus tard à J. Carter Brown : « Je suis forcé d'admettre que vous avez raison et je me suis trompé ! Le bâtiment est un chef-d'œuvre ».
À partir de 2005, les joints de fixation des panneaux de marbre aux murs commencent à montrer des signes d'usure, ce qui pose un risque de chute sur le public. En 2008, les responsables décident donc de reprendre la fixation de tous les panneaux pendant les années à venir.

##### Jacob K. Javits Convention Center

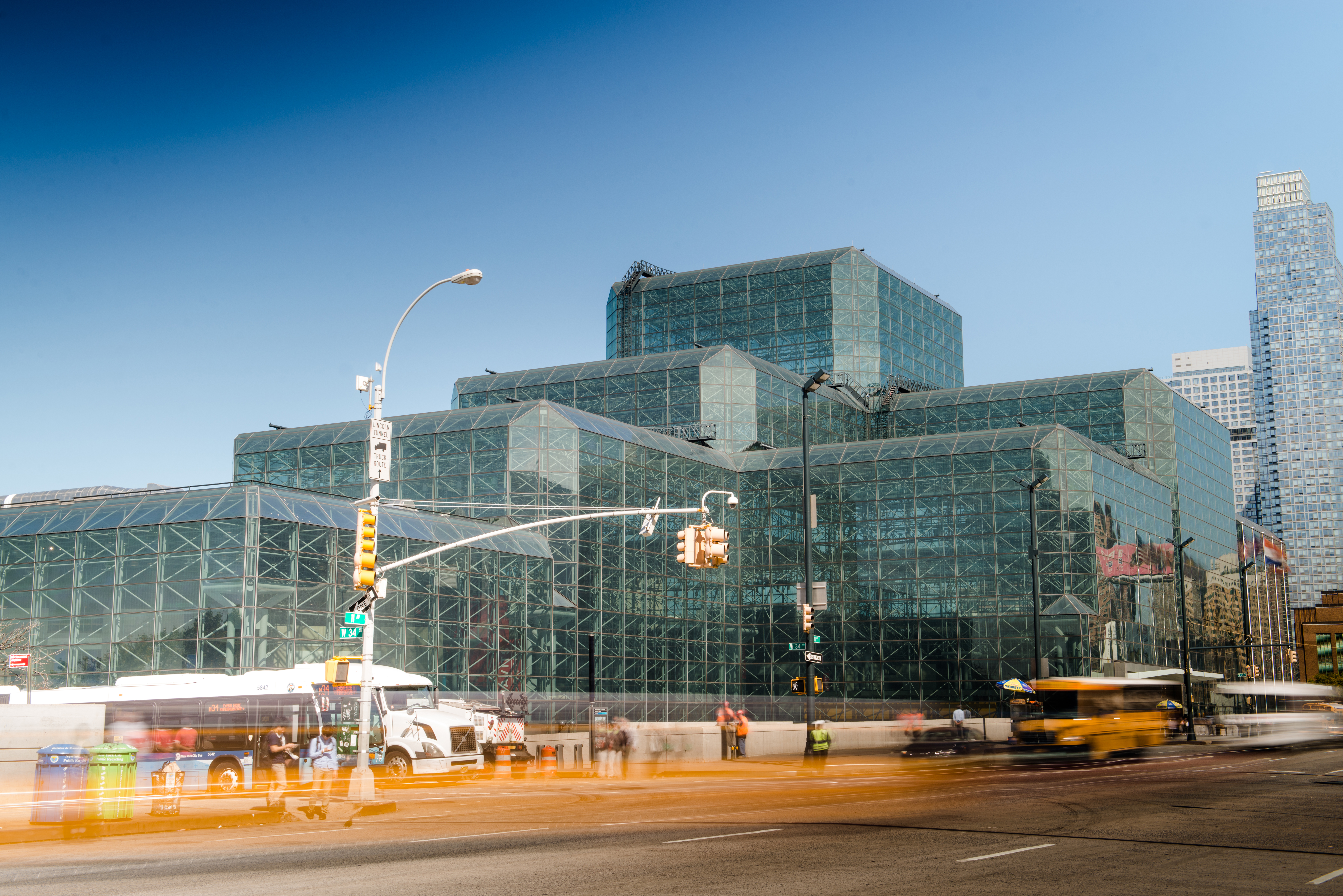
Le Jacob K. Javits Convention Center de New York.

Alors que le projet en Chine tire à sa fin, Pei commence à travailler sur le Jacob K. Javits Convention Center de New York pour lequel son associé James Ingo Freed endosse le rôle d'architecte principal. Désireux de créer une institution communautaire dynamique dans un quartier délabré de l'ouest de Manhattan, Freed développe une structure de verre revêtue d'une structure complexe en treillis de tiges et de sphères métalliques reliés entre elles.
Ce centre des congrès est dès le début en proie à des problèmes budgétaires et des erreurs de construction. Comme les règlements municipaux interdisent qu'un seul et même entrepreneur ait autorité pour gérer les corps de métier sur l'ensemble du projet, ce sont les architectes et le gestionnaire du programme Richard Kahan qui doivent coordonner le large éventail de constructeurs, plombiers, électriciens et autres ouvriers. Les sphères en acier forgé arrivent avec des fissures et des défauts, au point que 12 000 d'entre elles ne sont pas acceptées. L'ensemble des problèmes conduisent les médias à établir des comparaisons avec le désastre du 200 Clarendon Street. Un élu de New York accuse Kahan d'être responsable de ces difficultés, à cause des fioritures architecturales sur l'immeuble qui seraient la cause des retards et des problèmes financiers. Mais le Jacob K. Javits Convention Center ouvre le 3 avril 1986 et l'accueil est globalement positif. Toutefois, pendant les cérémonies d'inauguration, ni Freed ni Pei ne sont salués pour le rôle qu'ils ont joué dans le projet.

##### Morton H. Meyerson Symphony Center
L'inauguration de la pyramide du Louvre coïncide avec celles de quatre autres projets sur lesquels Pei travaille, ce qui incite le critique d'architecture Paul Goldberger à déclarer dans le New York Times que 1989 est « l'année Pei ». Cette année est aussi celle où le cabinet d'architecture change de nom pour devenir Pei Cobb Freed & Partners afin de refléter la stature croissante et l'importance de ses associés. Âgé de soixante-deux ans, Pei commence à penser à la retraite mais continue à travailler beaucoup.

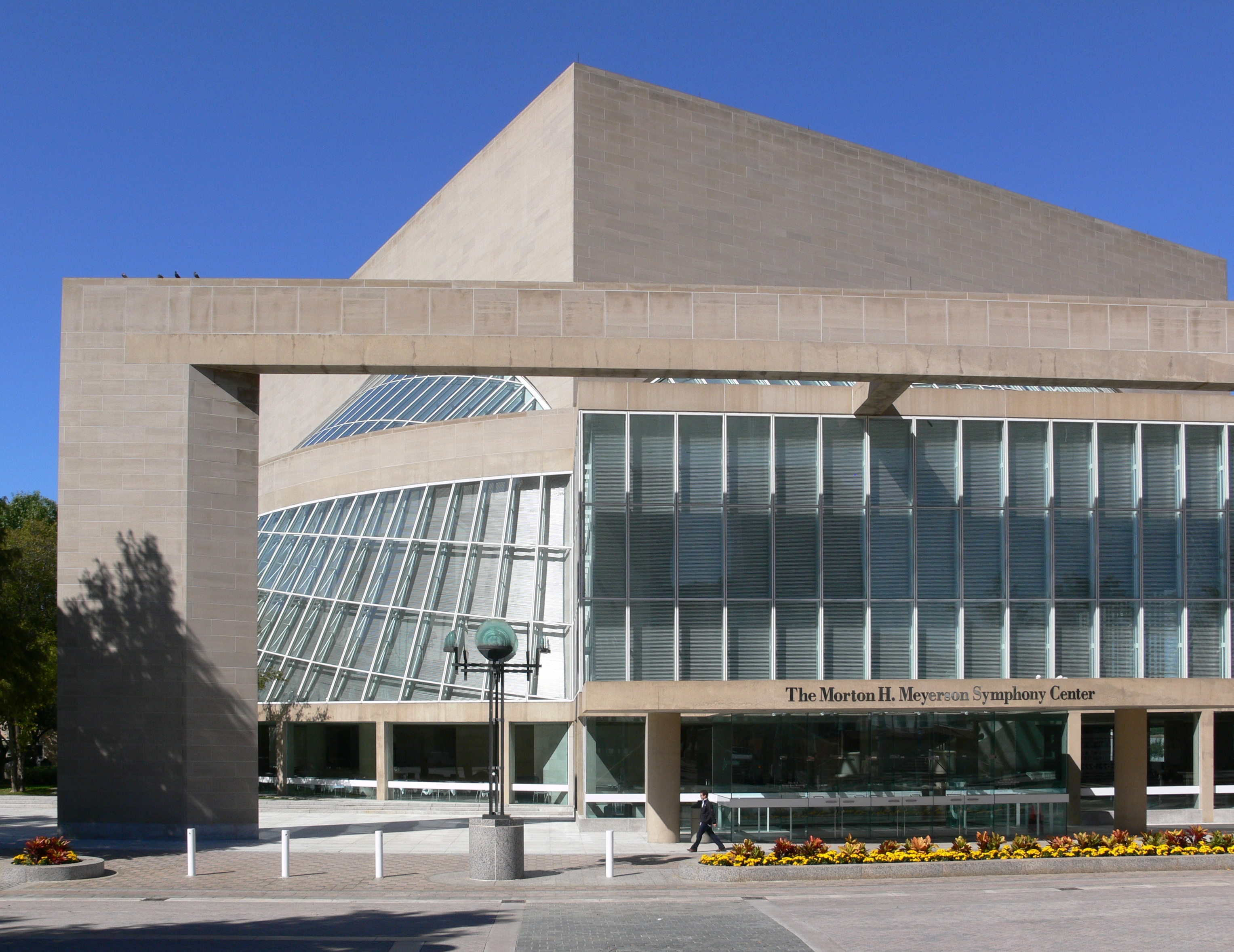
Le Morton H. Meyerson Symphony Center de Dallas.

L'un des projets de Pei l'envoie à nouveau à Dallas, au Texas, pour concevoir le Morton H. Meyerson Symphony Center. Le succès des artistes de la ville, en particulier l'orchestre symphonique de Dallas alors dirigé par le chef mexicain Eduardo Mata, conduit les élus locaux à vouloir créer un centre moderne pour les arts musicaux afin de rivaliser avec les meilleures salles en Europe. Le comité organisateur contacte quarante-cinq architectes mais Pei ne répond pas à l'appel d'offres, pensant que son travail sur l'hôtel de ville de Dallas avait laissé une impression négative. Cependant, l'un des collaborateurs avec qui il avait travaillé à l'époque insiste pour qu'il vienne parler au comité de sélection. Il accepte et le comité vote à l'unanimité pour lui confier cette commande, bien qu'il n'a jamais encore travaillé sur la construction d'une salle de concert. Comme un membre l'explique : « nous étions convaincus d'engager le plus grand architecte du monde, et qu'il allait faire tout ce qu'il pourrait pour nous ».
Le projet offre de nombreux défis bien particuliers. Comme son but principal est d'abriter des concerts, la salle a besoin d'une conception axée d'abord sur l'acoustique, puis dans un second temps sur l'accès du public et l'esthétique extérieure. À cette fin, un ingénieur du son professionnel est embauché pour concevoir l'intérieur. Il propose un auditorium en boîte à chaussures, une architecture utilisée avec succès dans des salles symphoniques européennes renommées telles que le Concertgebouw d'Amsterdam et le Musikverein de Vienne. Pei puise son inspiration dans les dessins de l'architecte allemand Johann Balthasar Neumann, en particulier ceux de la basilique de Vierzehnheiligen. Il cherche également à retrouver une partie du panache de l'Opéra Garnier conçu par Charles Garnier.
Le projet est risqué car ses objectifs sont ambitieux et, en cas de défauts acoustiques imprévus, ils seront pratiquement impossibles à corriger après l'achèvement de la construction. Pei admet qu'il ne sait pas complètement comment tout va se coordonner. « Je peux imaginer seulement 60 % de l'espace dans ce bâtiment » dit-il au cours des premières étapes de la construction, « le reste sera aussi surprenant pour moi que tout le monde ». Au fur et à mesure que le projet avance, les coûts augmentent de façon constante et certains investisseurs envisagent même de se retirer. Le milliardaire Ross Perot fait un don de 10 millions de dollars à la condition que la construction reçoive le nom de Morton H. Meyerson, un grand mécène pour les arts à Dallas. À son inauguration, le bâtiment suscite immédiatement des éloges, en particulier pour son acoustique. Après avoir assisté à une semaine de représentations, un critique musical pour le New York Times écrit un article enthousiaste et félicite les architectes.

#### Retour en Asie

##### Parc Xiangshan
La visite en Chine du président des États-Unis Richard Nixon en 1972 déclenche une vague d'échanges entre les deux pays. Pei accompagne une délégation de l'American Institute of Architects qui se rend dans le pays : il s'agit là de son premier voyage en Chine depuis son départ en 1935. Il y est bien accueilli et réalise une série de conférences. Lors de l'une d'entre elles, Pei déclare que depuis les années 1950 les architectes chinois sont incités à imiter les styles occidentaux. Il exhorte son auditoire à chercher l'inspiration dans les traditions chinoises.

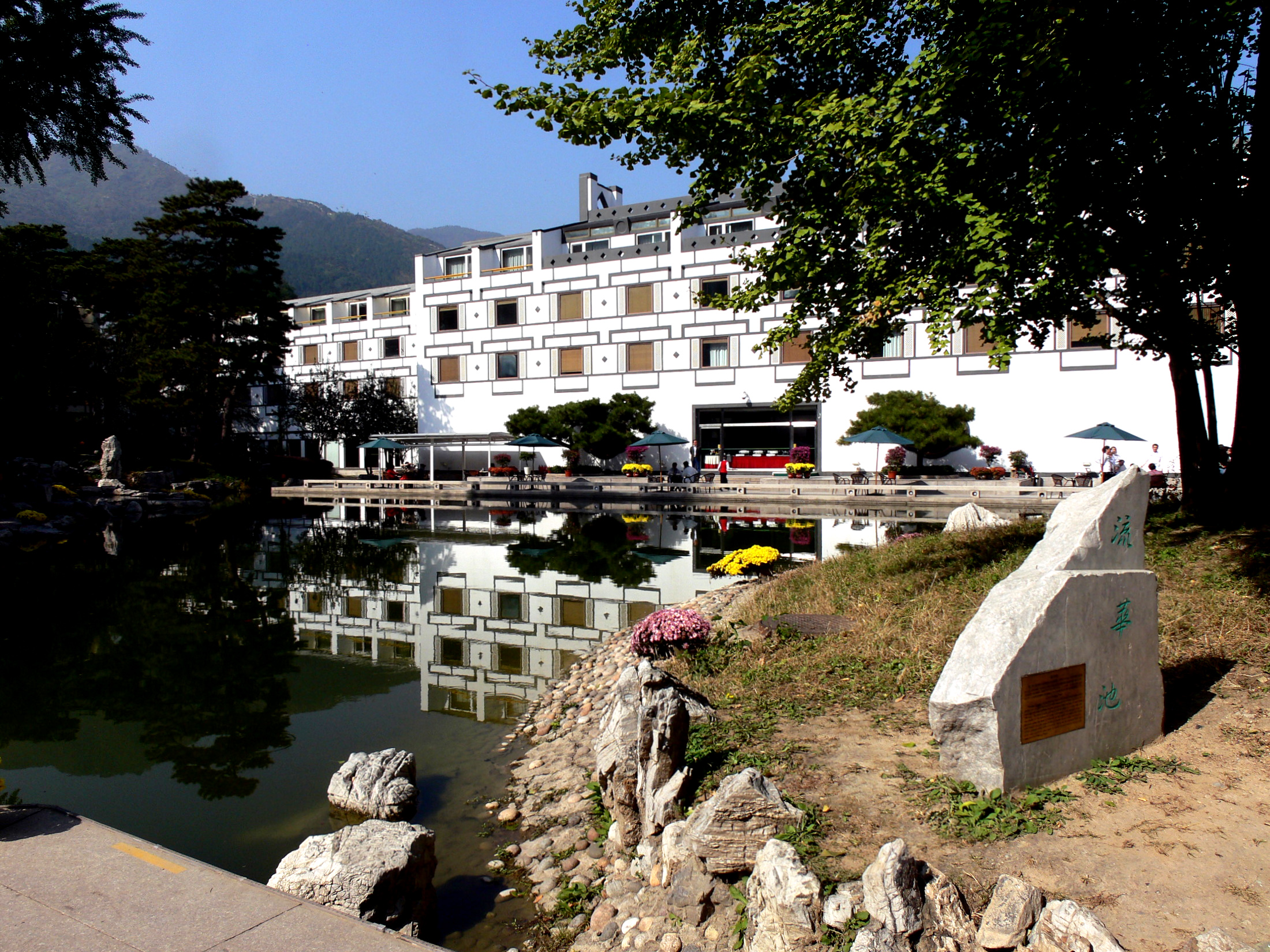
Le Fragrant Hill Hotel, 1978-1982, dans le parc Xiangshan de Pékin.
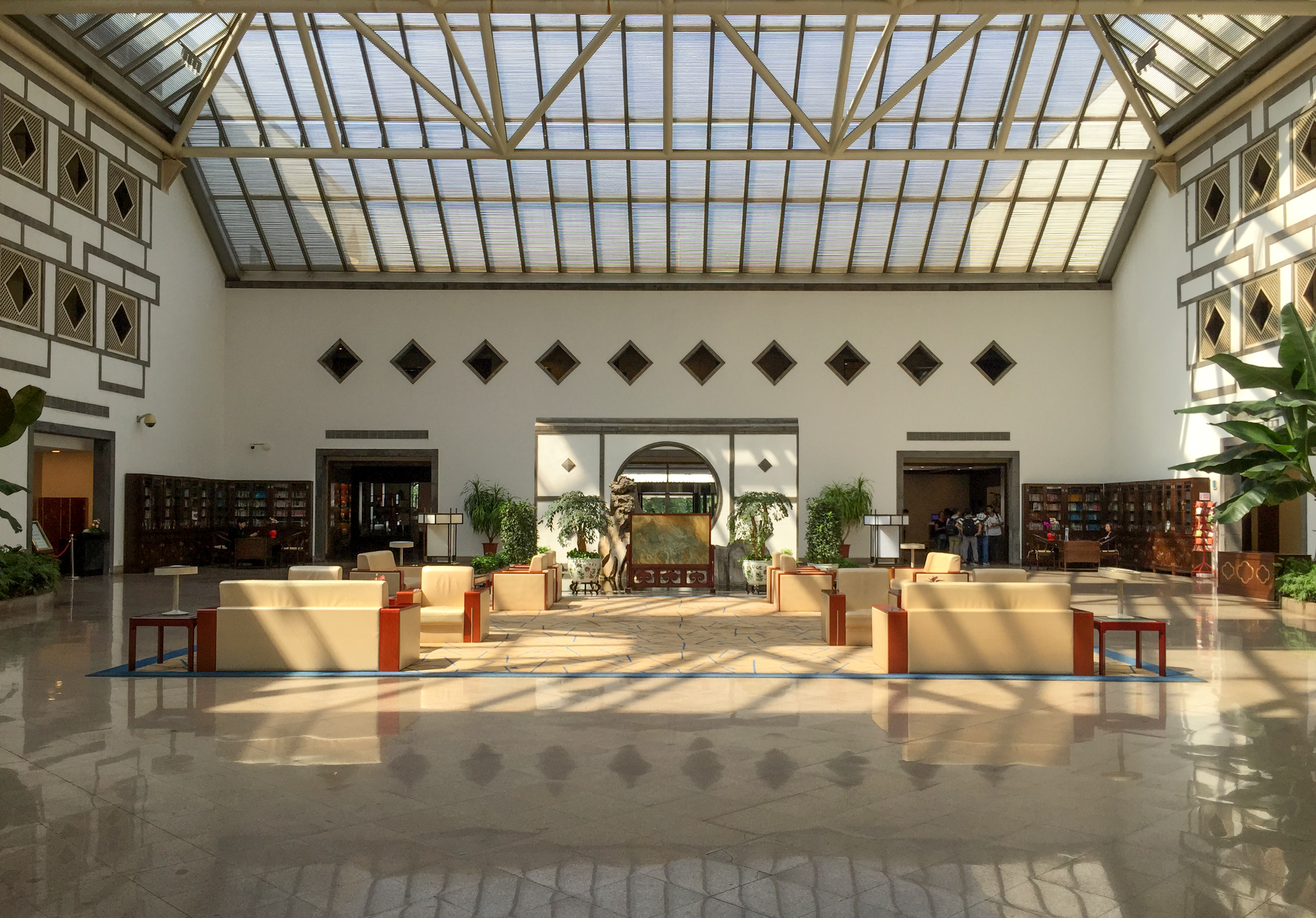
Le hall central en 2017

En 1978, Pei cherche à se lancer dans un projet pour son pays d'origine. Après avoir examiné un certain nombre de lieux différents, Pei tombe amoureux d'une vallée qui avait autrefois servi comme jardin impérial et comme réserve de chasse : le parc Xiangshan (connu en anglais sous le nom de Fragrant Hills, c'est-à-dire « collines parfumées ») de Pékin. Le site abrite un hôtel décrépit et Pei est invité à le démolir pour en reconstruire un nouveau. Comme à son habitude, il entame le projet en considérant attentivement le contexte environnant et le but de l'ouvrage. Il considère que les styles modernistes sont inappropriés pour ce projet et perçoit donc la nécessité de trouver une « troisième voie ».
Après avoir visité la maison de ses ancêtres à Suzhou, Pei crée un design basé sur des techniques simples mais nuancées qu'il admire dans les bâtiments résidentiels traditionnels chinois. Parmi ceux-ci, le recours à des jardins abondants, une intégration harmonieuse avec la nature et un travail de relation entre l'enceinte et l'ouverture du site. Sa conception comprend un grand atrium central recouvert de panneaux de verre qui fonctionnent de façon très similaire à ceux du grand espace central de son bâtiment est de la National Gallery of Art. Des ouvertures de différentes formes dans les murs invitent à contempler le paysage naturel à proximité. Certains jeunes Chinois avaient espéré que le bâtiment présenterait certains traits cubistes pour lesquels Pei est connu : ils sont donc déçus du résultat, mais l'hôtel trouve un écho plus favorable chez les responsables politiques et les architectes.
L'hôtel, qui compte 325 chambres et un atrium central de quatre étages, est conçu pour s'intégrer parfaitement dans son habitat naturel. Le sort des arbres dans la région est particulièrement préoccupant et un soin particulier est pris pour réduire le nombre d'abattages. Pei travaille avec un expert de Suzhou pour préserver et rénover un labyrinthe d'eau de l'hôtel original, l'un des cinq du pays. L'architecte est également très attentif à la disposition des éléments dans le jardin derrière l'hôtel et il insiste sur l'utilisation de 210 tonnes de roches provenant du sud-ouest de la Chine pour mieux répondre à l'esthétique naturelle. Un associé indique plus tard qu'il ne l'a jamais vu aussi impliqué dans aucun autre projet.
Pendant la construction, une série d'erreurs est cependant réalisée à cause du déficit technologique du pays et cela pèse sur les relations entre les équipes d'architectes et de constructeurs. Alors que quelque 200 travailleurs auraient pu être embauchés pour un bâtiment similaire aux États-Unis, ce projet en emploie plus de 3 000. Cela est surtout dû au fait que l'entreprise de construction ne dispose pas des machines sophistiquées. Les problèmes continuent pendant des mois, jusqu'à ce que Pei ait une explication vigoureuse avec les responsables chinois. Il explique plus tard qu'il a pendant cette réunion « crié et frappé du poing sur la table » dans un geste de frustration. Les maîtres d'ouvrage remarquent d'ailleurs une différence dans les méthodes de travail après cette réunion. Mais comme la date d'ouverture approche, Pei, conscient du travail encore nécessaire, participe avec sa famille aux finitions, nettoyages et derniers rangements. Les difficultés du projet pèsent de façon importante, de façon émotionnelle et physique, sur toute la famille Pei.
Le Fragrant Hill Hotel ouvre le 17 octobre 1982, mais tombe rapidement en déliquescence. Un membre du personnel du cabinet de Pei revient pour une visite plusieurs années plus tard et confirme l'état de délabrement du bâtiment. Pei et lui attribuent cela au manque de connaissance générale de l'entretien des bâtiments de luxe dans le pays. La communauté architecturale chinoise n'accorde que peu d'attention à cette construction, puisque son intérêt est alors plutôt orienté vers les travaux d'architectes postmodernes américains comme Michael Graves.

##### Tour de la Bank of China

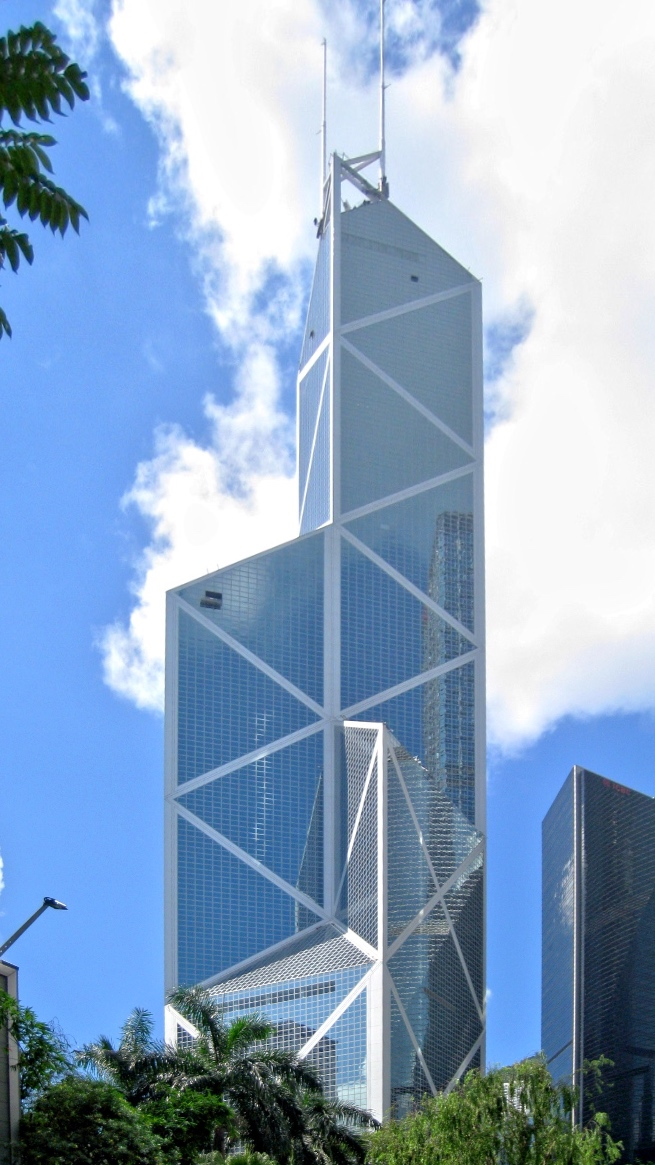
La tour de la Bank of China à Hong Kong.

En 1982, le gouvernement chinois transmet à Pei une offre. Dans la perspective de la rétrocession de Hong Kong à la Chine par le Royaume-Uni qui doit intervenir en 1997, les autorités chinoises sollicitent l'architecte pour qu'il conçoive à Hong Kong une tour pour l'antenne locale de la Bank of China. Le gouvernement chinois anticipe en effet que les échanges avec le reste du monde vont aller croissant, et envisage une tour pour représenter la modernité et la force économique du pays. Gardant à l'esprit que le père de Pei, alors âgé de 89 ans, avait entretenu des relations très fortes avec la banque avant sa prise de contrôle par le Parti communiste chinois, les représentants du gouvernement lui rendent visite à New York pour qu'il convainque son fils de s'engager dans le projet. Pei discute ensuite longuement avec son père sur cette proposition. Bien que l'architecte garde un souvenir douloureux de son expérience chinoise avec le Fragrant Hill Hotel, il décide malgré tout d'accepter la commande.
Le site proposé dans le quartier Central est loin d'être idéal puisqu'il est bordé sur trois côtés par un enchevêtrement d'autoroutes. L'endroit a également abrité le quartier général de la police militaire japonaise pendant la Seconde Guerre mondiale et il est donc tristement célèbre à cause des tortures infligées aux prisonniers chinois. Comme la parcelle de terrain est réduite, cela impose donc de construire une haute tour avec peu d'emprise au sol, ce que Pei n'apprécie guère. Il hésite généralement à aborder de tels projets, d'autant plus qu'il estime qu'à Hong Kong les gratte-ciel manquent de personnalité architecturale. Manquant d'inspiration, ne sachant pas comment aborder le projet, Pei part réfléchir dans sa résidence secondaire de Katonah. C'est là que l’inspiration lui vient, alors qu'il manipule des bâtonnets et qu'il se retrouve avec un arrangement en cascade qui lui semble convaincant.
Les plans de Pei pour la tour de la Bank of China proposent non seulement un aspect visuel inédit, mais offrent aussi toutes les garanties pour pouvoir répondre aux normes rigoureuses de la ville en termes de résistance au vent. La tour est bâtie autour d'une structure en treillis visible, qui distribue les forces aux quatre coins de la base. Pei utilise le verre réfléchissant qui devient une de ses marques de fabrique, et organise la façade autour d'une série de diagonales. Au sommet, il conçoit des toits à pente inclinée pour correspondre à l'esthétique montante du bâtiment. Certains partisans de la doctrine feng shui à Hong Kong et en Chine critiquent ce design, ce à quoi Pei et les responsables politiques locaux réagissent avec des ajustements à la marge.
Lorsque la tour est presque terminée en 1989, Pei est choqué d'assister aux massacres de civils lors des manifestations de la place Tian'anmen. Il écrit un article dans le New York Times intitulé « La Chine ne sera jamais plus la même » dans lequel il déclare que ces tueries ont « déchiré le cœur d'une génération qui porte l'espoir pour l'avenir du pays ». Le massacre trouble profondément toute sa famille et il écrit qu'il considère que « la Chine est salie ».

##### Le musée Miho

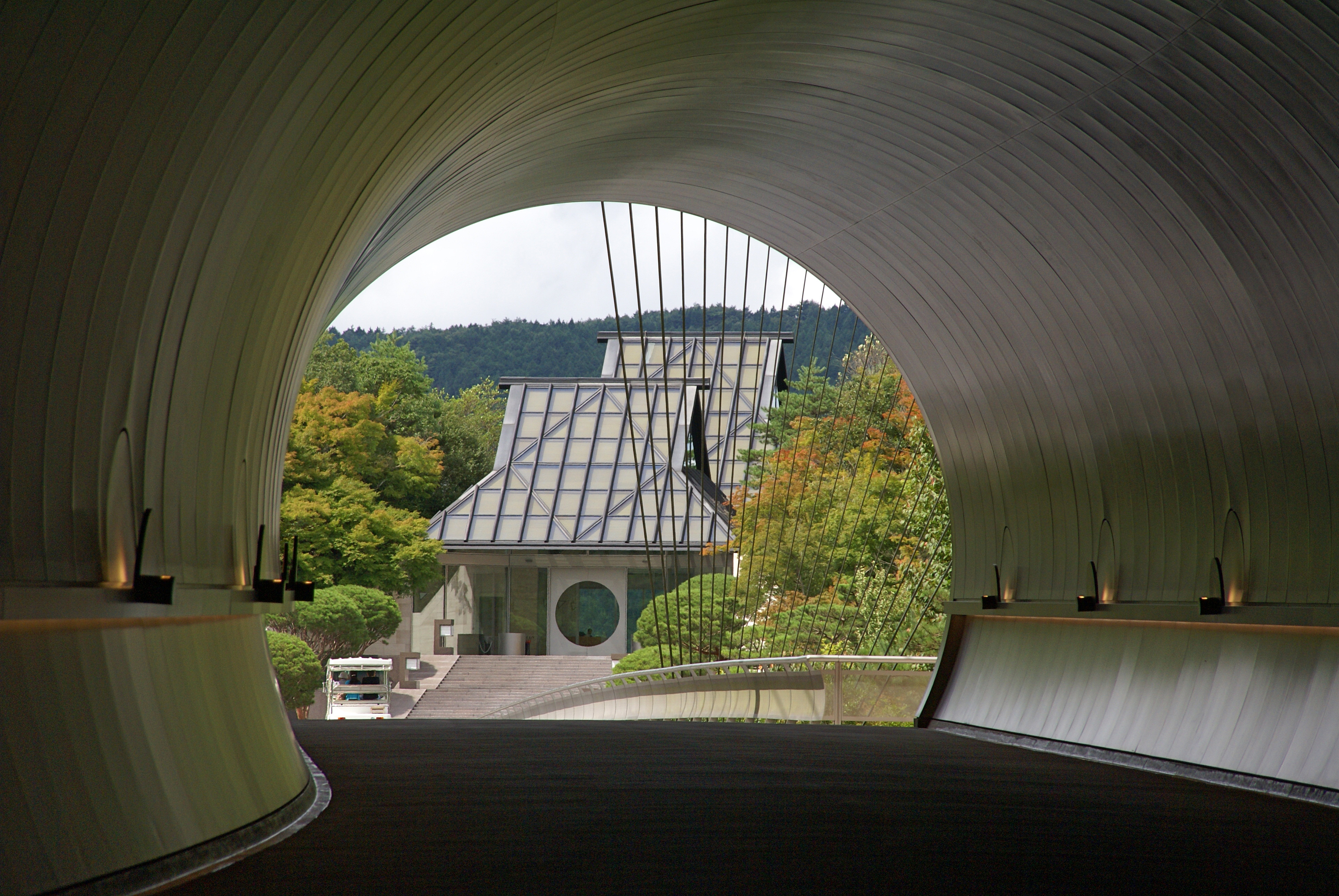
Le musée Miho près de Kyoto.

Pei travaille également sur deux projets pour un nouveau mouvement religieux japonais appelé Shinji Shumeikai. Il est approché par la représentante du mouvement, Koyama Mihoko, qui impressionne l'architecte par sa sincérité et son intention de lui laisser toute liberté artistique. Un des bâtiments est un clocher, conçu pour ressembler au bachi (en) utilisé pour jouer des instruments traditionnels comme le shamisen. Bien que Pei ne connaisse pas initialement les croyances de ce mouvement, il s'y intéresse afin de parvenir à insuffler une signification appropriée à cette tour. L'expérience est enrichissante, et il accepte immédiatement de travailler à nouveau avec le groupe sur un autre projet, le musée Miho, qui doit présenter la collection d'objets de la cérémonie du thé de Koyama. Pei visite le site dans la préfecture de Shiga et, au cours des échanges, parvient à convaincre Koyama d'élargir sa collection. Ce sont ainsi plus de 300 nouveaux objets qui mettent en valeur l'histoire de la route de la soie.
Toutefois, l'accès au site du musée présente un défi majeur. L'équipe japonaise propose une route sinueuse dans la montagne, qui offre certaines ressemblances avec le Mesa Laboratory dans le Colorado. Néanmoins, Pei choisit de faire percer un tunnel dans la montagne voisine, reliée à une route principale par un pont suspendu à câbles d'acier. Le musée même est creusé dans la montagne, avec 80 % du bâtiment en souterrain. Lors de la conception de l'extérieur, Pei emprunte à la tradition des temples japonais, en particulier ceux qui se trouvent dans les environs de Kyoto. Il crée une ossature simple recouverte de tuffeau français et dominée d'un toit en verre. Il supervise également des détails décoratifs spécifiques, dont un banc dans le hall d'entrée qui est taillé dans un arbre de keyaki de 350 ans. En raison de l'importance du budget dont dispose Koyama, l'argent est rarement considéré comme un obstacle ; les estimations au moment de l'achèvement fixent le coût du projet à près de 350 millions de dollars.

#### Le Louvre, un chantier emblématique
Lorsque François Mitterrand est élu président de la République française en 1981, il expose un plan ambitieux de projets de construction. L'un d'eux consiste à rénover le musée du Louvre à Paris. Mitterrand nomme le fonctionnaire Émile Biasini pour superviser ce projet. Après avoir visité des musées en Europe et aux États-Unis, dont la National Gallery of Art, il demande à Pei de se joindre à l'équipe. L'architecte est « parfait pour le travail parce que, comme Chinois, il [a] une compréhension de la civilisation antique et, comme Américain, il [a] un goût pour la modernité ». Il fait trois voyages secrets dans la capitale française afin de déterminer la faisabilité du projet. À l'époque, seul un employé du musée du Louvre sait pourquoi il est là,. Pei convient finalement qu'un projet de reconstruction est non seulement possible, mais nécessaire pour l'avenir du musée. Il devient ainsi le premier architecte étranger à travailler sur le Louvre.

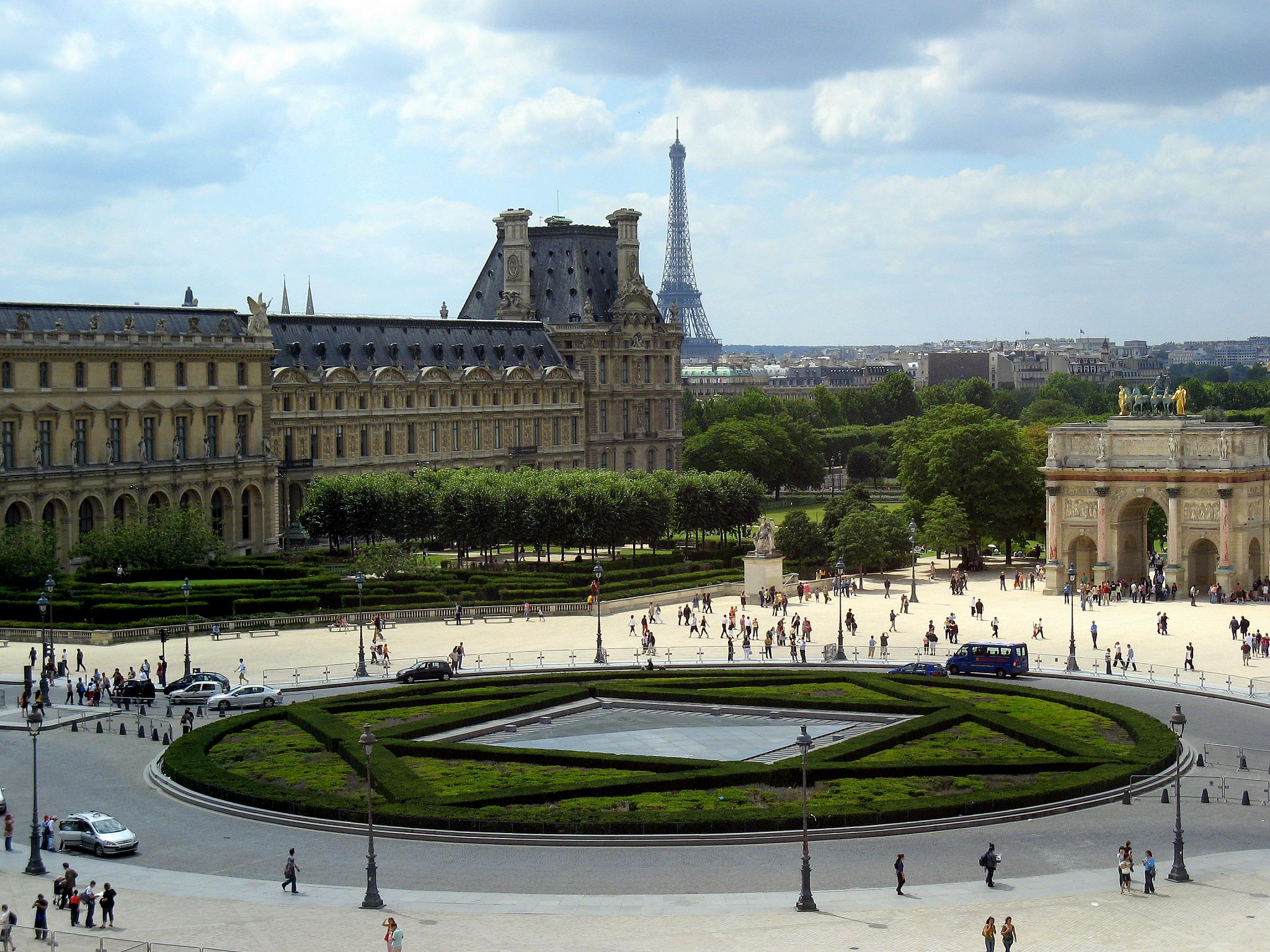
Vue de l’environnement de la pyramide inversée du Louvre située en dessous de la place du Carrousel. La tour Eiffel, l'arc de triomphe du Carrousel et l'aile de Flore du palais du Louvre sont aussi visibles sur cette photographie.

Le cœur de la nouvelle conception comprend non seulement une rénovation de la cour Napoléon, au milieu des bâtiments, mais aussi une transformation de l'intérieur. Pei propose une entrée centrale, un peu comme le hall du bâtiment est de la National Gallery of Art, qui relie les trois bâtiments principaux. Sous la cour se trouverait un complexe souterrain destiné aux chercheurs, au stockage d'œuvres et à l'entretien. Au centre de la cour, l'architecte conçoit une pyramide de verre et d'acier qu'il avait d'abord proposée dans le cadre de la John F. Kennedy Presidential Library and Museum, afin de servir à la fois de point d'entrée et de puits de lumière pour l'antichambre du musée. Cette pyramide ferait écho à une autre pyramide inversée située un peu plus loin, qui réfléchit également la lumière du soleil. Le design est en partie un hommage à la géométrie de l'architecte paysagiste français André Le Nôtre. Pei trouve également que la forme pyramidale est la plus adaptée pour disposer d'une lumière régulière et il juge que c'est la plus compatible avec l'architecture du Louvre, en particulier avec « les plans à facettes de ses toits ». Cette forme d'inspiration égyptienne rappelle également l'obélisque de Louxor situé au centre de la place de la Concorde.
Biasini et Mitterrand apprécient les plans présentés, mais la portée de la rénovation déplaît au directeur du Louvre André Chabaud. Il démissionne de son poste, affirmant que le projet est « infaisable » et comporte des « risques architecturaux ». Le public réagit également de façon très critique, principalement à cause de la pyramide. Un critique d'architecture considère par exemple qu'il s'agit d'un « gigantesque [et] ruineux gadget », tandis qu'un autre accuse Mitterrand de « despotisme » pour vouloir infliger à Paris une telle « atrocité ». Pei estime que 90 % des Parisiens sont opposés à son projet et déclare qu'il reçoit « beaucoup de regards furieux dans les rues de Paris ». Quelques condamnations sont menées avec des accents nationalistes, un adversaire au projet écrivant même « être surpris que l'on puisse aller à la recherche d'un architecte chinois en Amérique pour traiter le cœur historique de la capitale de la France ».

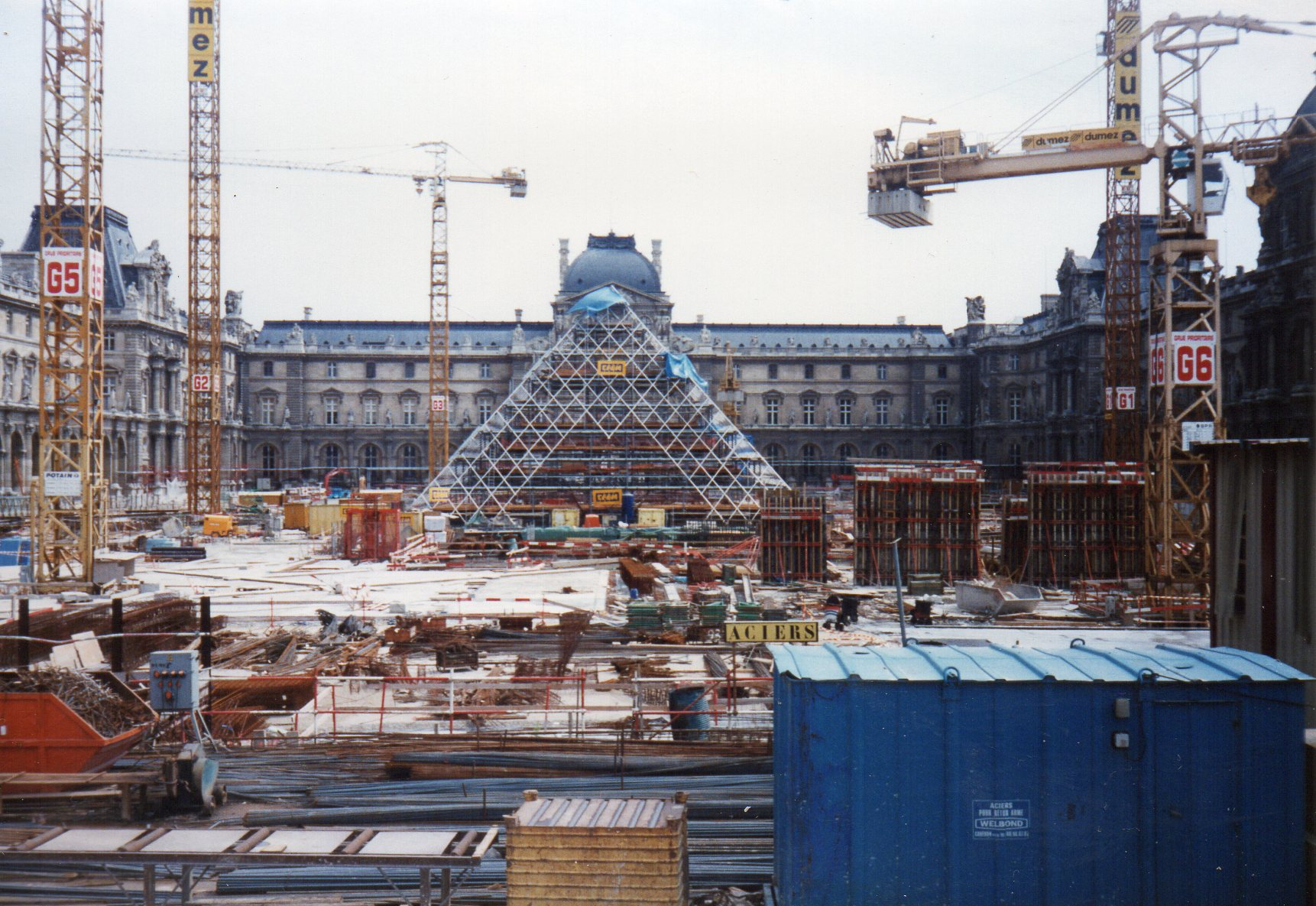
Construction de la pyramide du Louvre en 1987.

Rapidement cependant, Pei et son équipe gagnent le soutien de plusieurs personnalités culturelles clés dont le chef d'orchestre Pierre Boulez et Claude Pompidou, la veuve de l'ancien président français Georges Pompidou, qui donna son nom à un autre musée controversé. Dans une tentative pour apaiser la colère du public, l'architecte, sur une suggestion du maire de Paris de l'époque Jacques Chirac, dispose avec des câbles une maquette grandeur nature de la pyramide dans la cour. Pendant les quatre jours que dure l'exposition, près de 60 000 personnes visitent le site. Certains frondeurs assouplissent leur opposition après avoir observé la taille que doit finalement avoir la pyramide.
Pour minimiser l'impact de la structure, Pei exige une méthode de production de verre qui aboutit à des vitrages extra-clairs. La pyramide est construite en même temps que les niveaux souterrains, ce qui cause des difficultés de logistique. En cours de travaux, les équipes de construction découvrent un ensemble de pièces oubliées contenant 25 000 objets historiques. Elles sont intégrées dans le reste de la structure pour ajouter un nouvel espace d'exposition.
La nouvelle cour du Louvre ouvre ses portes au public le 14 octobre 1988 et l'entrée de la pyramide est ouverte au mois de mars suivant. Elle est inaugurée par François Mitterrand et le ministre de la Culture et de la communication François Léotard. L'opinion publique est devenue plus favorable à cette installation : un sondage révèle un taux d'approbation de 56 % pour la pyramide, contre 23 % d'opposition. Le quotidien Le Figaro qui avait vivement critiqué la conception de Pei, viendra pourtant quelques années plus tard fêter sur place le 10e anniversaire de son supplément magazine. Le prince Charles de Grande-Bretagne découvre le nouveau site avec curiosité et déclare que cela est « merveilleux, très excitant ». Un journaliste du Quotidien de Paris écrit que « la pyramide tant redoutée est devenue adorable ». L'expérience est à la fois épuisante et gratifiante pour Pei. Il déclarera qu'« après le Louvre, [il] pensait qu'aucun autre projet ne pourrait sembler vraiment difficile. » La pyramide du Louvre est devenue la plus célèbre de toutes ses créations.

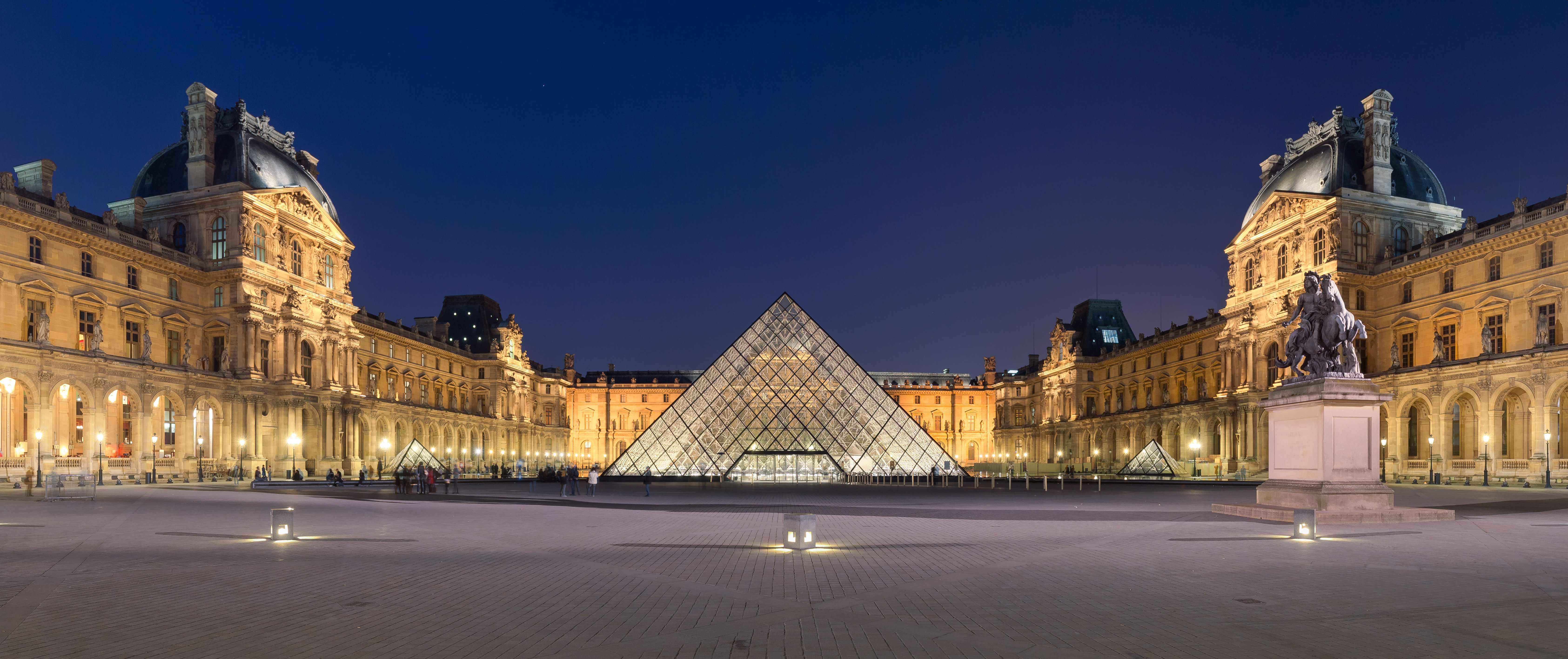
La pyramide du Louvre au centre de la cour Napoléon au palais du Louvre, à Paris.

#### Les autres grands projets de musées
Au début des années 1990, Pei entame une transition professionnelle en réduisant sa part de responsabilité dans son entreprise. Le personnel commence à diminuer et Pei souhaite se consacrer à des projets plus modestes qui autorisent plus de créativité. Mais avant d'opérer ce changement, il s'engage dans un dernier projet majeur en tant que co-dirigeant du cabinet : la construction du Rock and Roll Hall of Fame à Cleveland dans l'Ohio. En référence à son travail sur des joyaux de la culture comme le Louvre et la National Gallery of Art, certains critiques d'architecture sont surpris par l'intérêt qu'il porte à ce que beaucoup considèrent comme un hommage à une forme de culture inférieure. Mais c'est précisément pour cette raison que les promoteurs du projet sollicitent Pei, car ils souhaitent dès le début faire construire un bâtiment qui offre une aura de respectabilité. Comme il l'a déjà fait dans sa carrière, Pei accepte la commande notamment à cause du défi unique qu'elle représente.

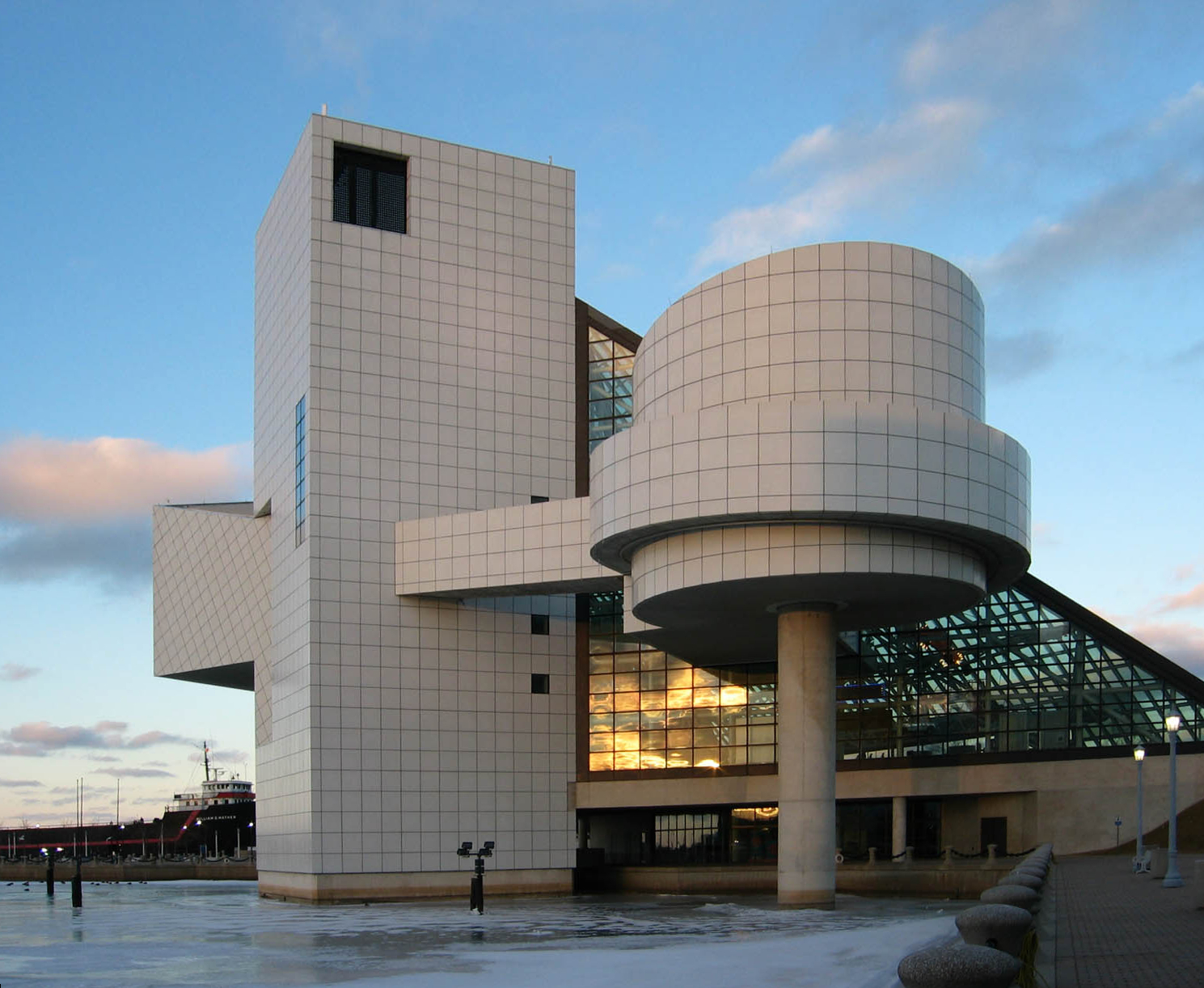
Le Rock and Roll Hall of Fame de Cleveland.

Pei choisit d'employer un mur de verre pour servir d'entrée, semblable en apparence à la pyramide du Louvre, puis il couvre l'extérieur du bâtiment principal de métal blanc. Il place également un grand cylindre sur un pilier étroit pour servir d'espace de concert. Le mélange d'éléments décentrés et de murs à angles vifs doit permettre, selon les termes de Pei, de transmettre « une impression d'énergie jeune et vigoureuse, de rébellion et d'agitation ». Le bâtiment ouvre en 1995 et les critiques ne débordent pas d'enthousiasme. Le New York Times le considère comme « un bel ouvrage », et la ville de Cleveland bénéficie grandement de cette nouvelle attraction touristique, mais Pei fait partie de ceux qui sont déçus par le résultat.
Dans le même temps, l'architecte conçoit un musée au Luxembourg, le musée d'Art moderne Grand-Duc Jean. Reprenant la forme originale des murs du Fort Thüngen où se trouve le musée, Pei prévoit de démolir une partie des fondations d'origine. La résistance du public à cette altération d'un monument historique l'oblige à revoir ses plans, et le projet est presque abandonné. La taille du bâtiment est finalement réduite de moitié et il est volontairement repoussé au-delà des portions de mur d'origine pour en préserver les fondations. Pei est déçu par ces modifications, mais il reste impliqué dans le processus de construction.
En 1995, Pei est embauché pour concevoir une extension du musée historique allemand de Berlin. À l'image du projet pour la National Gallery of Art, il s'efforce de combiner une approche moderniste avec une structure principale classique. Il ajoute un cylindre de verre qu'il décrit comme un « phare » et le surmonte d'un toit en verre pour permettre à la lumière du Soleil d'entrer à l'intérieur du bâtiment. L'architecte a des difficultés à travailler avec les représentants du gouvernement allemand car leur approche utilitaire entre en conflit avec sa passion pour l'esthétique.
Au cours des années 2000, Pei conçoit de nombreux bâtiments très différents, y compris le musée de Suzhou près de sa maison d'enfance. Il travaille également sur le musée d'Art islamique de Doha au Qatar, à la demande de la famille royale Al Thani. Pei convainc les coordinateurs de ce projet de faire construire une nouvelle île artificielle en baie de Doha pour fournir l'espace suffisant. Il passe ensuite six mois à visiter la région et à arpenter des mosquées en Espagne, en Syrie et en Tunisie. Il est particulièrement impressionné par l'élégante simplicité de la mosquée Ibn Touloun du Caire en Égypte. Encore une fois, Pei cherche à combiner de nouveaux éléments de conception avec l'esthétique classique la plus appropriée par rapport à l'emplacement du bâtiment. Les coordinateurs du musée sont heureux du résultat et son site officiel décrit une « véritable splendeur dévoilée dans la lumière du Soleil » et parle de « nuances de couleur et [un] jeu d'ombres qui rendent hommage à l'essence de l'architecture islamique ».
Le Macao Science Center à Macao est conçu par Pei Partnership Architects en association avec Pei. Le projet date de 2001 mais la construction ne commence qu'en 2006 pour un achèvement en 2009. Le bâtiment est inauguré par le président chinois Hu Jintao. La partie principale du bâtiment a une forme conique très singulière avec une passerelle en spirale et un grand atrium intérieur, semblable au musée Solomon R. Guggenheim de New York. Le bâtiment se trouve en front de mer et constitue depuis lors un point de repère distinctif de Macao.

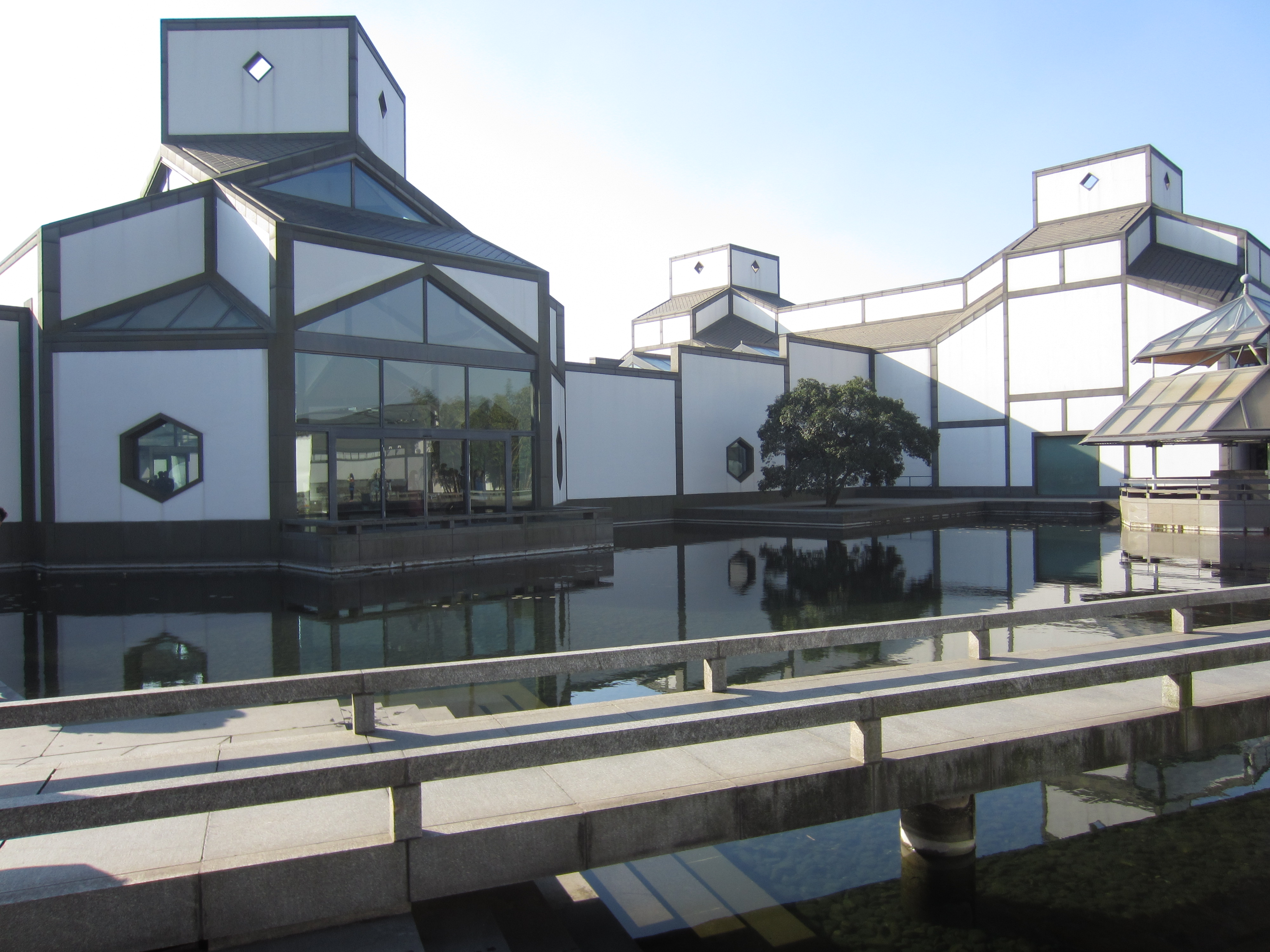
Le musée de Suzhou en Chine.
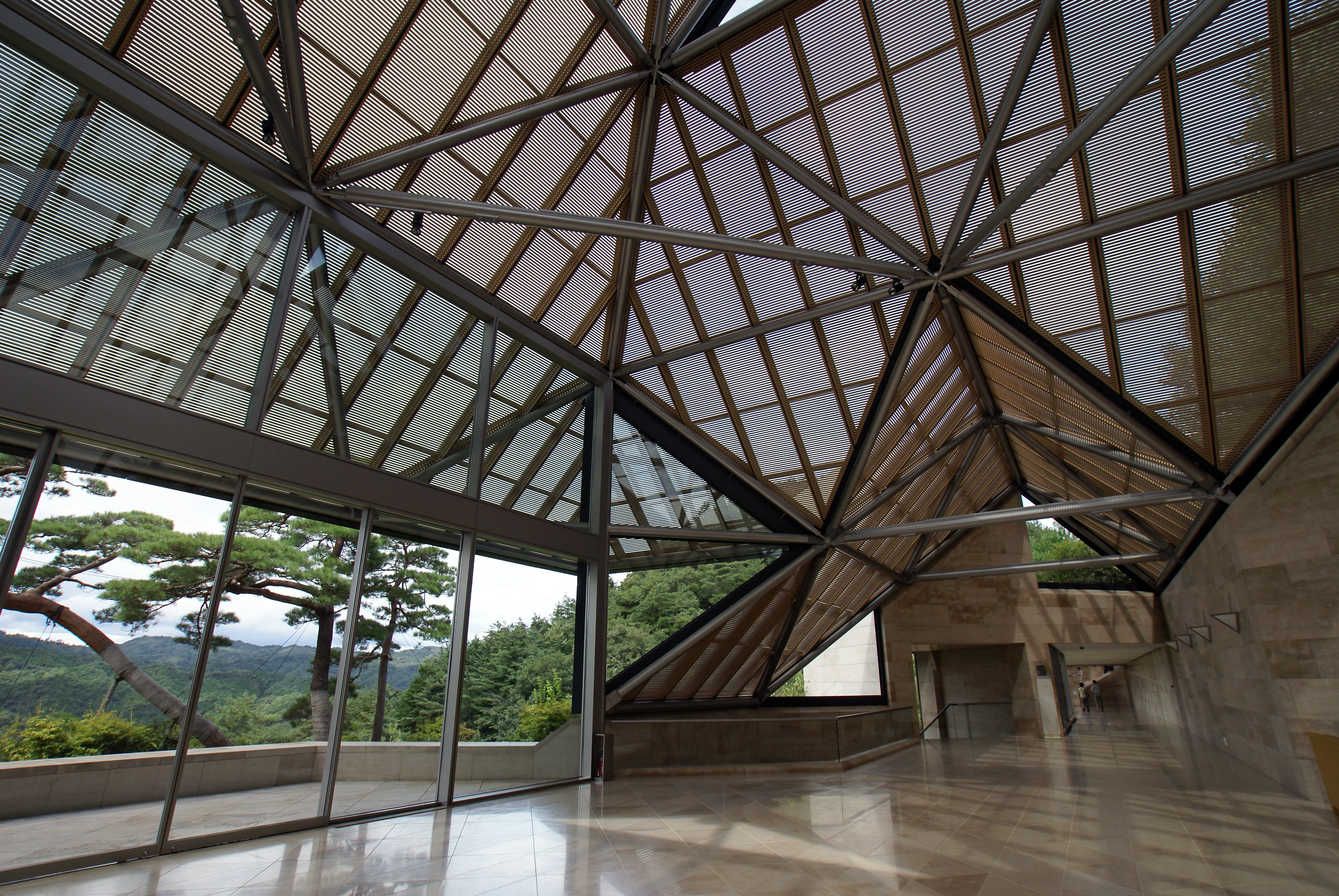
Intérieur du musée Miho au Japon.
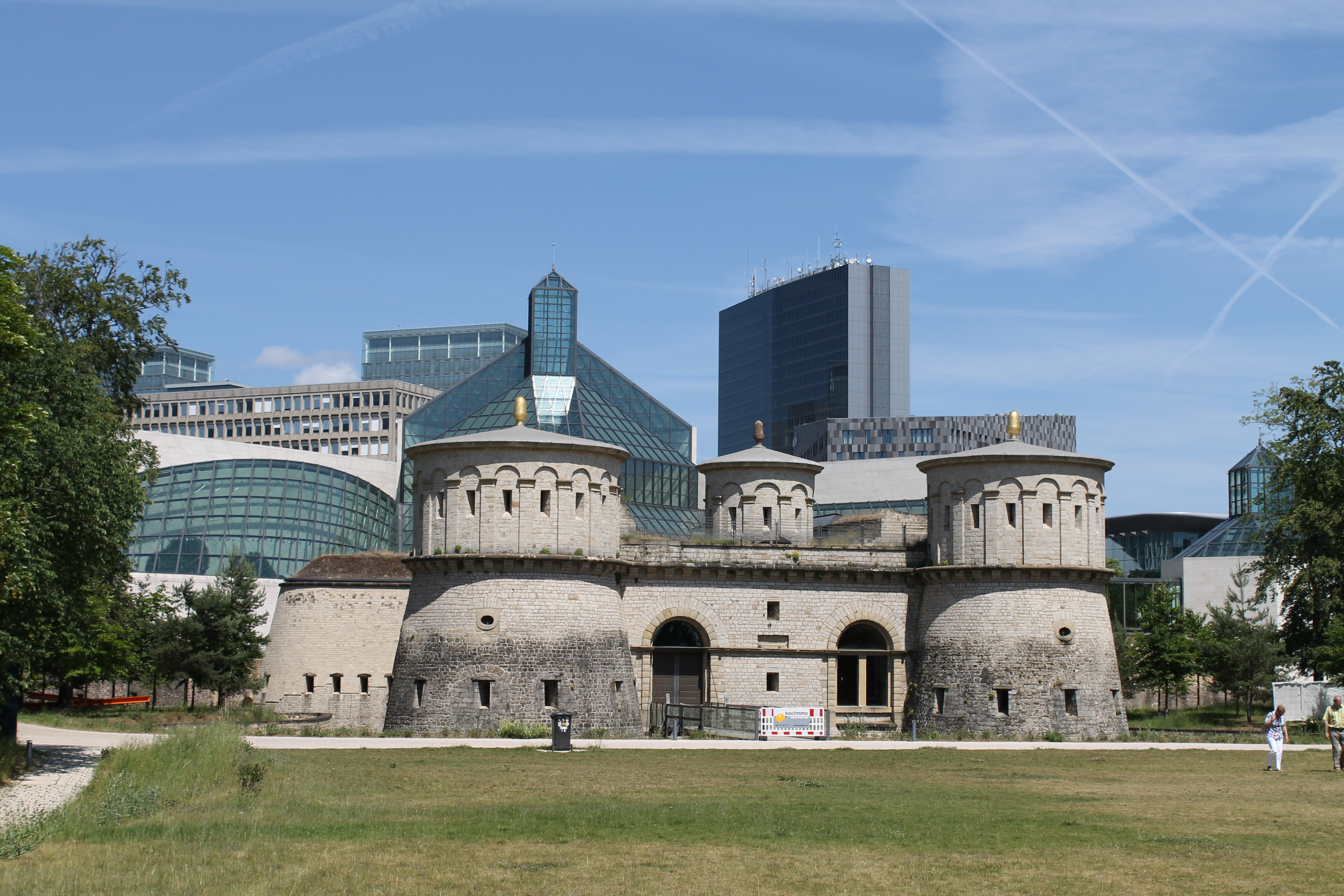
Musée d'Art moderne Grand-Duc Jean au Luxembourg, vue de l’entrée principale dans l'ancien Fort Thüngen, considéré comme un exemple d'intégration du moderne dans l'ancien.
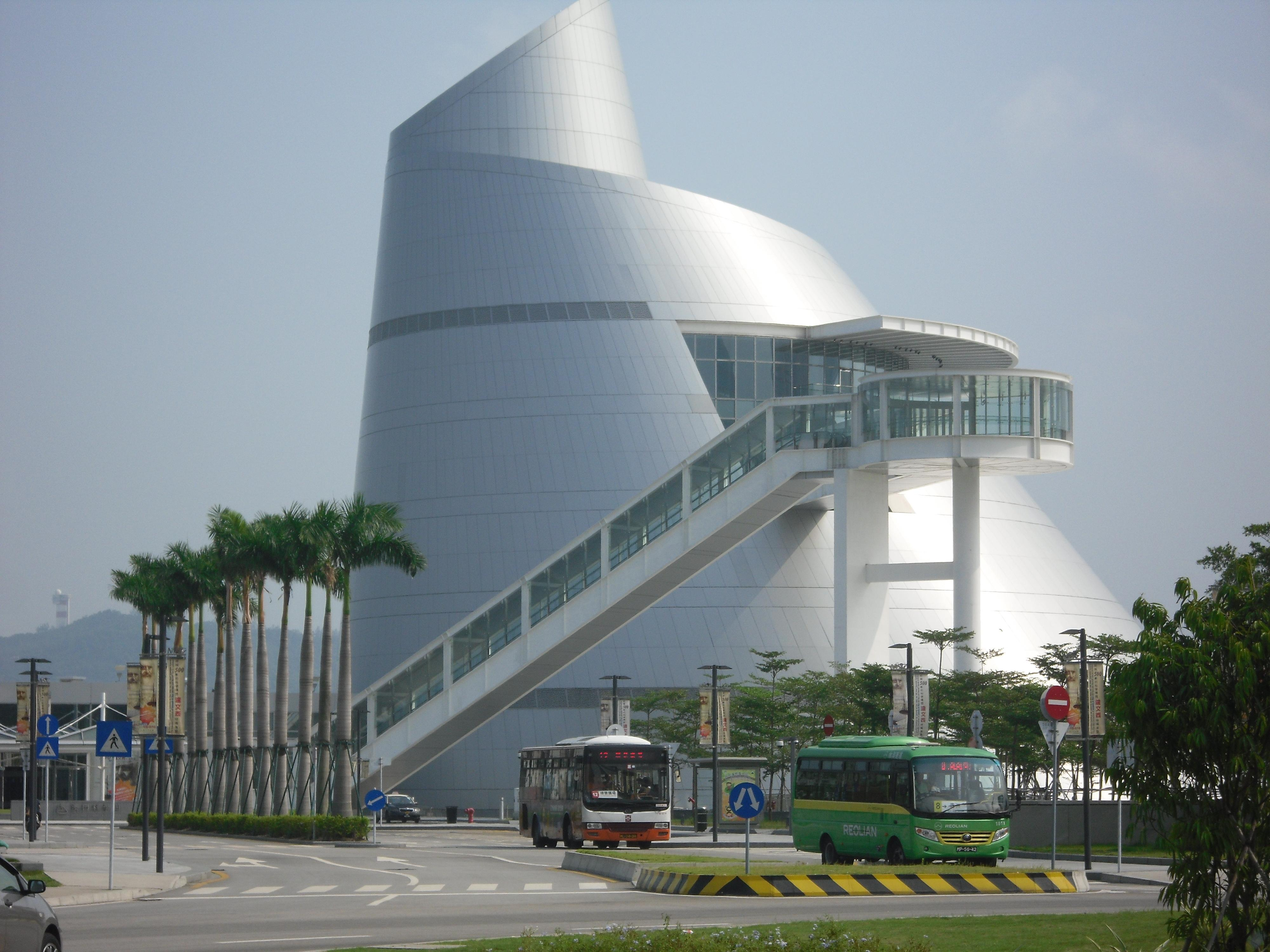
Le Macao Science Center en Chine.
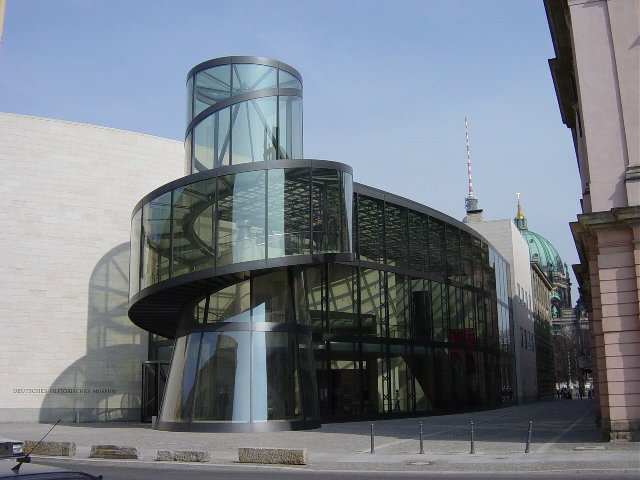
Le musée historique allemand de Berlin.

### Mort
Ieoh Ming Pei meurt le 16 mai 2019 dans sa demeure de New York à l'âge de 102 ans.

### Famille
Eileen Loo Pei, l'épouse de Pei qui partage sa vie pendant plus de soixante-dix ans, meurt en juin 2014. De leur union sont nés trois fils, T'ing Chung (1946-2003), Chien Chung alias « Didi » (né en 1946) et Li Chung alias « Sandi » (né en 1949) ainsi qu'une fille, Liane (née en 1960). T'ing Chung est urbaniste et ancien élève de l'alma mater de son père : le MIT, et l'université Harvard. Chieng Chung et Li Chung, tous deux diplômés de l'Harvard Graduate School of Design, ont fondé et dirigent Pei Partnership Architects,, où leur père intervient comme consultant. Liane, quant à elle, est avocate.

### Autres centres d'intérêt
Il détenait, avec sa femme Eileen Lo, une prestigieuse collection d’œuvres d’art. Elle se composait d'œuvres d’artistes occidentaux et orientaux, des arts impressionniste, moderne, d’après-guerre et contemporain, ainsi que de l’art chinois du 20e siècle. On y retrouvait ainsi Barnett Newman, Jean Dubuffet, Zao Wou-Ki, Franz Kline, Zhang Daqian, Willem de Kooning, Jacques Lipchitz ou encore Isamu Noguchi. La majeure partie de la collection est proposée aux enchères à New York et à Hong Kong au mois de novembre 2019, ainsi qu'à Paris en décembre, chez Christies.

## Style et méthode

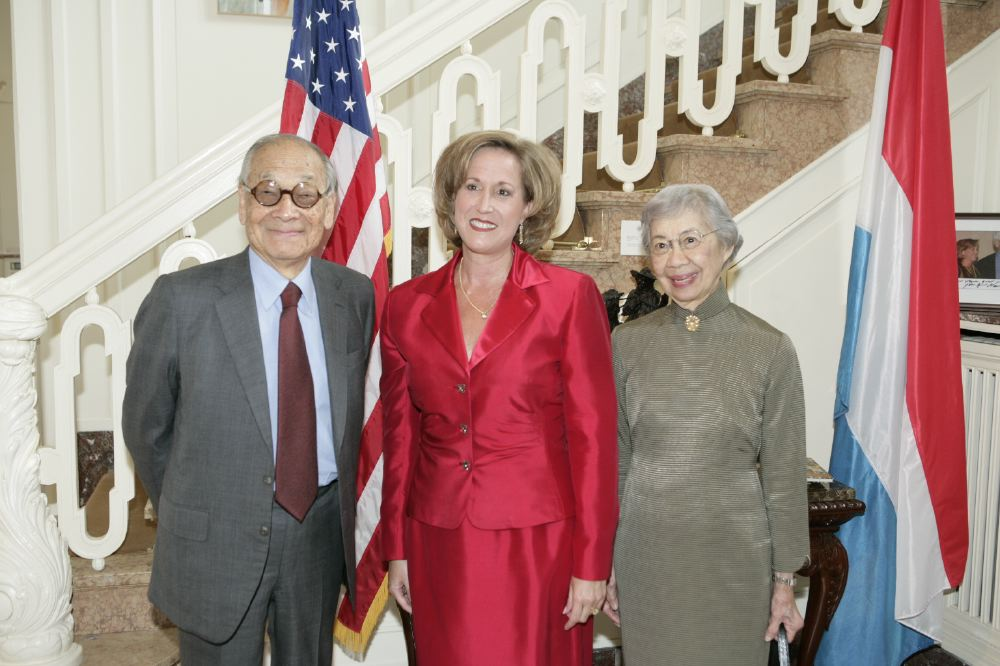
Ieoh Ming Pei et sa femme reçus par l'ambassadrice des États-Unis au Luxembourg Ann Wagner en 2006.

Le style de Pei est généralement décrit comme moderne, avec une influence importante des thèmes cubistes, et une « obsession » pour la géométrie. Il est connu pour combiner des éléments architecturaux traditionnels avec des conceptions plus modernes fondées sur des motifs géométriques simples. Il propose, selon l’Encyclopædia Britannica, des « arrangements audacieux et habiles » de ces formes géométriques avec une « utilisation […] de matériaux richement contrastés ». Un critique d'architecture le décrit « comme la combinaison d'un sens classique de la forme avec une maîtrise contemporaine de la méthode ». Les réalisations de Pei se caractérisent par la recherche d'une certaine pureté des formes alliée à une efficacité fonctionnelle, inscrites dans le mouvement du style international via l'utilisation de « formes rectangulaires et silhouettes irrégulières » et dans la lignée de l'architecte Walter Gropius. Le recours aux formes abstraites et l'emploi de matériaux froids tels que la pierre, le béton, le verre et l'acier sont accompagnés d'une forte propension aux effets théâtraux et aux défis technologiques. Ieoh Ming Pei peut s'enorgueillir d'avoir « marqué de son empreinte et de ses constructions la plupart des grandes villes » des États-Unis avant d'avoir « [essaimé] dans le monde ».
En 2000, le biographe Carter Wiseman qualifie Pei de « membre le plus éminent de la dernière génération des modernistes encore en activité ». Pei rejette quant à lui la dichotomie simple des tendances architecturales et déclare que « le discours sur le modernisme par rapport au post-modernisme est sans importance. C'est une question secondaire. Pour un bâtiment individuel, le style dans lequel il va être conçu et construit n'est pas si important ; ce qui compte vraiment, c'est la communauté. Comment le bâtiment affecte-t-il la vie ? »
Le travail de Pei est reconnu comme essentiel au sein de la communauté des architectes. Son collègue John Portman dit de son travail : « une seule fois dans ma vie, je rêverais de réaliser quelque chose comme le bâtiment est [de la National Gallery of Art] ». Mais l'originalité des travaux de Pei ne lui apporte pas toujours les résultats financiers escomptés, ce qui le pousse à répondre ainsi : « Une seule fois dans ma vie, je rêverais de gagner autant d'argent que vous ». Par ailleurs, ses concepts architecturaux sont trop singuliers et dépendent trop du contexte pour donner naissance à une école architecturale. Pei se réfère à son « approche analytique » pour expliquer l'absence d'une « école Pei ». « Pour moi, dit-il, une distinction importante doit être établie entre une approche stylistique et une approche analytique qui accorde toute sa place au temps, au lieu et au but poursuivi […] Ma propre approche analytique exige une compréhension complète de ces trois éléments essentiels […] pour arriver à un équilibre idéal entre eux ».

## Prix et honneurs
Au fil de sa carrière, Pei se voit décerner tous les prix importants qui couronnent les réalisations architecturales, dont le prix Arnold Brunner (1961) et la médaille d'or de l'architecture (1979) de l'Académie américaine des arts et des lettres, la médaille d'or de l'AIA (1979), le premier Praemium Imperiale pour l'architecture (1989), le Lifetime Achievement Award (2003) du Cooper–Hewitt, Smithsonian Design Museum, le Henry C. Turner Prize for Innovation in Construction Technology (2003) du National Building Museum et la médaille d'or royale pour l'architecture du Royal Institute of British Architects (2010).
Il reçoit aussi le prix Pritzker (1983), parfois appelé le « prix Nobel de l'architecture ». Ce prix est accompagné d'une somme de 100 000 dollars que Pei utilise pour créer une bourse d'études pour les étudiants chinois qui souhaitent étudier l'architecture aux États-Unis, à condition qu'ils retournent ensuite en Chine pour y travailler. Enfin, il reçoit la Medal of Liberty (1986) décernée par le président des États-Unis Ronald Reagan, et la médaille présidentielle de la Liberté (1992) décernée par le président des États-Unis George H. W. Bush,. Il est également membre de l'Académie française des beaux-arts à partir de 1983.

## Principales réalisations
- 1961 : University Apartments, Chicago (États-Unis).
- 1963 : Kips Bay Towers, Manhattan (États-Unis).
- 1963 : Chapelle commémorative Luce, Taichung (Taïwan).
- 1964 : Society Hill Towers, Philadelphie.
- 1964 : City View, dit Washington Plaza, Pittsburgh (États-Unis).
- 1967 : Mesa Laboratory, Boulder (États-Unis).
- 1968 : Des Moines Art Center, Des Moines (États-Unis).
- 1968 : Everson Museum of Art, Syracuse (États-Unis).
- 1972 : Paul Mellon Arts Center, Wallingford (États-Unis).
- 1972 : Commerce Court West, Toronto (Canada).
- 1973 : Herbert F. Johnson Museum of Art, Ithaca (États-Unis).
- 1976 : 200 Clarendon Street, Boston (États-Unis).
- 1976 : Université de Rochester, New York (États-Unis).
- 1976 : OCBC Centre (Singapour).
- 1977 : Hôtel de ville de Dallas (États-Unis).
- 1978 : Bâtiment est de la National Gallery of Art, Washington (États-Unis).
- 1979 : John F. Kennedy Presidential Library and Museum, Boston (États-Unis).
- 1982 : JPMorgan Chase Tower, Houston (États-Unis).
- 1982 : Capella Tower, dit 225 South Sixth, Minneapolis (États-Unis).
- 1983 : Energy Plaza, Dallas (États-Unis).
- 1986 : Fountain Place, Dallas (États-Unis).
- 1986 : Jacob K. Javits Convention Center, New York (États-Unis).
- 1986 : Raffles City (Singapour).
- 1987 : Bank of America Tower, Miami (États-Unis).
- 1987 : Commerce Square, Philadelphie (États-Unis).
- 1989 : Pyramide du Louvre, Paris (France).
- 1989 : Intérieur du musée national des Arts asiatiques - Guimet, Paris (France).
- 1990 : The Gateway (Singapour).
- 1990 : Tour de la Bank of China, Hong Kong (Chine).
- 1990 : U.S. Bank Tower, Los Angeles, (États-Unis).
- 1991 : Biosphère II, Oracle (États-Unis).
- 1993 : Four Seasons Hotel New York, New York (États-Unis).
- 1995 : Rock and Roll Hall of Fame, Cleveland (États-Unis).
- 1997 : Musée Miho, préfecture de Shiga (Japon).
- 2001 : Essensa East Forbes, Makati (Philippines).
- 2002 : Tour EDF, La Défense (France).
- 2004 : Musée historique allemand à Berlin (Allemagne).
- 2006 : Musée d'Art moderne Grand-Duc Jean, Kirchberg (Luxembourg).
- 2006 : Musée de Suzhou (Chine).
- 2007 : Tour Espace, Madrid (Espagne).
- 2008 : Musée d'Art islamique de Doha (Qatar).
- 2009 : Macao Science Center (Chine).

Principales réalisations d'I. M. Pei
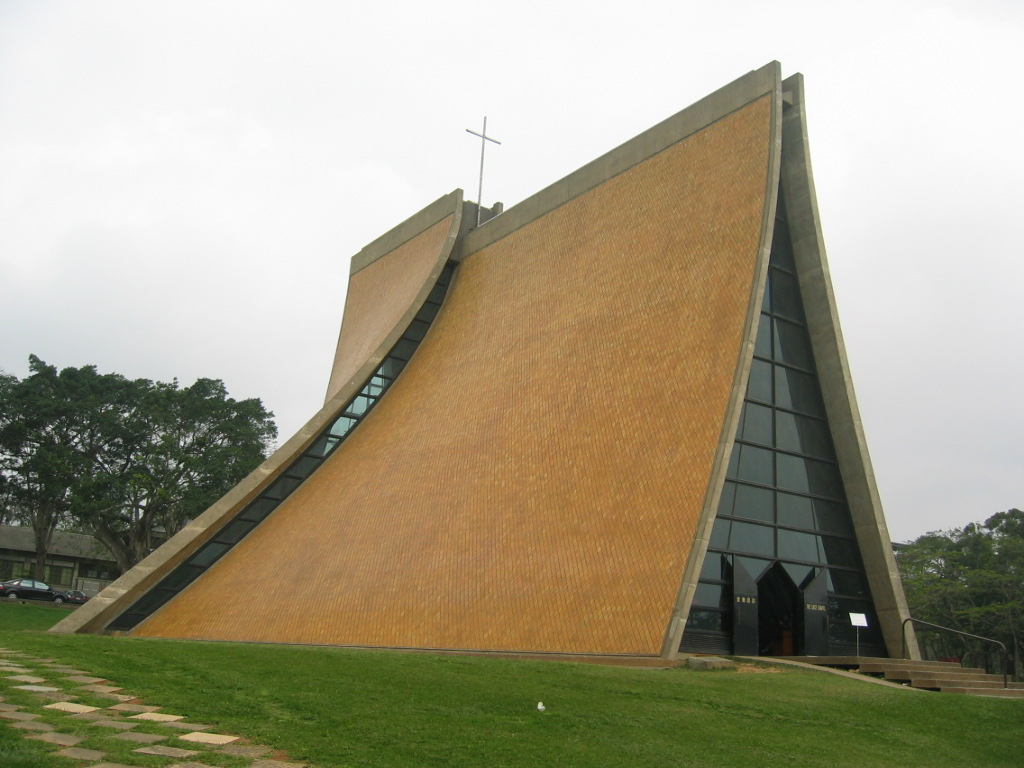
La chapelle commémorative Luce à Taïwan.
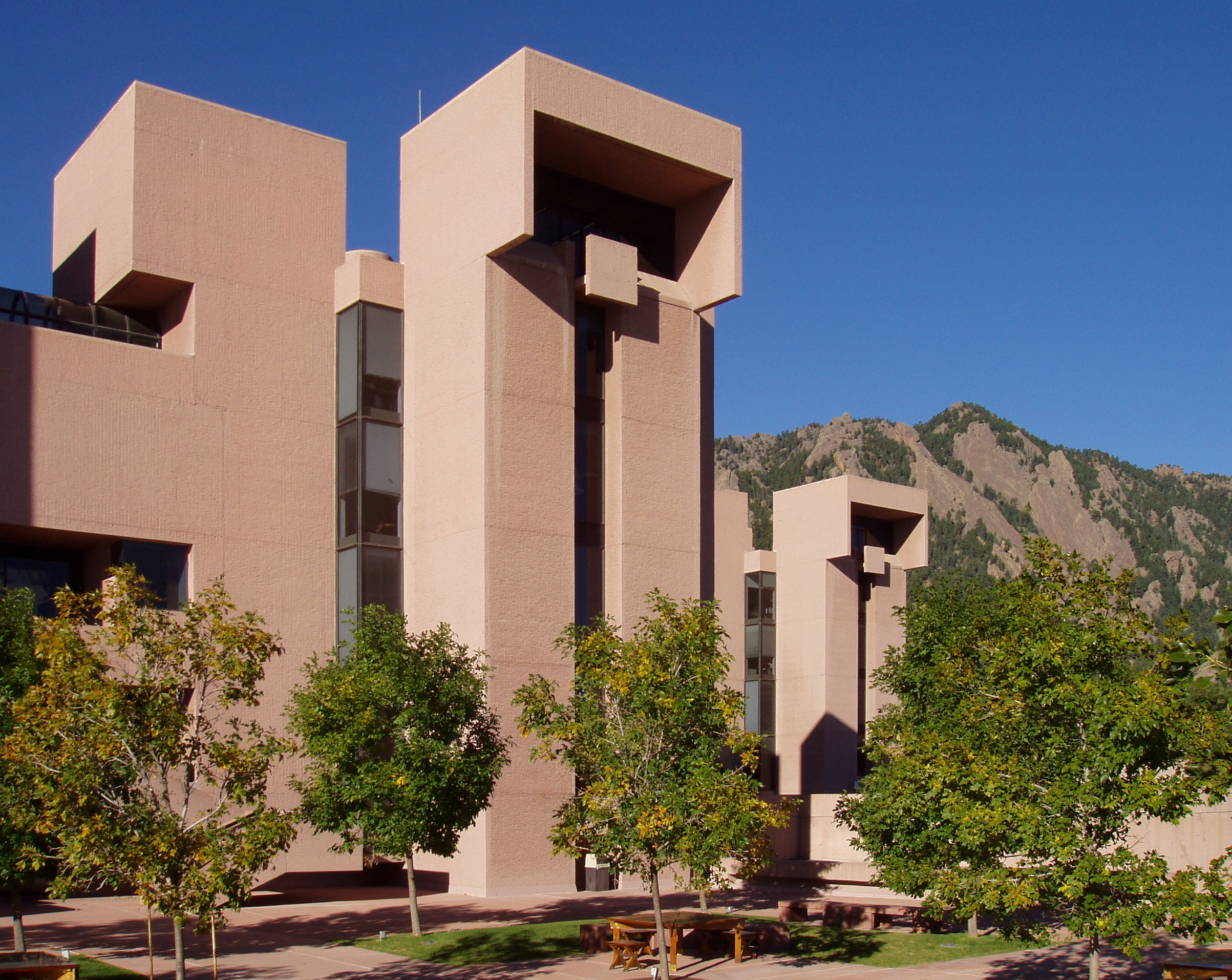
Mesa Laboratory de Boulder.
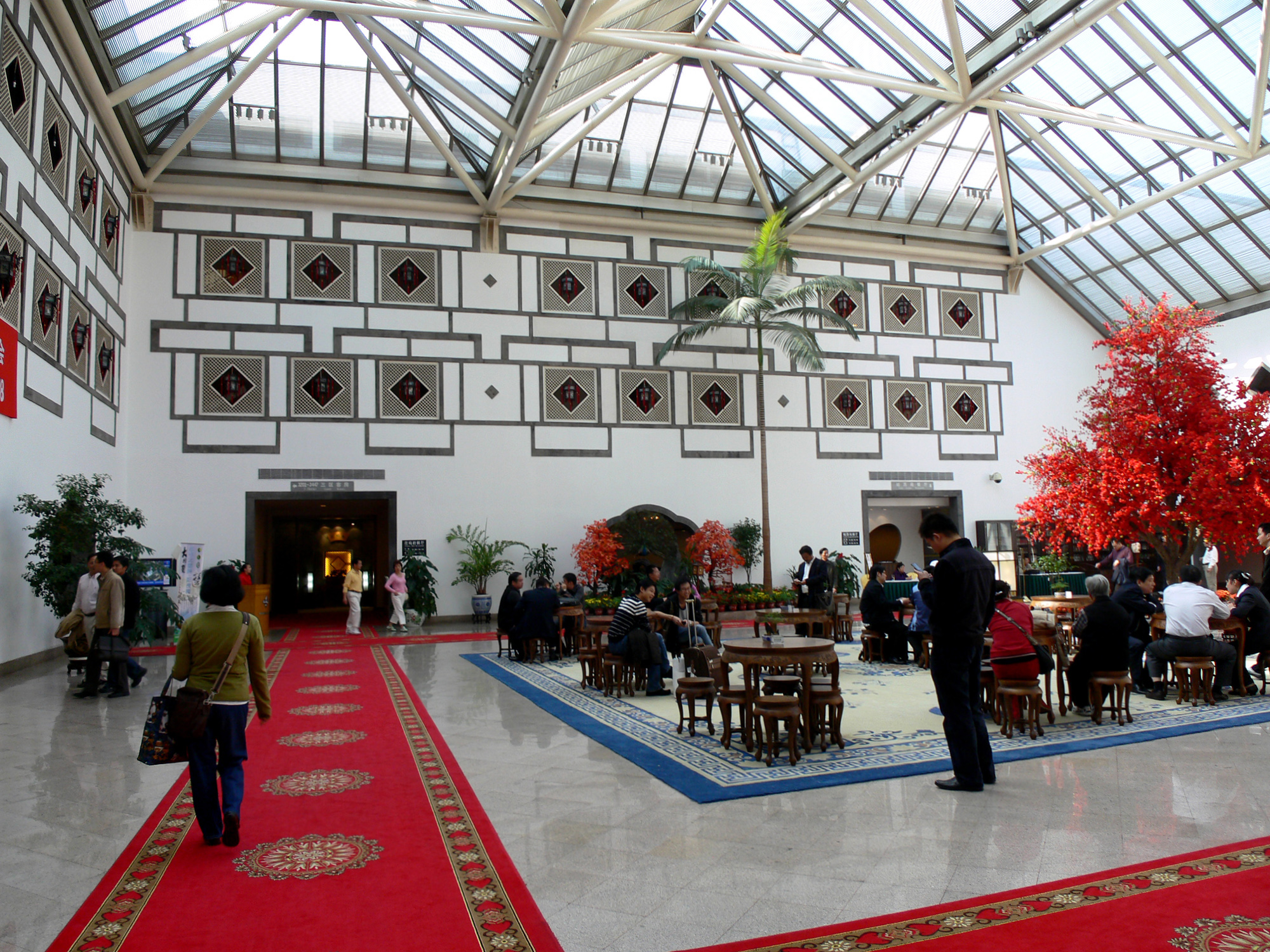
Hall du Fragrant Hill Hotel à Pékin.
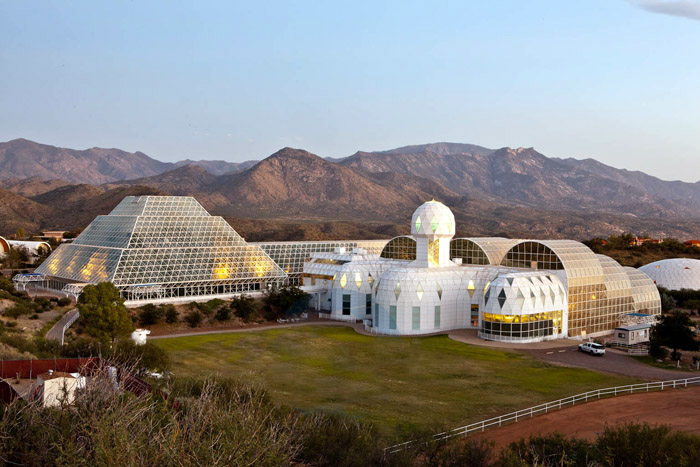
La Biosphère II à Oracle, dans le désert de l'Arizona.
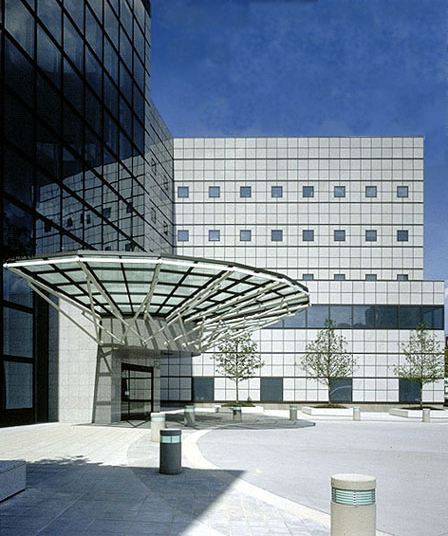
La Clinique Kirklin de Birmingham dans l'Alabama.
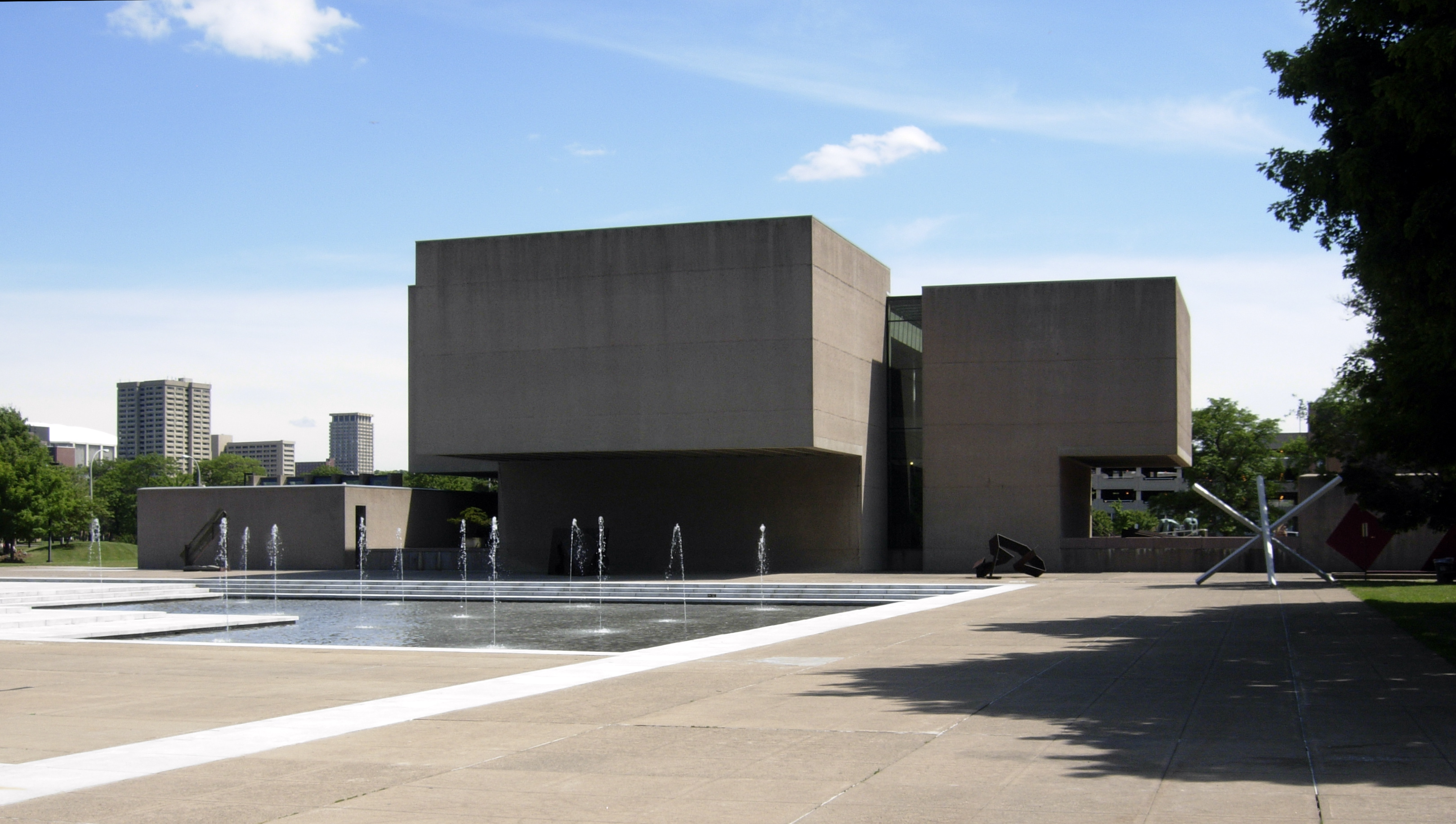
L'Everson Museum of Art à Syracuse.
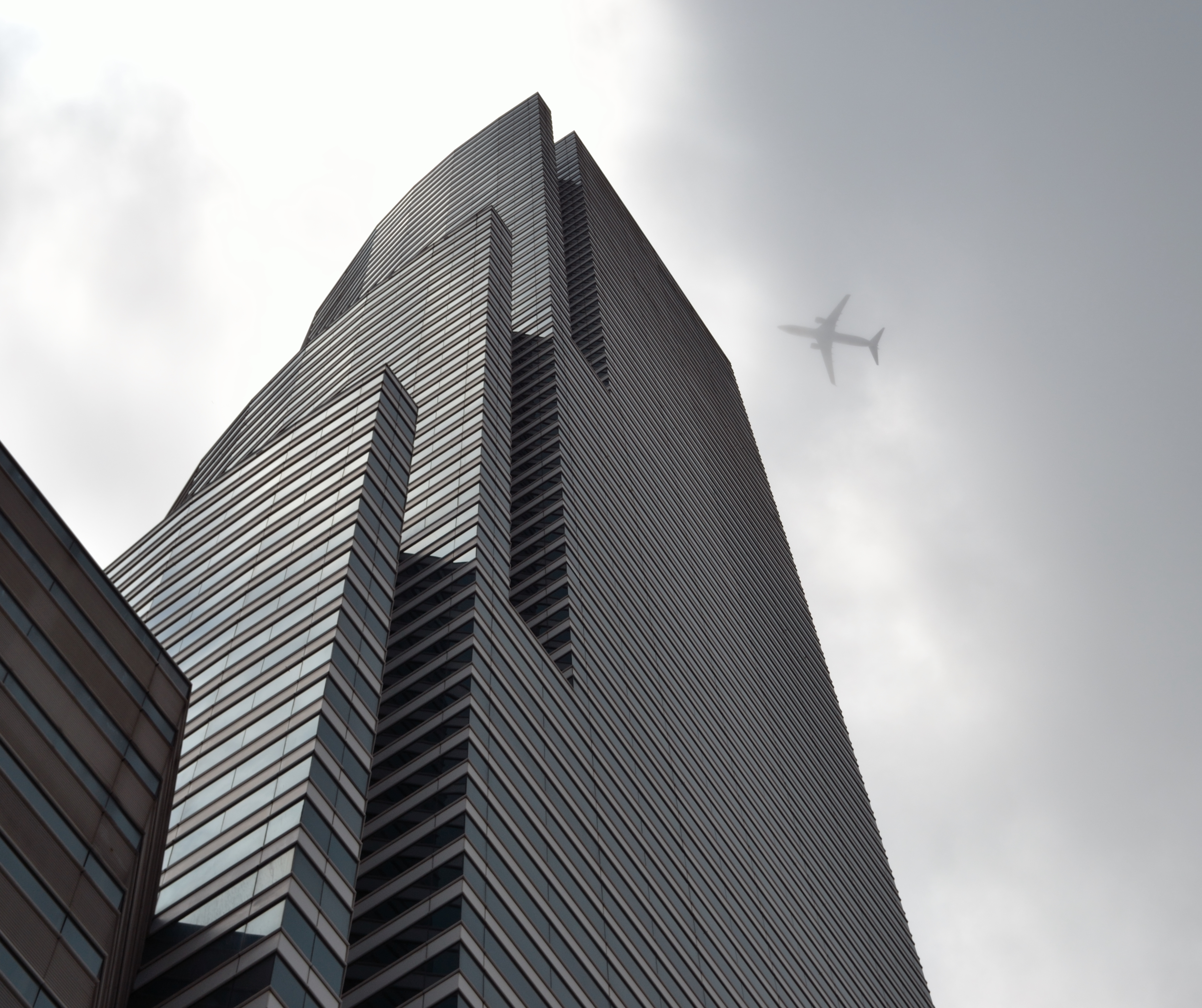
La Bank of America Tower de Miami.
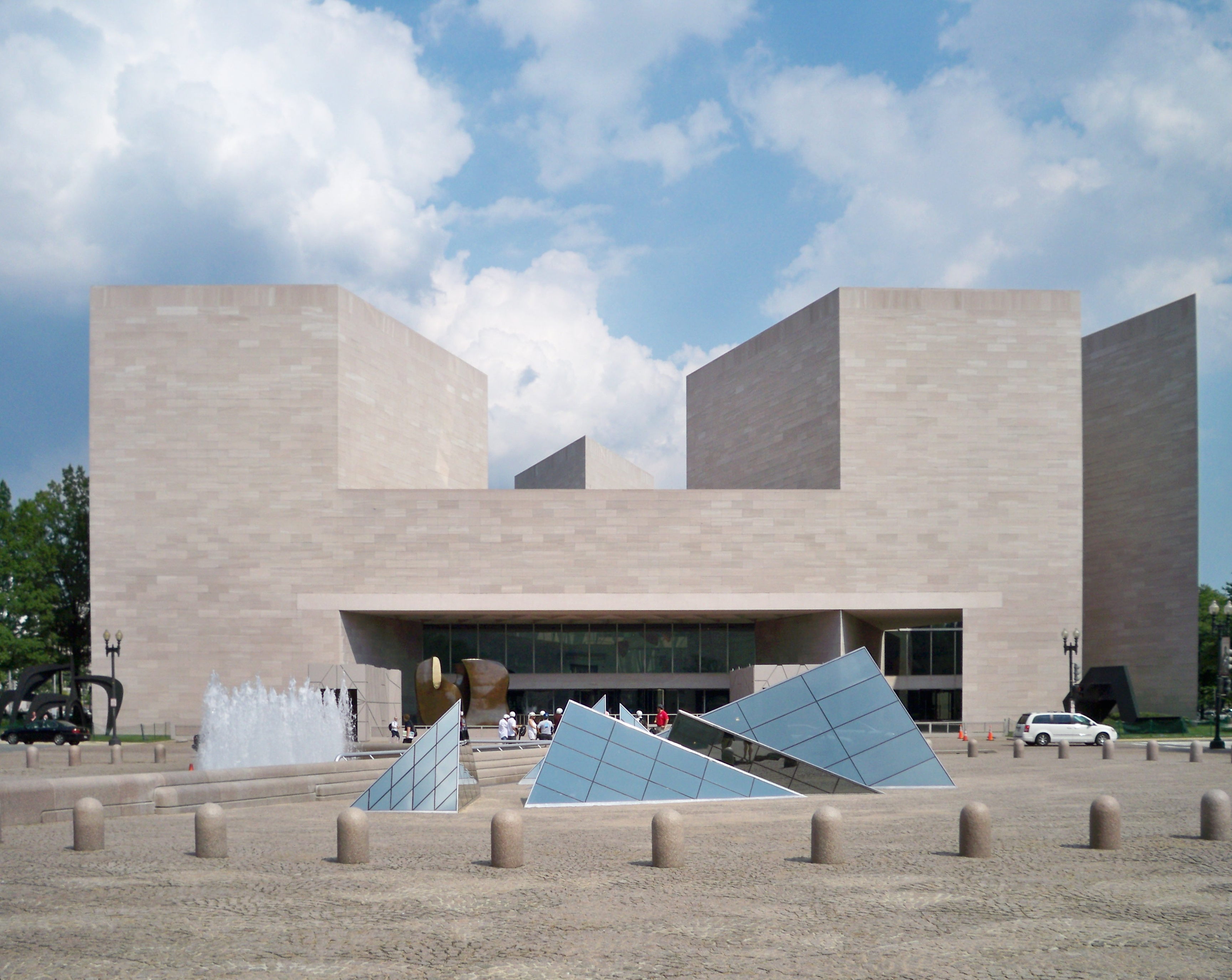
Le bâtiment est de la National Gallery of Art à Washington.
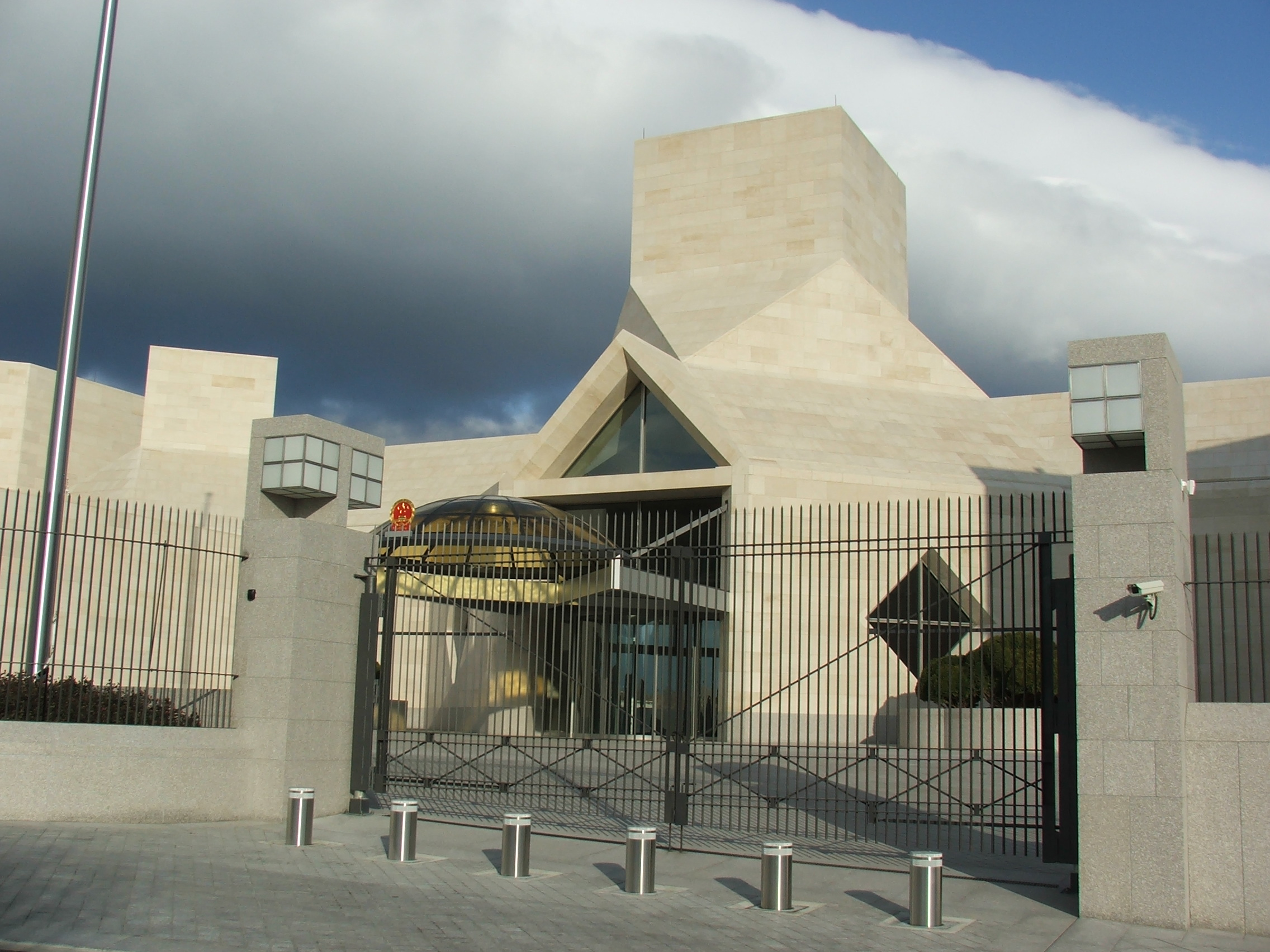
L'ambassade de Chine aux États-Unis à Washington.
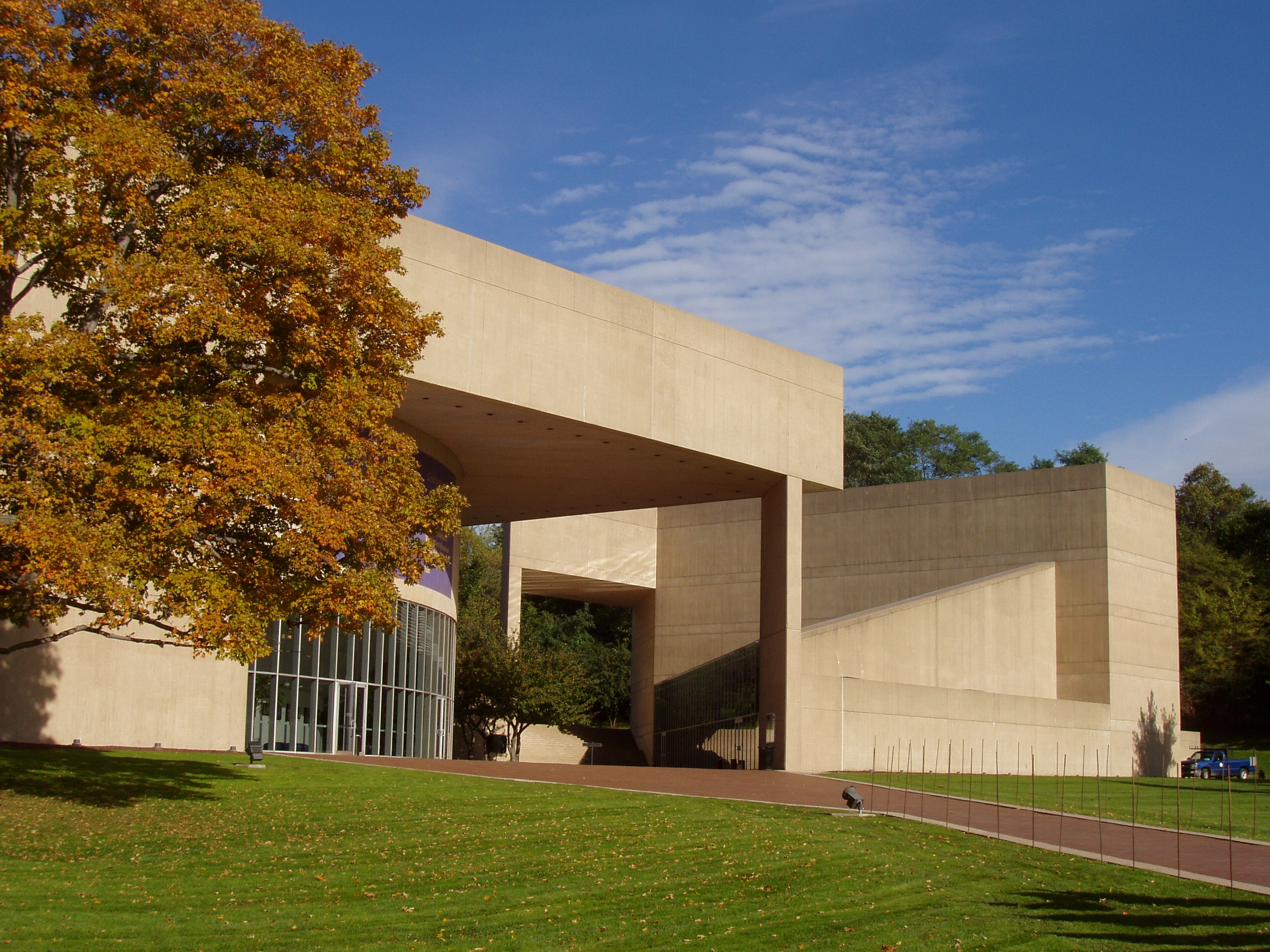
Le Paul Mellon Arts Center à Wallingford.
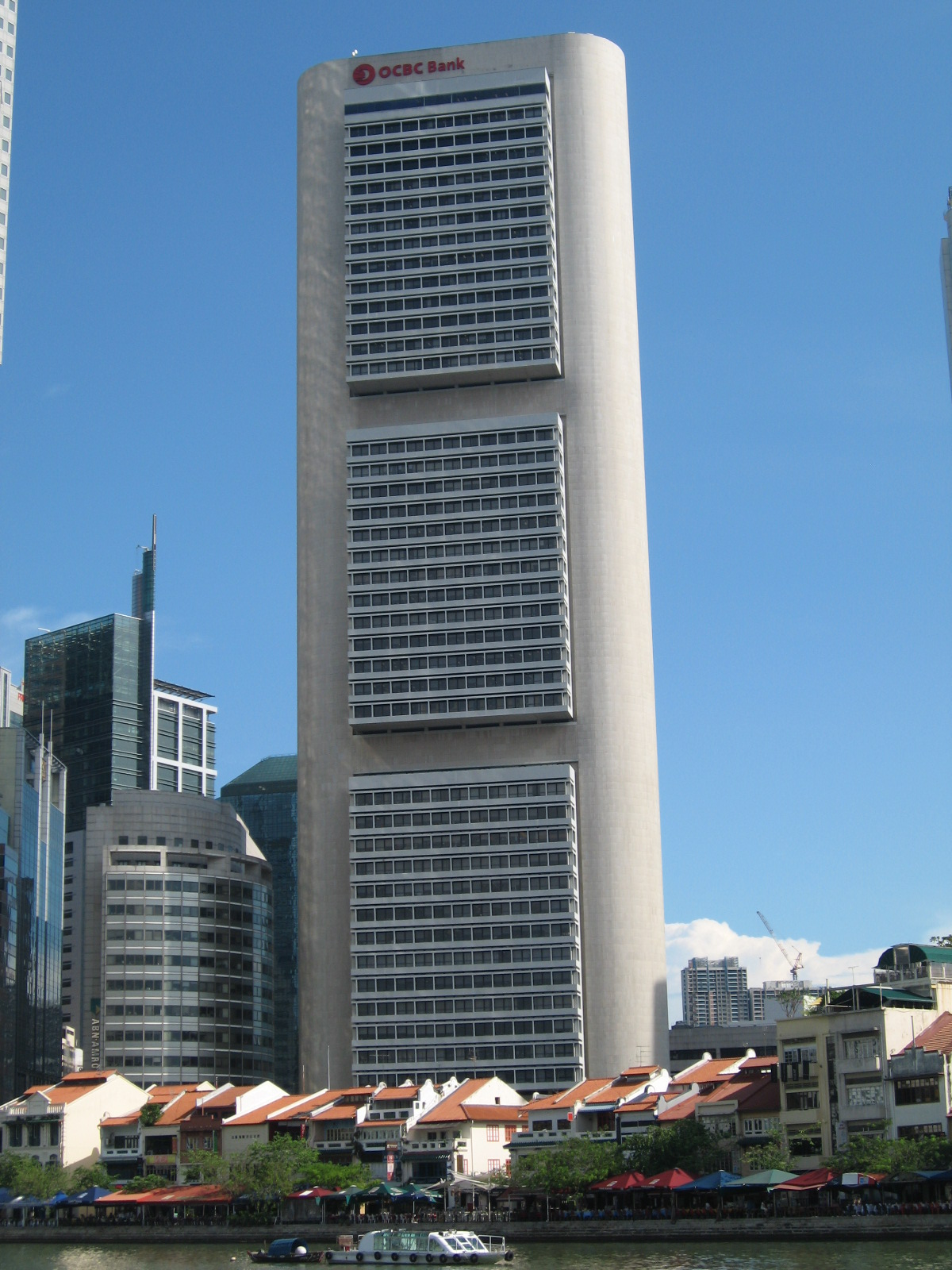
L'OCBC Centre de Singapour.
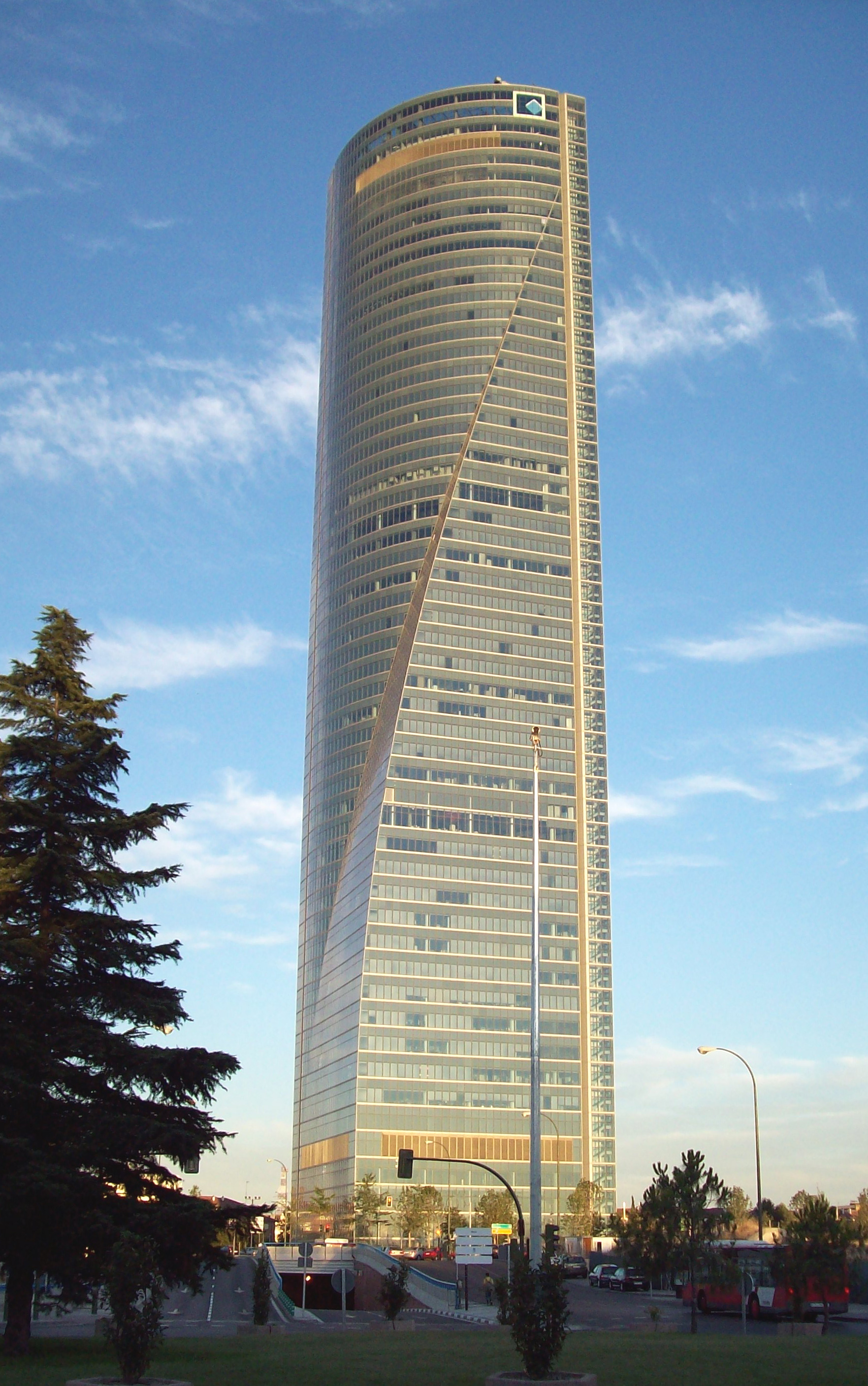
La tour Espace de Madrid.
La tour EDF de La Défense à Paris.
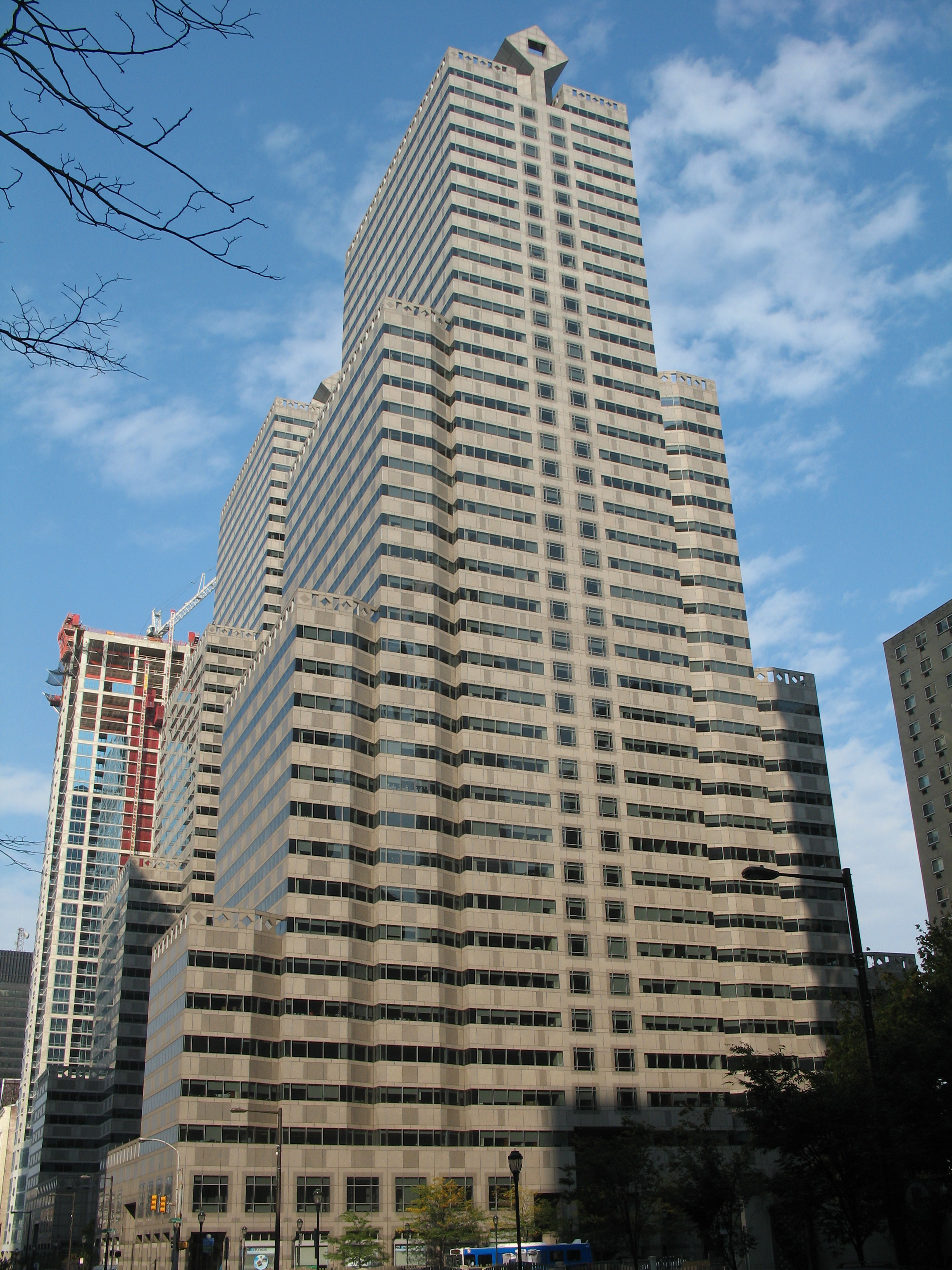
Commerce Square à Philadelphie.